# Histoire de la civilisation en Occident
Pour un article plus général, voir Histoire du monde occidental.
L’histoire de la civilisation en Occident est l’étude des faits qui ont constitué l’identité de l'homme occidental. Elle s'inscrit dans une approche culturelle, celle de l'histoire des mentalités, selon l'analyse de la troisième génération de l'école des Annales, parfois appelée Nouvelle Histoire. 
Elle s'efforce d’illustrer comment l'individu, en Occident, a évolué dans ses façons de penser et de vivre au quotidien, dans ses croyances et ses pratiques. Elle se concentre sur des facteurs qui le structurent : son éducation, sa participation à la vie politique, sa religion, le sens qu’il donne à la guerre, la manière dont il parvient à satisfaire ses besoins en produisant, échangeant et consommant, sa vie domestique, sa vie publique, et surtout sa conception du bien et du mal, en fonction des époques historiques communément admises : l'Antiquité grecque puis romaine, le Haut et le Bas Moyen Âge, puis l'époque moderne jusqu'au siècle des Lumières.

## L’homme grec

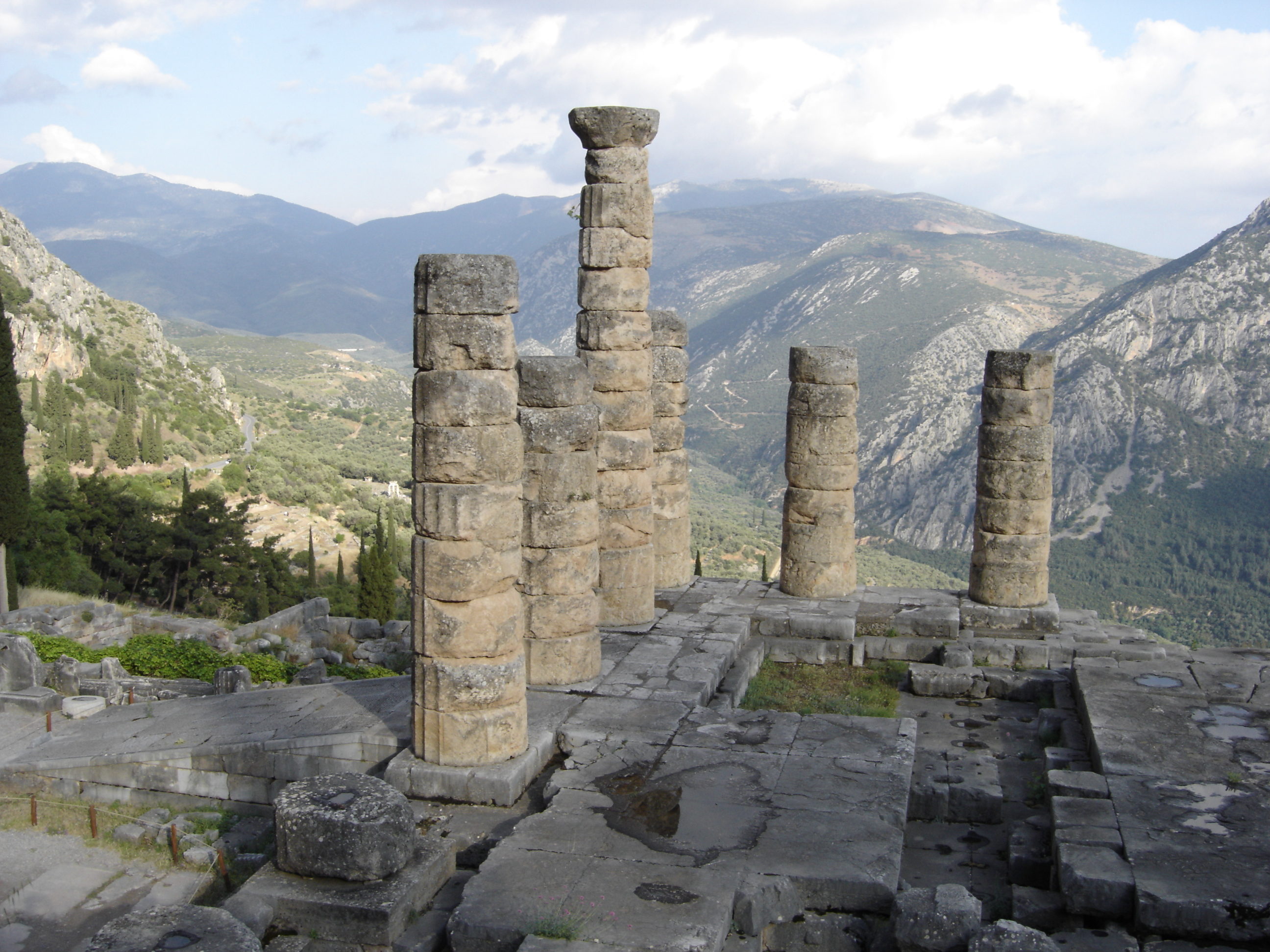
Ruines du temple d'Apollon à Delphes, qui comportait la devise Gnothi seauton (« Connais-toi toi-même ») sur son fronton.

Comprendre l’homme grec nécessite, écrit Jean-Pierre Vernant, « un style de présence au monde et de présence à soi que nous ne pouvons pas saisir sans un sérieux effort de distanciation méthodique, exigeant une véritable restitution archéologique ». Il s'agit ici de la vision de l’homme grec, ou plutôt de son rapport à la connaissance, car vision et savoir sont deux formes verbales d’un même terme. En apercevant le Gnothi seauton (« Connais-toi toi-même ») à Delphes, le Grec ne procède pas à une introspection individuelle ; il reconnaît ses limites de mortel, inférieur aux dieux. C’est que l’identité grecque se constitue à travers l’autre, par son regard, dans l’ordre social, dans la communauté et dans l’ordre cosmique du divin. Ces fondements identitaires aboutissent à une éthique de la honte et de l’honneur, constitutifs de l’homme grec, plutôt qu’à une morale de la faute et du devoir. Il est assoiffé d’excellence, et la reconnaissance[pas clair] est son gouvernail.

### Devenir grec
« Quel est l’être à une seule voix qui marche tantôt à deux pattes, tantôt à trois, tantôt à quatre ? » En répondant « l’homme », Œdipe a résolu l’énigme du Sphinx qui illustre les trois âges de l’existence. Les quatre pattes, symbolisant l’enfance, représentent le stade naturel. Le stade pleinement humain est le stade culturel auquel parvient l’enfant qui aura surmonté un accouchement difficile, une alimentation souvent inappropriée et une mauvaise hygiène et qui aura une constitution normale, de sexe masculin et des parents citoyens ne l’ayant pas « exposé ». Les femmes sont en majorité exclues du processus d’épanouissement culturel, politique et guerrier.

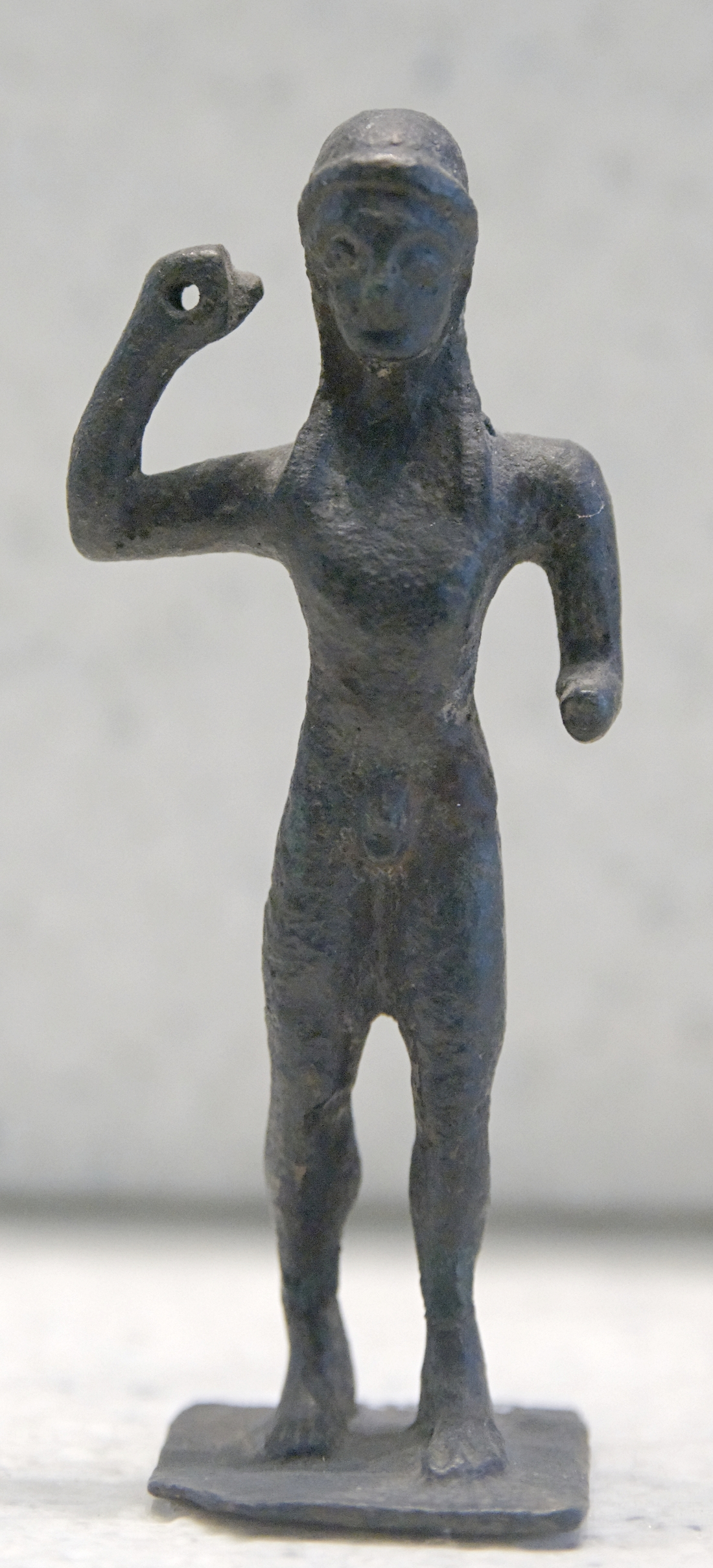
Lanceur de javelot, 525-500 av. J.-C., sanctuaire d'Apollon Hypertéléatas en Laconie, musée du Louvre.

Le garçon devient homme et citoyen, chez les Spartiates, à la fin d’un long parcours. Dès sept ans, son éducation, ou plus exactement son élevage, commence alors qu’il fait partie d'une boûa (βοῦα, « troupeau de bœufs ») ou agélê (ἀγέλη, « troupeau à guider »). On le soumet à un entraînement à la discipline où on lui inculque obéissance et combativité. Sa tête est rasée, il a les pieds nus, ne porte qu’un vêtement par saison et dort sur une paillasse de roseaux. Peu nourri – il doit voler de la nourriture sans se faire prendre –, il s’exerce nu sous un soleil brûlant. Un homme libre éduque le troupeau en offrant récompenses et punitions et en organisant des compétitions pour dégager l’élite. On enseigne la musique, le chant, la danse, la gymnastique ainsi qu’un minimum de lecture et d’écriture. Des batailles fictives sont organisées. La cryptie est pratiquée par les élites et consiste entre autres à abandonner le jeune Spartiate en pleine campagne, seul, sans vêtements ni vivres et avec l'interdiction de se montrer pendant la journée. Comme le souligne Pierre Vidal-Naquet, le crypte est l’exact opposé de l’hoplite en termes de rite de passage nécessaire à l’intégration dans la cité.

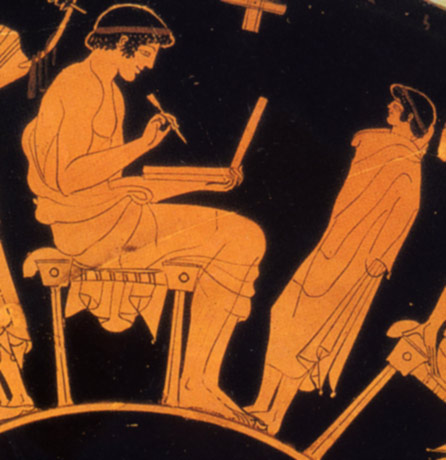
Homme écrivant sur une tablette de cire, coupe de Douris, v. 500.

Chez les Athéniens, l’initiation à la vie d’homme débute bien plus tard,. À compter de douze ans, le jeune Athénien peut commencer à fréquenter le gymnase sous la direction du pédotribe. Il s’exerce intensément et nu (au moins à partir de la période classique) à diverses disciplines : course, lancer, pancrace, lutte, saut... Les relations homosexuelles, tout comme à Sparte, en Crète ou à Thèbes, se pratiquent normalement entre un homme plus âgé et un adolescent imberbe. Le rôle actif, associé à la masculinité, au rang social et au monde de l’adulte, est réservé au pédéraste tandis que le rôle passif appartient au jeune éromène. Ces pratiques – pour préserver la dignité de l’adolescent, il n’y a pas de pénétration, mais un coït intercrural – ont un caractère pédagogique et ont souvent lieu en public, au gymnase.

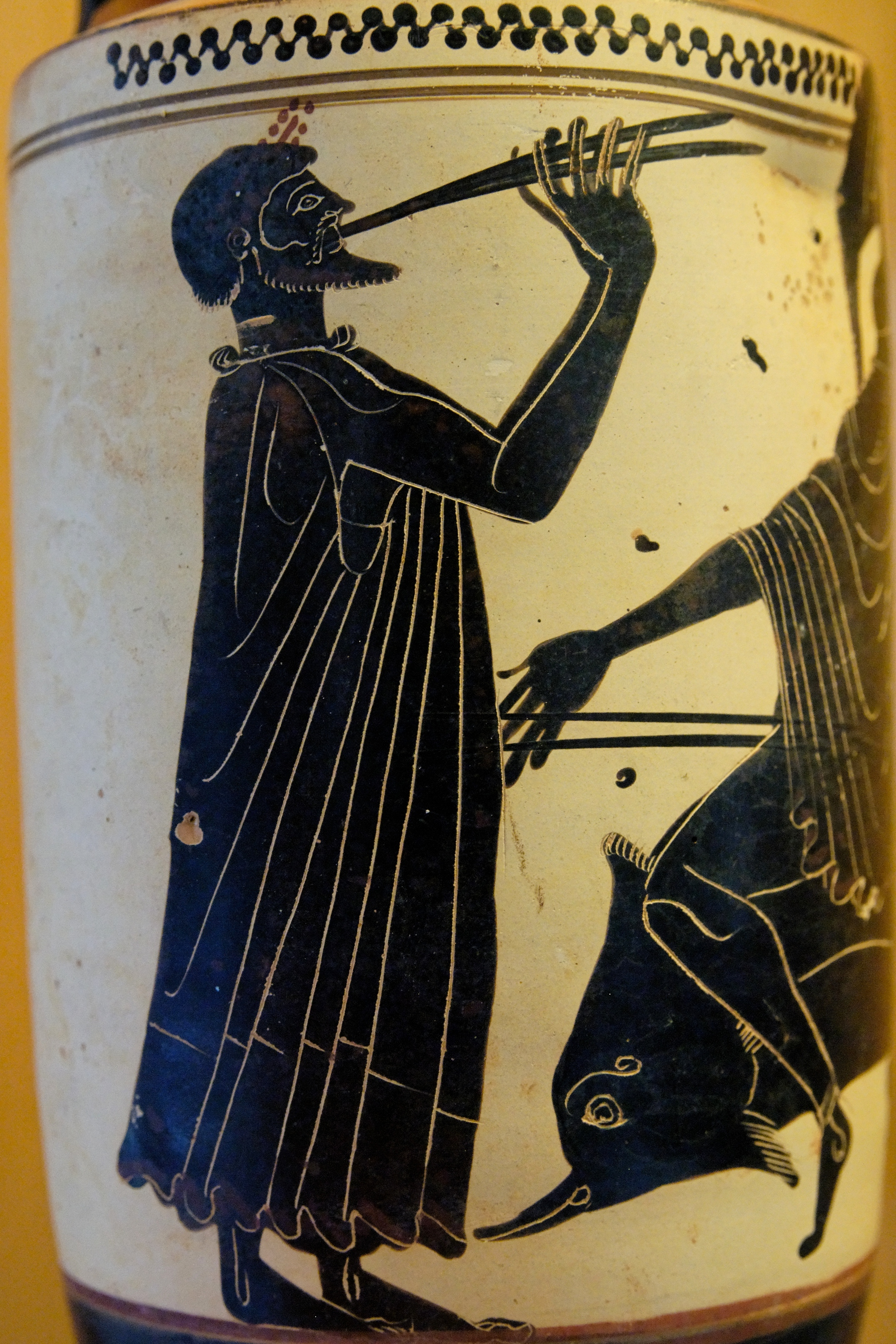
Joueur d'aulos, lécythe attique à fond blanc, v. 480 av. J.-C., musée archéologique régional Antonio-Salinas, Palerme

L’instruction intellectuelle a lieu au didaskaleion (διδασκαλεῖον), école payante réservée à l’aristocratie. On y apprend à lire et à écrire, à raison d’un esclave par enfant, le pédagogue, qui l'accompagne, le surveille. On apprend par cœur Homère, « toujours considéré comme un réservoir de valeurs et comme un point de repère sans égal fournissant des modèles de conduite ». Les mathématiques demeurent rares, mais les concours de lecture et de récitation sont fréquents, surtout à la période hellénistique. On y apprend aussi la musique et le chant, deux disciplines d’importance capitale. Puis, à 18 ans, vient le temps de l’éphébie, sorte de service militaire obligatoire de deux ans. Cette pratique, comme celle des didaskaleia, est décelable dans une centaine de cités. Les éphèbes sont instruits par deux pédotribes, un maître d’armes, un professeur de tir à l’arc, un de javelot et un dernier de catapulte. Après avoir participé à la fête d’Artémis, ils reçoivent de la cité une lance et un bouclier. Ils sont maintenant des hommes.

### Le citoyen grec

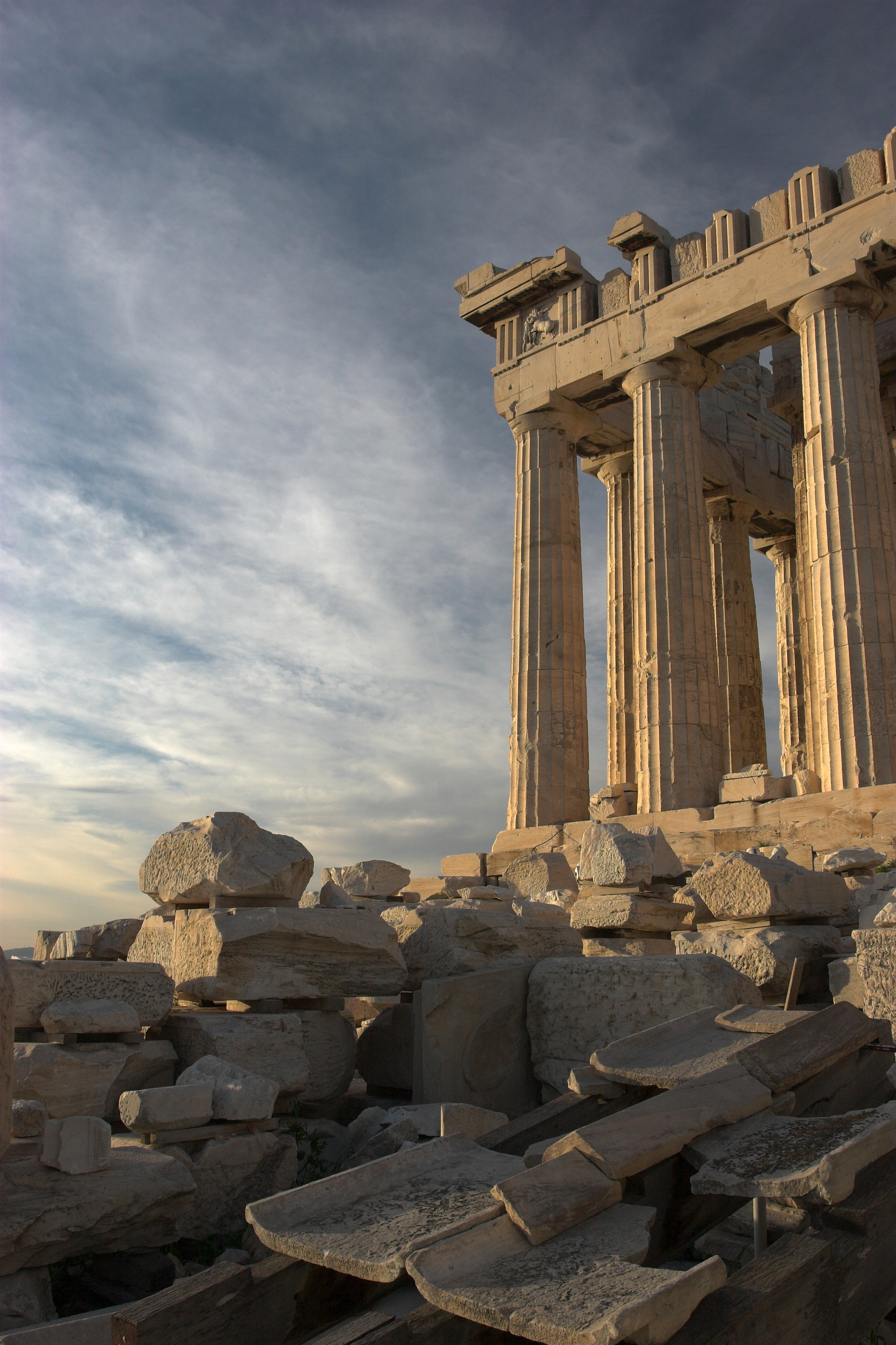
Le Parthénon en fin d'après-midi.

Être citoyen, à Athènes, correspond à une triple définition : être né de père citoyen et de mère fille de citoyen, être libre et être un homme adulte. À l’époque classique, on compte à Athènes un citoyen pour quatre esclaves, donc 120 000 esclaves pour 30 000 citoyens environ. Le reste de la population se compose de femmes, d’enfants et de métèques. Le citoyen est également un guerrier : il a longtemps dû s’armer à ses frais, ce qui exclut de la citoyenneté les indigents. Les Guerres médiques contre les Perses et la nécessité d’une marine solide font que les thètes, qui représentent une bonne moitié du corps civique, deviennent citoyens malgré leur statut inférieur. L’empire maritime va favoriser l’élargissement de la démocratie. Les citoyens aisés financent la cité pour une large part : la construction de bateaux, les nombreuses fêtes et le théâtre vivent de l’argent des riches, qui donnent aussi parfois nourriture et vêtements aux habitants de leur dème afin de s’attirer leur sympathie (tel est le cas de Clisthène ou de Périclès). La « liturgie » est parfois exigée, cette contribution substantielle, plus ou moins spontanée. Arthur Rosenberg compare ces riches à une vache à lait : « Le prolétaire athénien n’avait rien contre le fait qu’un fabricant, un commerçant ou un armateur gagnât le plus d’argent possible à l’étranger ; il aurait une somme d’autant plus grande à payer à l’État. »
Toutefois, cette citoyenneté agrandie, bien qu’elle fasse l’affaire des démocrates, gêne les oligarques, qui souhaitent revenir à un élitisme à la spartiate. Ils réussissent en 411 et en 404, mais, jusqu’aux invasions macédoniennes, Athènes sera avant tout une démocratie.
La démocratie entretient, explique Luciano Canfora, une conception personnelle de l’État parce qu’elle est la somme de ses citoyens et parce que ses ressources sont les revenus des individus qui la forment. Thucydide, qui cite Nicias, l’exprime ainsi : « Ce sont les hommes qui font les villes et non les remparts ni les vaisseaux vides de défenseurs ». Cette définition de la cité a pour conséquence l’érection d’anti-États réclamant le statut de cité légitime fondée sur une « constitution des ancêtres ». La vision d’une cité où le démos est tout a pour conséquence l’évolution des lois. L’objectif n’est pas d'atteindre une tradition immémoriale, mais de définir le bien et le juste : « Les Grecs s’enorgueillissaient de n’avoir qu’un seul maître : la loi ». Cette facette du politique grec, qui entretient d’étroites relations avec la rationalité, est unique et fonde la notion de progrès chère à l’Occident.
Les privilèges sont équilibrés par les devoirs publics. En plus de participer à l’assemblée, l’ekklesia, tous les dix jours, le citoyen peut être tiré au sort pour faire partie de la boulè, le conseil exécutif qui assure la conduite des affaires courantes, ou il peut encore être tiré au sort pour être membre de l’héliée, le tribunal populaire. À cela s’ajoutent les pratiques religieuses, les cérémonies, les banquets et les fêtes, mais surtout le devoir le plus honorable et le plus grand : la guerre.

### Le Grec et la guerre

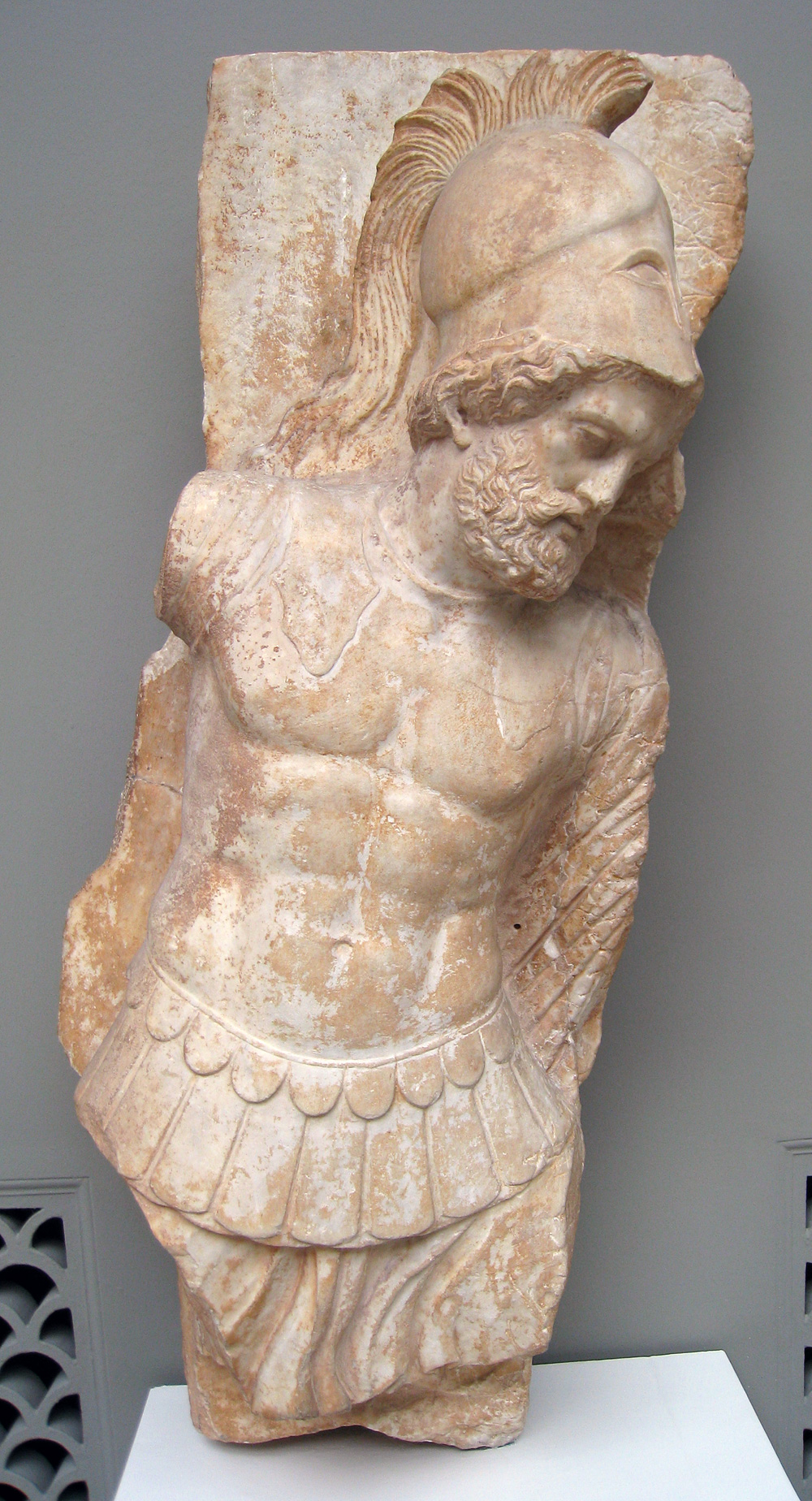
Un hoplite, marbre grec, v. 330 av. J.-C.

La guerre est, avec la politique, le principal sujet des historiographes grecs : l’Athènes classique est en guerre plus de deux ans sur trois et la paix ne dure jamais plus de dix ans. Les citoyens ont l’obligation d’être disponibles pour combattre de 19 à 49 ans, et jusqu’à 59 ans pour la réserve. L’excellence du guerrier est proportionnelle au courage dont il fait preuve sur le champ de bataille. On considère la mort au combat comme honorable, digne, voire belle. Cela ne signifie pas que l’homme grec soit un barbare qui combat illégitimement. Au contraire, il répugne à la guerre civile, analogue à un conflit familial, et il croit aux stricts principes de la guerre juste que sont la déclaration de guerre, l’exécution des sacrifices appropriés, le respect des lieux et des personnes, ainsi que la permission accordée au vaincu de relever ses morts et, dans une certaine mesure, l’abstention de cruautés gratuites. On refuse, au moins pendant la période archaïque, de tuer à distance, surtout au moyen d'un arc. À partir de la guerre du Péloponnèse, les peltastes armés d’un javelot et d’un bouclier léger deviennent plus communs.
Les charges militaires sont indissociables de la citoyenneté et proportionnelles au statut. Le pouvoir de décision se concentre entre quelques mains au sommet de la hiérarchie sociale, politique et économique. Le grand maître n’est autre que le stratège.
Si Athènes est de réputation et de fait belliqueuse, les mille cités grecques ne se battent pas à son rythme. L’histoire qui nous est parvenue est celle des grandes puissances impérialistes, nécessairement combatives, tandis que la plupart des cités-États ne sont que rarement en lutte, de façon limitée, et moins encore pendant la période archaïque que classique. L’attitude de l’homme grec envers la paix diffère aussi de ce que l’on peut s’attendre d’un peuple en guerre les deux tiers de son temps. Dans plusieurs textes comme ceux d’Aristote ou même d’Homère, la paix est louangée et associée à l’abondance, à la douceur, à la joie, alors que la guerre est décrite en des termes plus âpres. On associe le combat à l’abstinence, à l’effort, à la douleur et au chagrin. Il reste que, comme le souligne Yvon Garlan, la guerre est respectable, moralement justifiable et même souhaitable. La paix est perçue non pas comme un état naturel délectable, mais comme l’aboutissement des durs labeurs de la lutte armée.
Vaincre en territoire ennemi permet de recueillir une rançon en échange des prisonniers de guerre, si ceux-ci ne sont pas vendus ou mis en esclavage, pendant que le bétail de l'ennemi est capturé, de même que les récoltes et les objets précieux ou utilitaires. Une victoire signifie une appropriation territoriale et souvent le versement de tributs à la cité conquérante. Les combattants reçoivent une part de choix, d'où l’importance de la défense de sa propre cité – les terres étant possédées entièrement par les citoyens –, ce qui explique le triple statut du citoyen-propriétaire-guerrier.
À partir d’environ 650 av. J.-C., l’homme grec se bat de façon disciplinée et ordonnée, au sein d'une unité que l’on nomme phalange. Il porte une armure lourde comprenant, sur le bras gauche, un bouclier circulaire de 85 cm de diamètre et dans la main droite une lance de 2,5 m. Cet équipement coûteux exclut les citoyens de la quatrième classe censitaire. 

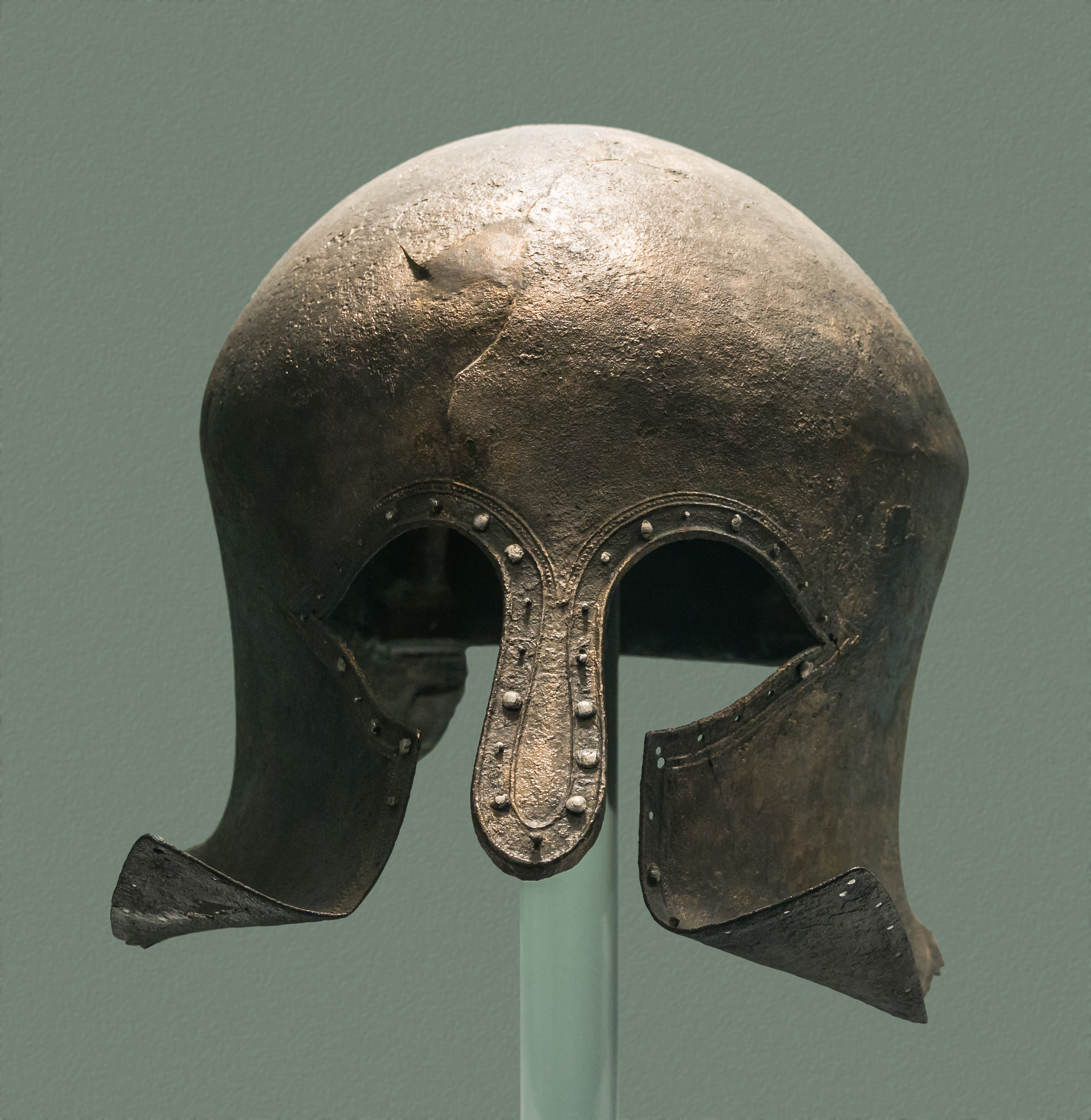
Casque de type corinthien, bronze, vers 600 av.J.-C., Musée national archéologique d'Athènes, inv.15153

Au moment où Sun Tzu écrit L'Art de la guerre en recommandant imprévisibilité et manipulation, les guerriers grecs se battent face à face, sans surprise, 10 000 hommes alignés sur huit rangs pour une largeur de 2,5 km. L’issue du conflit est déterminée par les ailes, sauf en cas de rupture du front. On se bat souvent en temps de récolte, en matinée, et des esclaves aident à transporter vivres et équipements. Les plus vieux occupent la première ligne alors que les plus motivés occupent le flanc droit. Le combat ordonné laisse place, au plus fort de la bataille, à des affrontements singuliers. Les pertes s'élèvent généralement à 14 % chez les vaincus et à 5 % chez les vainqueurs.
Par rapport au duel héroïque, la phalange constitue une amélioration dans l’art de la guerre. Elle accorde cependant moins de place aux prouesses personnelles si chères à l’identité grecque, fondée sur le regard des autres. Cette approche collective du combat figure parmi les causes de l’apparition des Jeux olympiques, qui comblent le vide créé par la fin du face-à-face individuel. Il reste que la phalange grecque ne sera pas longtemps la plus puissante, car elle se verra dominée à son tour par la phalange macédonienne. Dans la période hellénistique, les vieilles méthodes seront remplacées par la ruse, la trahison, l'effet de surprise et l’habileté technique.
Yvon Garlan observe une corrélation  entre le type d’armée et le régime politique qui se développe en réaction à celui-ci. Il associe une cavalerie dominante à une oligarchie, une démocratie modérée aux hoplites et des fantassins légers à une démocratie. Une autre corrélation est décelable entre la géographie et le type de régime. Une acropole va de pair avec une oligarchie ou une monarchie, un terrain plat est plus propice à la démocratie alors qu’une multitude de secteurs fortifiés convient à une aristocratie.

### Le Grec et l’économie

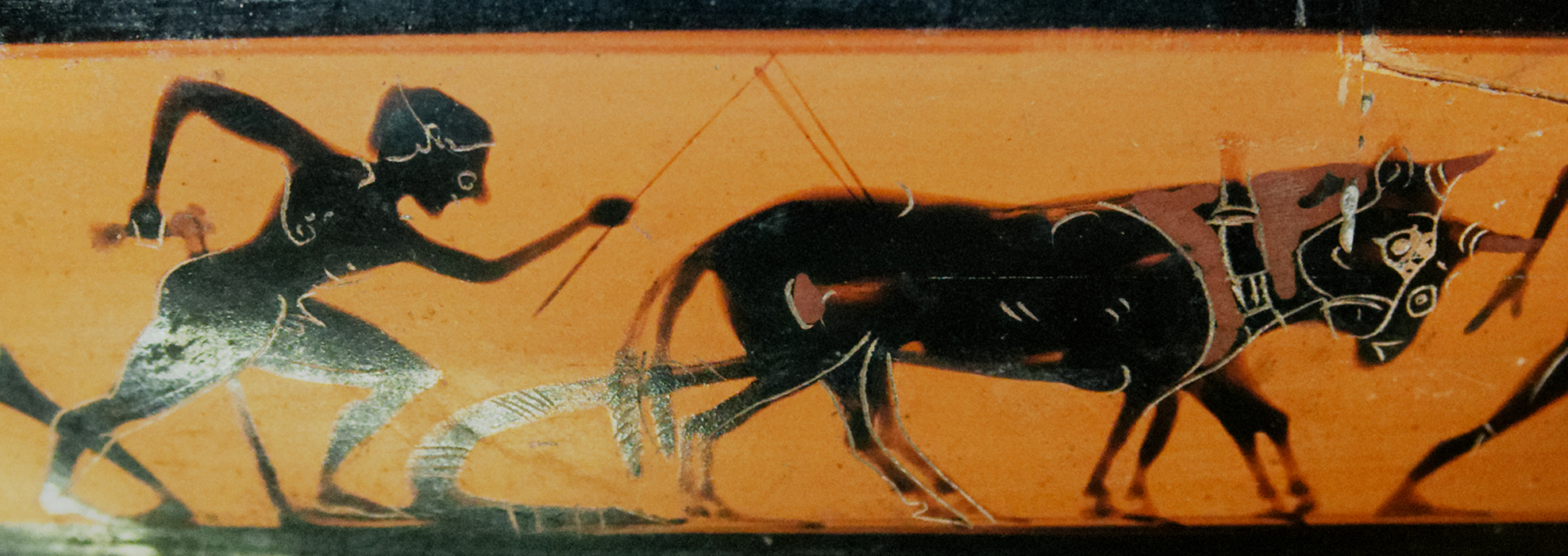
Laboureur. Coupe à bande attique à figures noires.
vers 530 av. J.-C., musée du Louvre

Le citoyen est au guerrier ce que le guerrier est à l’agriculteur propriétaire. Yvon Garlan écrit que, « de toutes les conditions sociales prédisposant à l’activité militaire, la plus valorisée était celle d’agriculteur ». Xénophon confirme ce propos dans son Économique : « Ce que je te dis là, Critobule, c'est pour t'apprendre que même les plus heureux des mortels ne peuvent se passer de l'agriculture. En effet, les soins qu'on lui donne, en procurant des plaisirs purs, augmentent l'aisance, fortifient le corps, et mettent en état de remplir tous les devoirs de l'homme libre. (…) Comme elle semble offrir ses productions au premier venu, et qu'elle se laisse dépouiller par le plus fort, elle encourage aussi les cultivateurs à la défendre les armes à la main? »

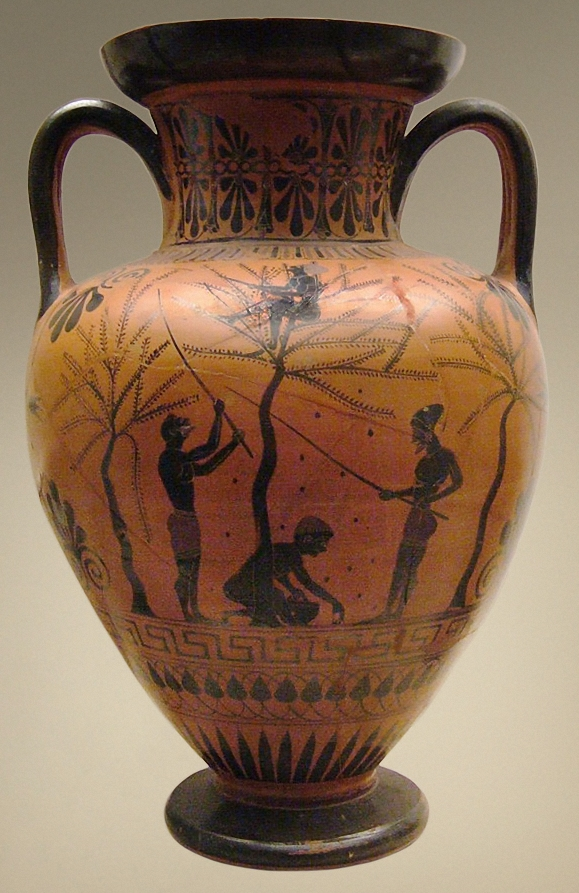
Gaulage des olives, amphore attique à figures noires d'Antiménès, British Museum

Des auteurs tels qu’Hésiode, Xénophon ou Aristophane décrivent une campagne idéale, abondante et paisible. Bien que la réalité de ces descriptions soit contestée, le rôle de l’agriculture chez l’homme grec demeure capital. Une écrasante majorité (20 000 sur 25 000) de citoyens possède la terre, et la plupart d'entre eux appartiennent à la petite ou à la moyenne paysannerie qui constitue le noyau des hoplites. Cette paysannerie est organisée en villages, et les possessions du citoyen sont régies par plusieurs esclaves de confiance lorsque ses terres sont parcellées et par un seul intendant – lui aussi esclave – lorsqu'elles sont réunies en un seul domaine. Il en va différemment chez les Spartiates, qui assignent tout aux hilotes, leurs esclaves.
Les artisans sont tenus en piètre estime. Ces travaux « ruinent le corps des ouvriers qui les exercent et de ceux qui les dirigent en les contraignant à une vie casanière, assis dans l’ombre de leur atelier, parfois même à passer toute la journée auprès du feu. Les corps ainsi amollis, les âmes aussi deviennent bien plus lâches. » Ils passent pour de mauvais défenseurs de la patrie et la plupart d'entre eux sont esclaves ou métèques. Les métiers se comptent par dizaines : architecte (même si le salaire n’est que légèrement plus élevé que celui d'un travailleur ordinaire), tailleur de pierre, sculpteur, charpentier, forgeron, menuisier, teinturier, doreur, ivoirier, peintre, tapissier, graveur, armurier, pilote, cordier, tanneur, mineur, parfumeur, cordonnier, etc..
Les esclaves sont très actifs dans les ateliers placés sous la direction de leur maître-artisan. Ils constituent une part non négligeable de la main-d'œuvre nécessaire aux constructions publiques et reçoivent un salaire équivalent à celui des ouvriers citoyens, mais versé en partie à leur maître. Certains d’entre eux appartiennent à l’État, qui leur octroie une indemnisation de nourriture. D’autres, malchanceux, sont loués par des concessionnaires à qui l’État a confié l’exploitation de mines moyennant une rente. Ils peuvent travailler à l’extraction minière ou à la transformation des matières premières.
Dans un autre secteur florissant, celui de la fabrication des armes, on emploie dans l’atelier – qui sert également de magasin de vente – des métèques et des esclaves pour produire des casques, aigrettes, épées, piques et boucliers d’or, d’argent ou de cuivre. Les artisans sont assez spécialisés et leur travail se résume à de la gestion. Ils sont généralement riches, mais il ne faut pas exclure les petits artisans indépendants travaillant de leurs propres mains dans des boutiques autour de l’agora.

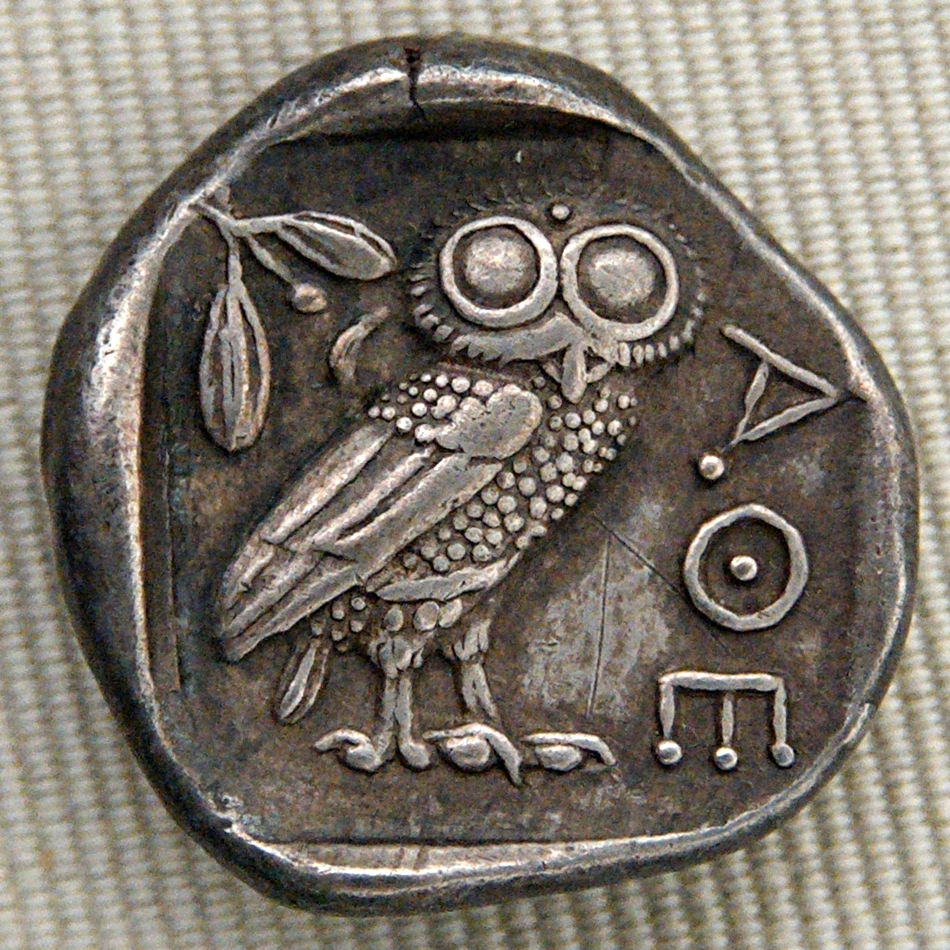
Tétradrachme d'argent frappé par Athènes, vers 450 av. J.-C., revers : chouette à droite et tête de face, rameau d'olivier et croissant de lune, inscription ΑΘΕ.

Dès l’époque mycénienne, les vases grecs circulent jusqu’en Orient ou en Italie, témoignant des échanges qui ont déjà lieu. Chez Homère, les commerçants sont les Phéniciens, car les Grecs n’ont pas encore connu l’explosion commerciale du VIIIe siècle. L’instauration de colonies, même sur des terres de mauvaise qualité, renforce cette hypothèse. Les commerçants ne peuvent plus vivre de leur terre parce qu'ils sont criblés de dettes ou bien parce qu'ils ont trop de surplus à liquider. En général, les Grecs exportent du vin et de l’huile, faciles à entreposer et à conserver dans d’énormes jarres. Commercer, c’est partir à l’aventure sur une mer capricieuse qui recèle potentiellement des pirates, mais qui promet aussi des profits inimaginables grâce à l’écart des prix.
La monnaie, apparue vers la fin du VIIe siècle av. J.-C., facilite les échanges et devient tellement utilisée vers le Ve siècle av. J.-C. que les commerçants athéniens n’ont pas besoin de rapporter une cargaison de l’étranger : la monnaie suffit. C’est à ce moment qu’Athènes devient la plaque tournante des échanges : fer, cuivre, étoffes fines, parfums, épices... L’État prend sa part des bénéfices via une taxe à l’exportation et à l’importation, et impose une réglementation sur le prix du blé, qui est déjà sous le joug des spéculateurs. L’activité commerciale n’est pas vraiment l’affaire des riches. Des métèques ou des citoyens contractent des prêts afin de charger leur première cargaison sur un navire qui leur appartient parfois et acquièrent leur autonomie par la suite. Les risques de naufrage ou de piratage sont l’exception au prélèvement de la garantie prévue par l’hypothèque : un négociant qui perd sa cargaison pour ces raisons n'a pas à rembourser son prêt, ce qui donne naissance à des naufrages frauduleux. Tout un droit se développa autour du commerce à Athènes, comprenant tribunaux et législations qui rapportent, en raison des frais de justice, d’importants revenus à la cité. Les activités connexes comme les services banquiers d’échange de devises ou de dépôts et prêts connaissent eux aussi un essor remarquable.

### Vie privée et vie publique
S’il est difficile de tracer un portrait détaillé de la vie domestique des Grecs, c’est parce qu'ils ne relatent que ce qui leur paraît honorable. L’absence de la vie quotidienne dans leurs écrits laisse penser qu'elle n'était pas jugée digne d'être rapportée.

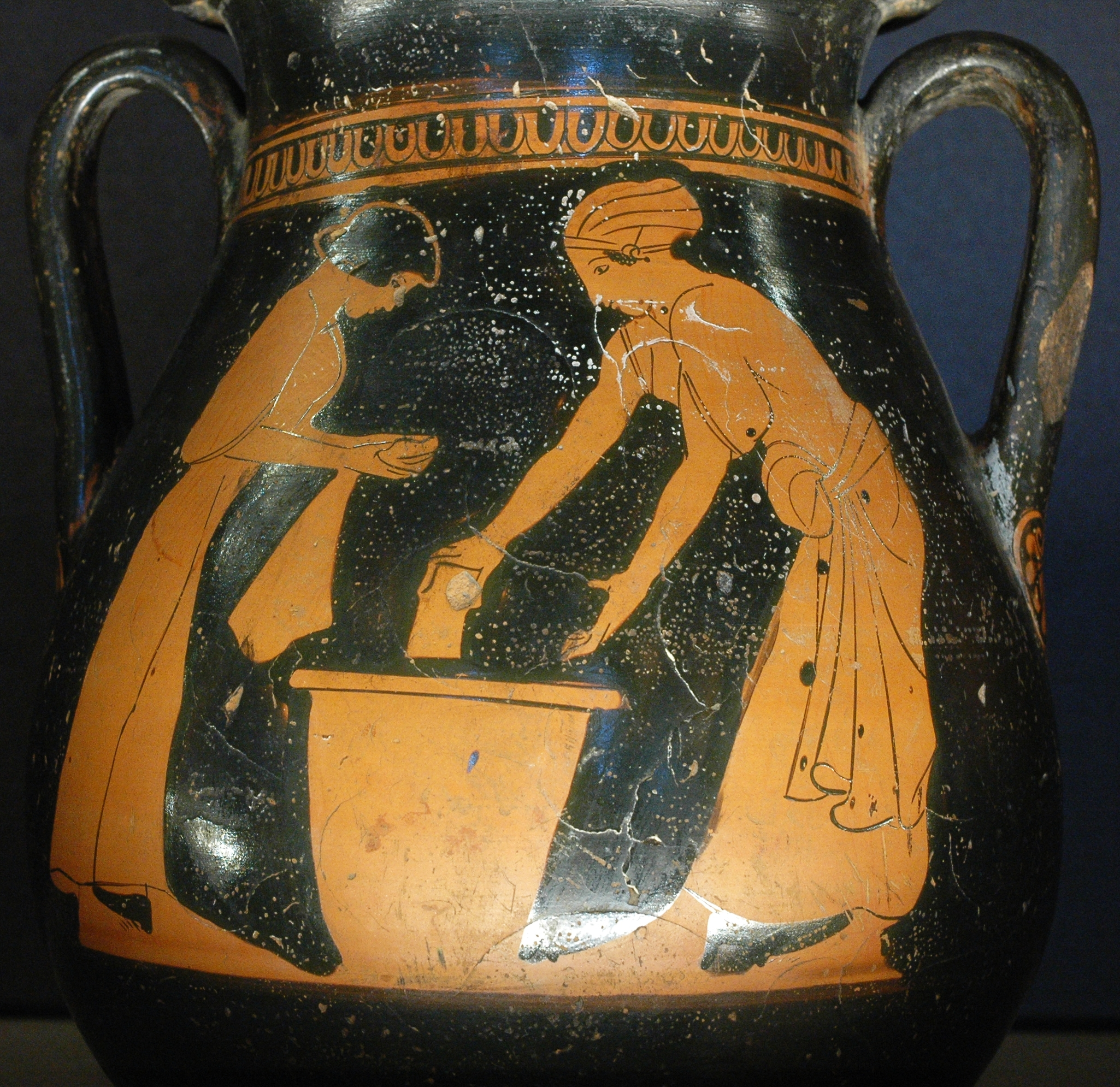
Femmes lavant le linge, pélikè attique du Peintre de Pan, v. 470-460 av. J.-C., musée du Louvre

Contrairement à d’autres peuples, les Grecs n'ont pas écrit d'histoire d’amour avant Le Dyscolos de Ménandre, rédigé en 316 av J.-C. Lorsqu’on inclut mariage et séduction, le but est, avant Ménandre, toujours social. L’ordre social fondé sur le mariage et la succession doit contrecarrer la nature égoïste de l’homme. Fonder une famille fait partie des responsabilités civiques. Le mariage signifie le transfert du contrôle de la femme de son père vers son époux. Une dot est versée au mari, qui la reçoit uniquement si le mariage fonctionne, encore qu'il soit rare qu'un père marie sa fille sans obtenir son aval.

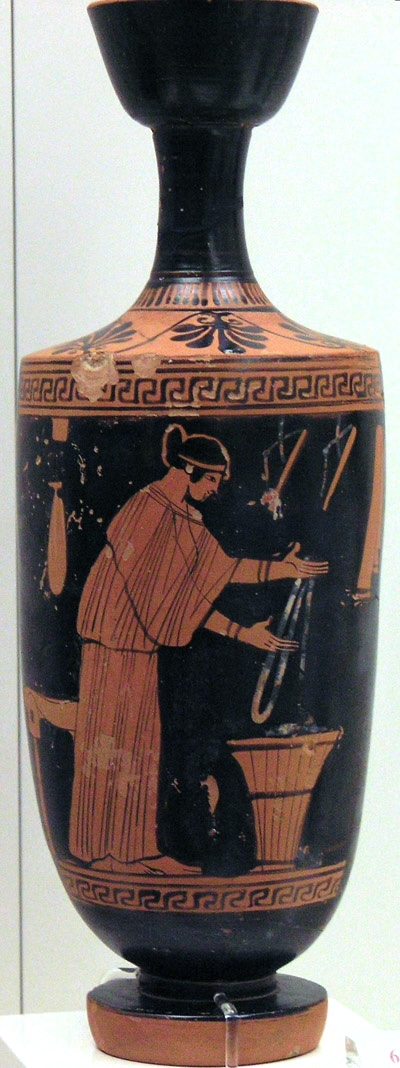
Femme travaillant la laine, 480-470 av. J.-C., Musée national archéologique d'Athènes

On attribue en partie l’absence d'écrits sur l’amour aux portraits qu'en peint le théâtre. La tragédie grecque n’offre pas de modèle idéalisé de nature à rendre le mariage attrayant. Pour Hésiode, le mariage est sacrifice. 
L’évacuation de la vie privée peut représenter une condition culturelle nécessaire à l’existence de la cité-État qui mise tout sur la vie publique, d’où la formule d'Aristote, qui voit dans l’homme un « animal politique ». Comme en témoigne son éducation, l’homme grec est un animal public sans cesse à la recherche de distinctions, de privilèges et d’honneurs. Le tribunal moral que constitue la vie publique exclut les femmes. On les associe à l’instabilité émotionnelle et à l’irrationalité. « La maison était un lieu non de compétition, mais de coopération, non d’idées, mais d’objets, non d’honneurs, mais de biens, d’ornements, de meubles. » L’espace privé et naturel est féminin alors que l’espace public et culturel des idées, des débats et des prouesses est masculin.

### La vie intellectuelle et artistique
La vie artistique athénienne est florissante et innovatrice. Des historiens tels que Robin Osborne y voient la cause  qui a permis le développement de la pensée philosophique et scientifique. D’autres, comme Kelly L. Ross, attribuent la naissance de la philosophie à l’ascension sociale et économique d’une classe de commerçants qui exercent une pression massive sur le système politique, avec pour conséquence la conception de la démocratie et le climat de questionnement, de débats et de rhétorique qui l’accompagne. Il attribue une importance capitale à la vie artistique en tant que conséquence d'un système politique intellectuellement stimulant.
Les Grecs innovent en architecture, en sculpture, dans l’art de la céramique et en peinture. Ils accordent également une place importante au chant, à la danse et à la musique. Ils inventent le théâtre – le drame et la comédie – et sont les créateurs de deux des plus grandes épopées du monde : l’Iliade et l’Odyssée. Les œuvres théâtrales et poétiques projettent l’idéal du vertueux citoyen, décrivent la vie et l’origine des dieux, contiennent des symboles puissants, exposent l’auditeur ou le lecteur à des débats éthiques sans cesse redéfinis, bref, favorisent une réflexion essentielle sur le monde. 
Avec le développement de la pensée philosophique, comme dans la tragédie, « la pensée et la vue pénètrent dans l’inconnu », d’où la proximité entre le tribunal et le théâtre. Cette étape axiale dans l’histoire des idées fait de l’homme grec un être d’exception qui ne peut être séparé de sa vie artistique. « Les spectateurs d’Eschyle et de Sophocle sont devenus les lecteurs de Platon et d’Aristote. »

### La vie sociale

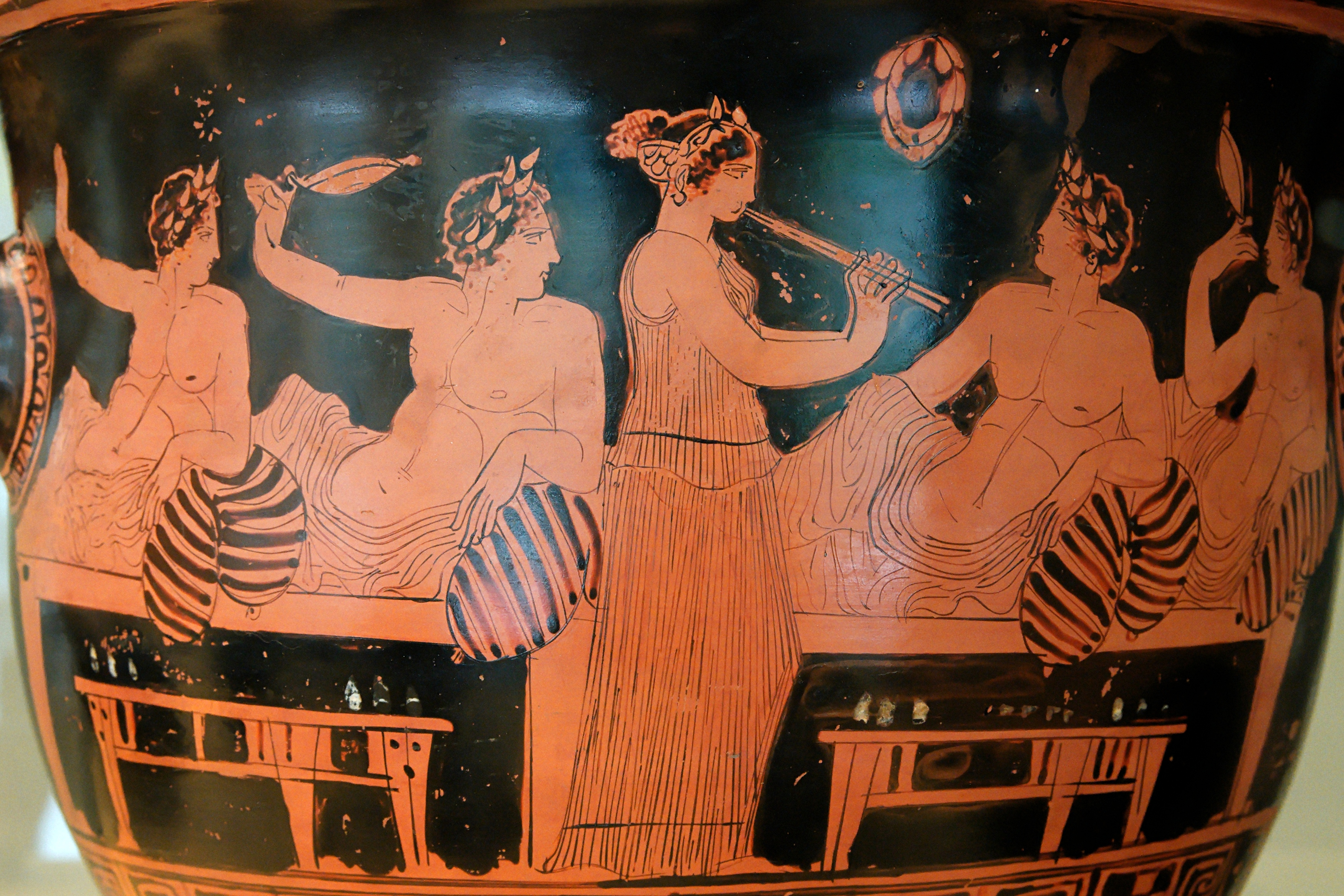
Banqueteurs jouant au cottabe pendant qu'une musicienne joue de l'aulos, cratère en cloche du Peintre de Nicias, v. 420 av. J.-C., Musée national archéologique, Madrid

La vie sociale se structure autour des rites de commensalité (sacrifices, repas et autres activités). De tout temps, les femmes sont exclues des banquets, à part les esclaves qui amusent les invités. À l’âge héroïque (avant la période archaïque), l’hôte invitait les membres de sa classe pour s’attirer honneurs, autorité et prestige. Ces invités, nombreux, étaient assis pendant qu’on effectuait les sacrifices, qu’on mangeait, écoutait de la poésie, buvait, regardait des danses et écoutait des chants et de la musique.
Pendant l'âge archaïque, cette formule est modifiée. Les invités sont couchés pendant le banquet en raison de l’isolement aristocratique face à l’ascension démocratique. Ils ornent la pièce de vases, décorations, peintures, louches, pichets et coupes, ils chantent la poésie sur un fond de musique, souvent la double flûte, la cithare ou le barbitos. On parle de guerre, d’exploits héroïques, d’amour homosexuel, de politique. Cette forme isolée de célébration sociale a pour but non plus la prise en charge de la guerre extérieure dans un environnement stable comme à l’âge héroïque : l’unification de membres privilégiés défendant leurs intérêts de classe répond ici au déclin de l’aristocratie.

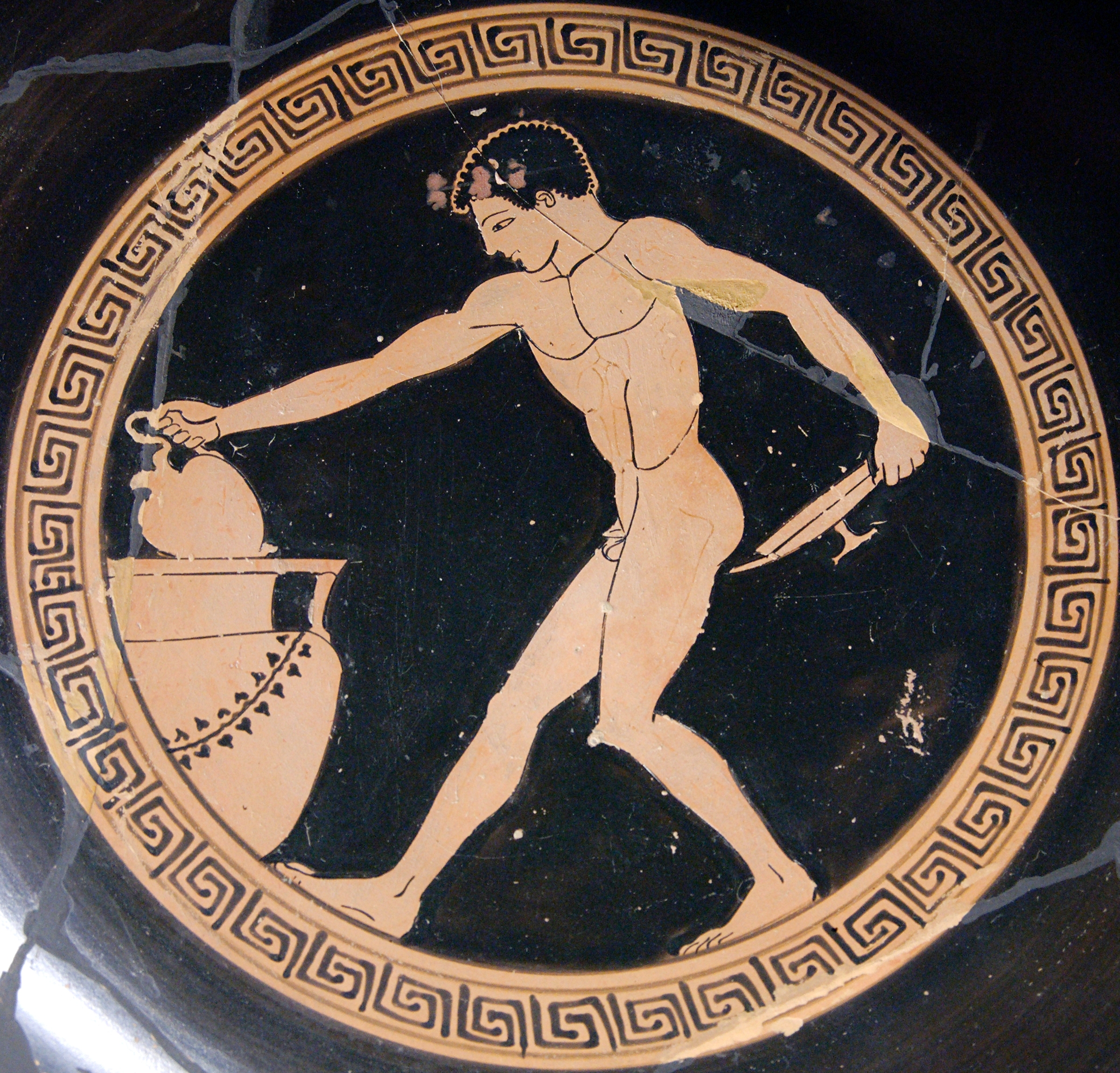
Banqueteur puisant dans un cratère grâce à une œnochoé pour remplir son kylix de vin, v. 490-480 av. J.-C., musée du Louvre

La différenciation aristocratique passe dorénavant par le plaisir, le luxe, le confort, la poésie et une sexualité libertaire : acrobates, bouffons, flûtistes, mimes, artistes de la danse et du théâtre divertissent les invités. Les femmes esclaves sont presque nues et elles finissent souvent – comme les garçons – dans le lit d’un invité. La relation avec le garçon se définit par une intensité sentimentale entre deux hommes de même classe sociale tandis que l’amour pour les jeunes filles esclaves reste désinvolte, celles-ci étant traitées comme des objets sexuels.
Ces comportements réglementés n’empêchent pas les participants de s’adonner à des orgies, au vacarme et à des bagarres. En sortant d’un banquet, les convives ornés de guirlandes paradent ivres dans les rues, dansent sauvagement, crient des injures aux passants, se battent avec eux, endommagent des biens dans une démonstration de puissance et de supériorité sociale.
La période classique introduit un nouveau type de banquet, celui de l’élite politique dans un contexte démocratique. Les festivités se déroulent au prytanée, lieu central de la commensalité publique. Les archontes y reçoivent leurs invités officiels et la présence à ces banquets n’est autorisée en permanence qu’à une élite restreinte. Dîner au prytanée représente « le plus grand honneur que la cité démocratique puisse conférer, et c’est un honneur auquel aucun membre ordinaire du démos ne saurait prétendre. » On convie les ambassadeurs, les vainqueurs des jeux et autres citoyens que la cité souhaite honorer. Le seul sujet de débat convenable est l’amour et on y critique souvent les mœurs barbares.
Pendant la période hellénistique, l’effondrement de la démocratie s’accompagne d’une redéfinition de la citoyenneté : être citoyen signifie appartenir à une élite culturelle. Les banquets témoignent d'un luxe extraordinaire et les monarques s’attirent l’assentiment du peuple par leurs nombreux actes de bienfaisance publique, comme ce fut toujours le cas en Grèce Antique. Même les étrangers bénéficient de ces dons visant à acquérir honneurs, gloire et popularité.

### La vie religieuse des Grecs
Le panthéon grec est omniprésent dans le quotidien, mais ce culte ne s'accompagne pas d’institutions religieuses hiérarchisées. Il n’existe ni révélation directe, ni prophètes, ni livre sacré. Il n’y a pas non plus de fonctions sacerdotales permanentes, et encore moins de dogmes, et la question de la vie après la mort demeure marginale. Aucun mot ne désigne le concept de « religion » et croire aux dieux ne veut pas dire croire en l’existence réelle de ces dieux. Crédulité et incrédulité, crainte et désinvolture caractérisent le rapport que les Grecs entretiennent avec le divin.

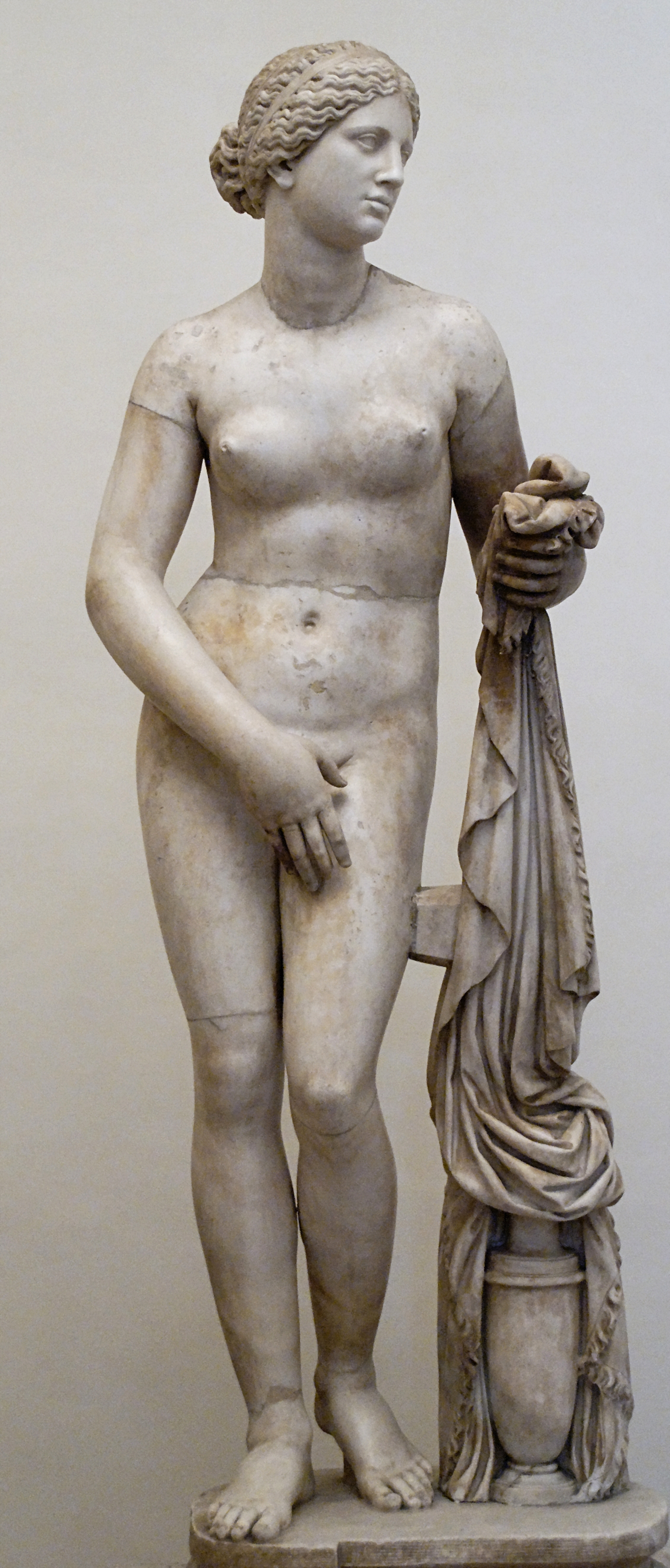
Aphrodite de Cnide, copie romaine d'après Praxitèle, palais Altemps.

Les Grecs voient le sacré dans une multitude de choses : l’ordre de la nature, l’alternance des saisons, des récoltes, du jour et de la nuit, la vie sociale, le mariage, la naissance, la sépulture, la politique et le pouvoir. Parmi les rites propitiatoires figurent les sacrifices, les invocations et les prières qui s’insèrent dans un calendrier rituel strict. Enfreindre les normes divines attire la contamination, phénomène qui transcende l’espace juridique et moral. Elle entraîne une vengeance divine qui s’applique autant à l’individu qu’à sa communauté et à sa descendance. Avoir des plaies ou les mains tachées de sang montre l'impureté de l’individu qu’on bannit de la communauté. Des rites prescrits par l’oracle viennent pallier certaines souillures plus graves.
La religion grecque est en quelque sorte le produit de la poésie épique et des représentations artistiques en général. L’Iliade  ordonne un chaos de légendes immémoriales, ce qui consolide la religion. Les dieux qui y sont décrits ont une personnalité, un caractère fait de vertus et de vices qui témoignent non seulement de leur imperfection, mais aussi des débats éthiques qui entourent leur conduite. La Théogonie d’Hésiode  remplit un rôle similaire, mais cantonné à la structure généalogique des dieux. Les douze grandes divinités de l’Olympe sont Zeus, Héra, Poséidon, Athéna, Apollon, Dionysos, Artémis, Aphrodite, Déméter, Hermès, Héphaïstos et Arès. On vénère également des dieux secondaires comme Hadès, Hestia, Éros et Perséphone, et on va jusqu’à intégrer d’autres dieux, à l’époque classique, comme Dikè, Eirènè ou Tuchè.

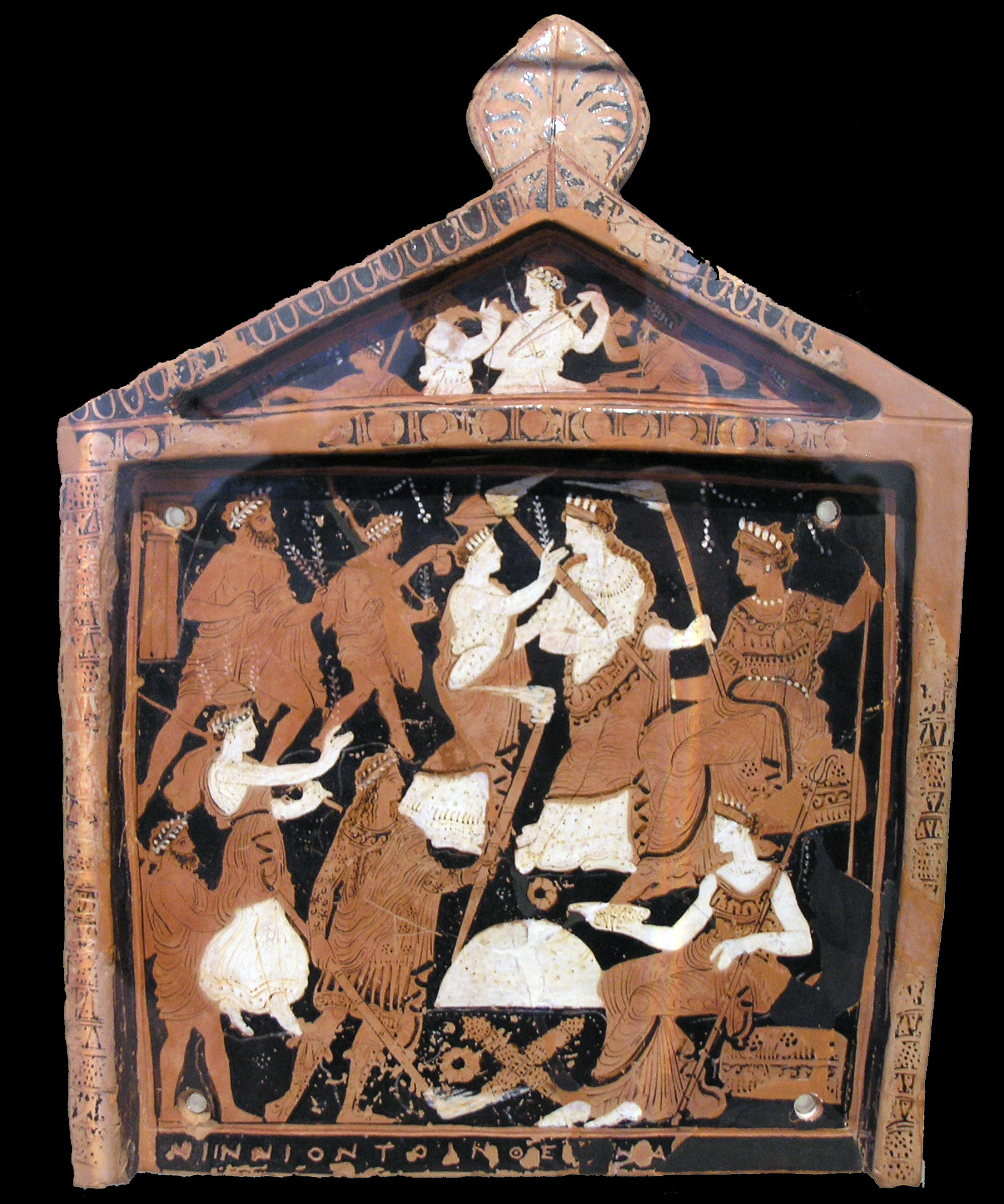
Déméter et Perséphone accueillant une procession des mystères,, Musée national archéologique d'Athènes.

Une corrélation existe entre l’élite guerrière et les dieux, à tel point que les familles aristocratiques se réclament d'ascendances divines.
Les dieux, comme les hommes, sont appelés à servir dans la cité. En échange de pratiques ritualisées, on s’attire leur faveur. Que ce soit la guerre, la colonisation, les lois, traités ou contrats, un dieu en assure la protection. Comme les hommes, ils sont citoyens : on érigea des statues en leur honneur au centre de la cité. Les charges sacerdotales sont confiées à des citoyens élus ou tirés au sort qui ne possèdent pas de compétence particulière dans ce domaine. D’ailleurs, puisque les humains sont condamnés par leur nature au travail, les dieux leur offrent en retour une centaine de jours de fête par année.
Une facette secrète de la vie religieuse, même pratiquée par les femmes, les étrangers et les esclaves, subsiste dans l’ombre : les cultes à mystères, en particulier les mystères d'Éleusis. Ces expériences profondes et individuelles réalisées la nuit dans un endroit caverneux orné de flambeaux promettent l'espoir de la délivrance de la mort par l'intercession de Déméter et de Perséphone. Contrairement aux sectes savantes et religieuses, les mystères d’Éleusis sont administrés par la cité. Des sectes telles que le mouvement orphique proposent un contre-modèle à la cité et une vision altérée du divin et de ses origines. Le mouvement pythagoricien en représente un autre.
Des philosophes critiquent la religion grecque, parmi lesquels Xénophane, Aristote et à peu près toutes les écoles philosophiques (stoïciens, épicuriens, platoniciens, pythagoriciens, sceptiques).

## L’homme romain
Végèce, écrivant un traité militaire environ un siècle avant la chute de Rome, dit des Romains qu’ils furent moins prolifiques que les Gaulois, « plus petits que les Germains, moins forts que les Espagnols, moins riches et moins rusés que les Africains, inférieurs aux Grecs dans les techniques et dans le raisonnement appliqué aux choses humaines ». Toutefois, une supériorité décisive les distingue : la domination militaire, assurée par l’exercice des armes, la discipline des camps et la manière d’utiliser l’armée. 
Cicéron, pour sa part, attribue la grandeur de Rome à sa sagesse et à « l’observation scrupuleuse de la pietas et de la religio ». Ainsi, écrit-il, « nous n’avons pas vaincu les Espagnols par notre nombre, ni les Gaulois par la force, ni les Carthaginois par la ruse, ni les Grecs par les techniques ». 
La civilisation romaine dura plus de mille ans et l’homme romain sous les Tarquins n'est pas le même qu'à l'époque de Théodose, sans oublier les différences majeures issues de l’étendue géographique de l’Empire. Malgré tout se dessine un homme romain avec sa façon de vivre une vie religieuse, sa façon de faire partie du politique, d’être un esclave, une femme, un bandit, un affranchi, un juriste ou un marchand.

### Le citoyen et le politique

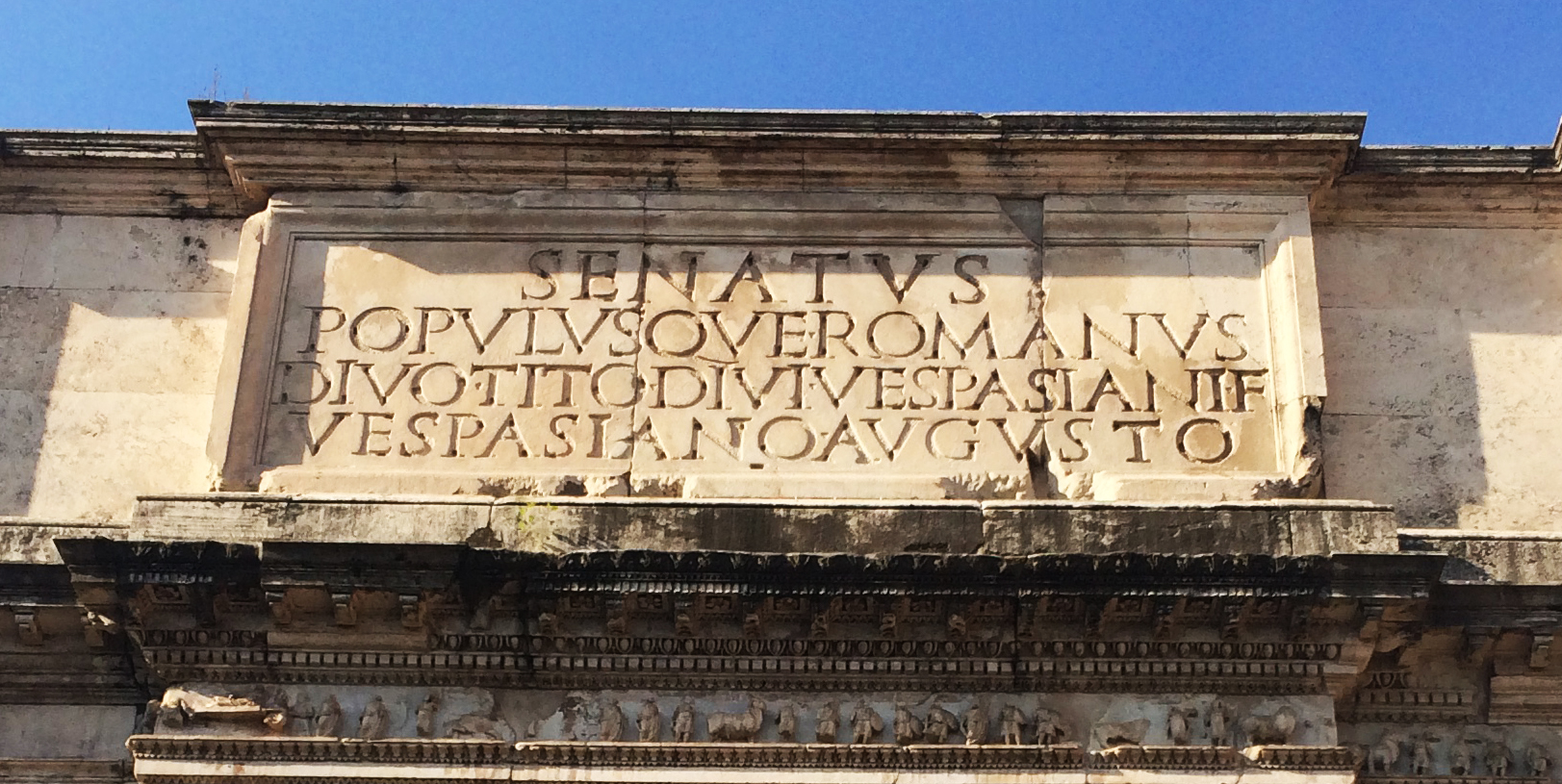
Senatus populusque romanus (le Sénat et le peuple de Rome), inscription sur l'arc de Titus.

Les penseurs des Lumières associaient volontiers la Rome antique à l’égalité des droits, à l’organisation, aux mesures prises contre la pauvreté et les dettes, aux secours publics, et surtout à la liberté tant glorifiée par Cicéron, Tite-Live, Plutarque, voire Tacite, dont les textes exaltent la splendeur et la supériorité romaines. Les Romains sont avant tout des citoyens gouvernés par des assemblées, des magistratures (pas plus de 36 au total) annuelles et un Sénat ou un empereur. Être romain, c’est avoir « droit de cité », autrement dit être citoyen, et être citoyen, c’est être romain : l’ensemble des citoyens forme le peuple romain. Les esclaves en sont exclus, contrairement aux affranchis. Dès les premières conquêtes de l’Italie, qui s’achèvent en 272 av. J.-C., les Romains donnent droit de cité aux conquis, quoique de façon très limitée (mais allant en augmentant), et parfois même sur une base individuelle. Il faut attendre la guerre sociale de 90-88 pour que la citoyenneté soit étendue aux Italiens libres. Cependant, dans les faits, la population citoyenne demeure une minorité, même sous l’empire. En l’an 212 apr. J.-C., l’ensemble de la population libre, masculine et adulte devient citoyenne en vertu de la Constitution antonine, même si cette citoyenneté n'a pas le même poids qu’auparavant. Le concept de citoyenneté est de nature juridique et signifie que les relations personnelles, familiales, patrimoniales et commerciales doivent être réglées selon le droit romain. L’égalité des droits, tant vantée, n’a jamais existé dans la sphère politique et civique, et n’a été véritable que pour une courte période (le dernier siècle de la République) dans le droit privé, laissant place à une foule de privilèges juridictionnels, procéduraux et pénaux.

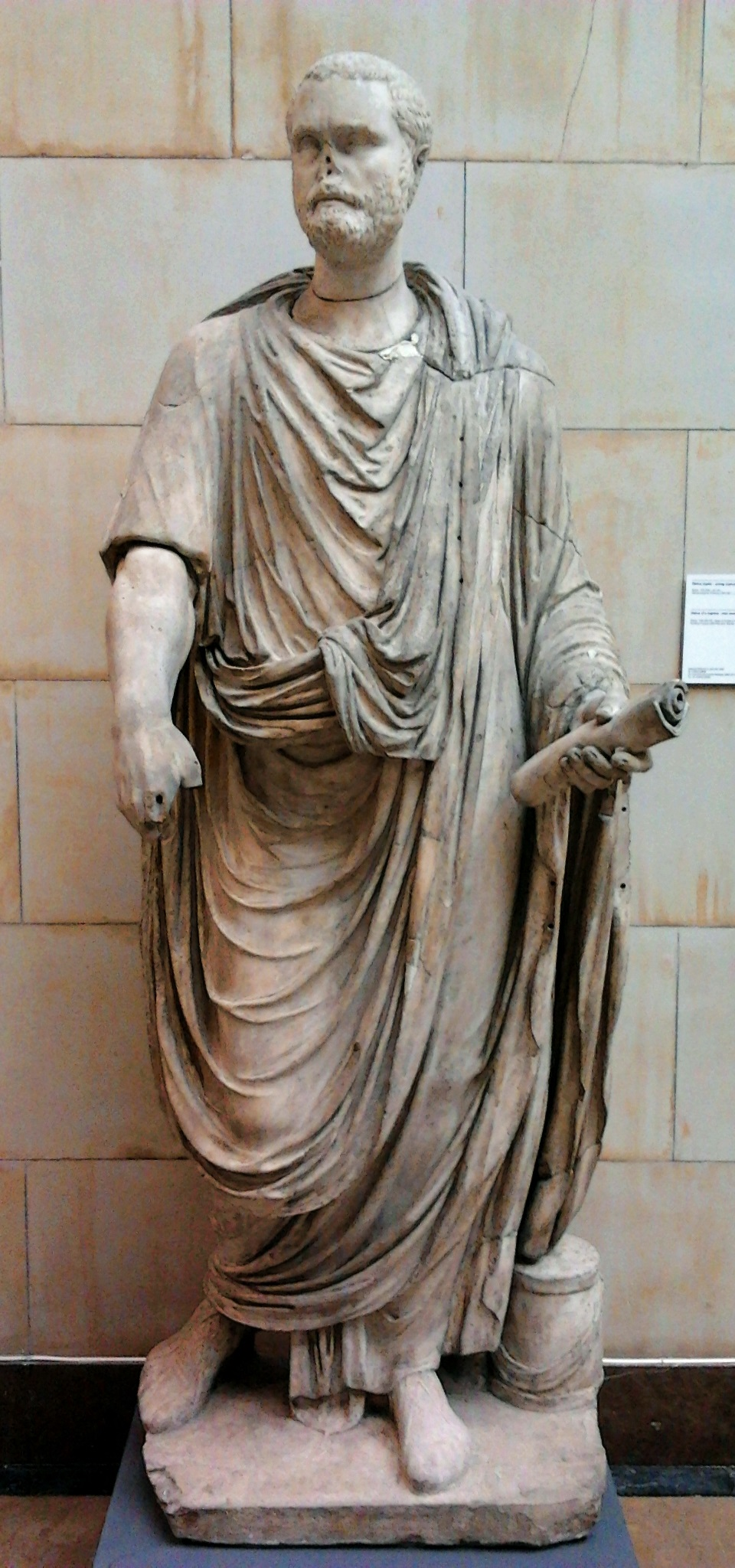
La toge est l'apanage de la citoyenneté romaine. Marbre romain, v. 100-250.

La cité, pour les Romains, ne constitue pas une abstraction transcendante, mais une communauté d’intérêts. Solidarité instinctive et volonté de tirer profit des affaires communes s’affrontent, occasionnant de fréquentes ruptures du contrat par émigration, sécession, révolution ou guerre civile. Ses  avantages ont leur contrepartie : les devoirs du citoyen. Il doit offrir des prestations qui touchent sa personne, ses biens, et aussi son quotidien (obligations militaires, fiscales et politiques). Ces charges, antérieures à toute loi, sont ancrées dans les fondements mêmes de la cité, avec le concept de l’équilibre des droits et des devoirs assuré par les recensements quinquennaux. Le census (recensement) assigne une place précise et hiérarchisée à chacun des citoyens en définissant ses responsabilités et cette différenciation détermine le statut, la condicio ou dignitas. Cette hiérarchisation se veut proportionnelle à la valeur des individus (famille, âge, aptitude physique et morale, propriété, fortune). Les divisions sont d’abord censitaires (5 classes), puis militaires (les 193 centuries) et géographiques (les tribus). Les plus pauvres composent des centuries massivement plus nombreuses (plus de la moitié des citoyens dans la dernière) car chacune d'entre elles doit fournir sa part des recettes publiques, sa part de sang et sa part de pouvoir politique, lui donnant droit à 1/193 des votes. Les riches étant moins nombreux, ils paient plus lourdement en sang et en argent mais disposent de beaucoup plus de pouvoir aux comices centuriates, ces assemblées générales où chaque centurie dépose son unique vote. Il en va de même avec les tribus, où seulement 4 sur 35 sont urbaines - et le reste, rustiques. Pour être inscrit aux tribus rustiques, il faut posséder la terre. Les non-propriétaires, négociants et artisans sont inscrits dans une tribu urbaine.
Les Romains participent à des assemblées dotées d'un ordre du jour préparé par un magistrat. Le simple citoyen n'a pas la possibilité de délibérer, mais il peut assister aux contiones pour recevoir des informations auprès des magistrats et sénateurs qui débattent. Il n’a droit qu’à une réponse binaire (oui ou non) – qu’une majorité n’utilise pas – face à des enjeux qu’il ne choisit pas et qu’il ne peut pas amender. Jusqu’en 107 av. J.-C., le vote se déroule oralement et devant tous (il devient secret et écrit après cette date), dans un ordre plus hiérarchique qu’alphabétique. Les votes sont fréquents et la présentation des projets de loi prend beaucoup de temps, au moins 24 jours. Il n’y a donc probablement que très peu de citoyens présents aux assemblées. De plus, le poids des tribus urbaines et des centuries populaires est supplanté par les tribus rustiques et les centuries équestres ou de première classe censitaire. Cependant, au Ier siècle apr. J.-C. et pour diverses raisons, plusieurs habitants de Rome sont inscrits aux tribus rustiques sans toutefois accéder à l’oligarchie des comices centuriates. Même dans les tribus urbaines, comme le souligne Claude Nicolet, « pour le vote, seuls comptaient les notables » puisque, avant 107 av. J.-C., le vote n’est pas secret et que la corruption n'est pas rare, de même que les émeutes parfois violentes ainsi que la terreur que font régner les groupes de gladiateurs et d’esclaves ou d’affranchis qui menacent leurs adversaires politiques dans les rues.

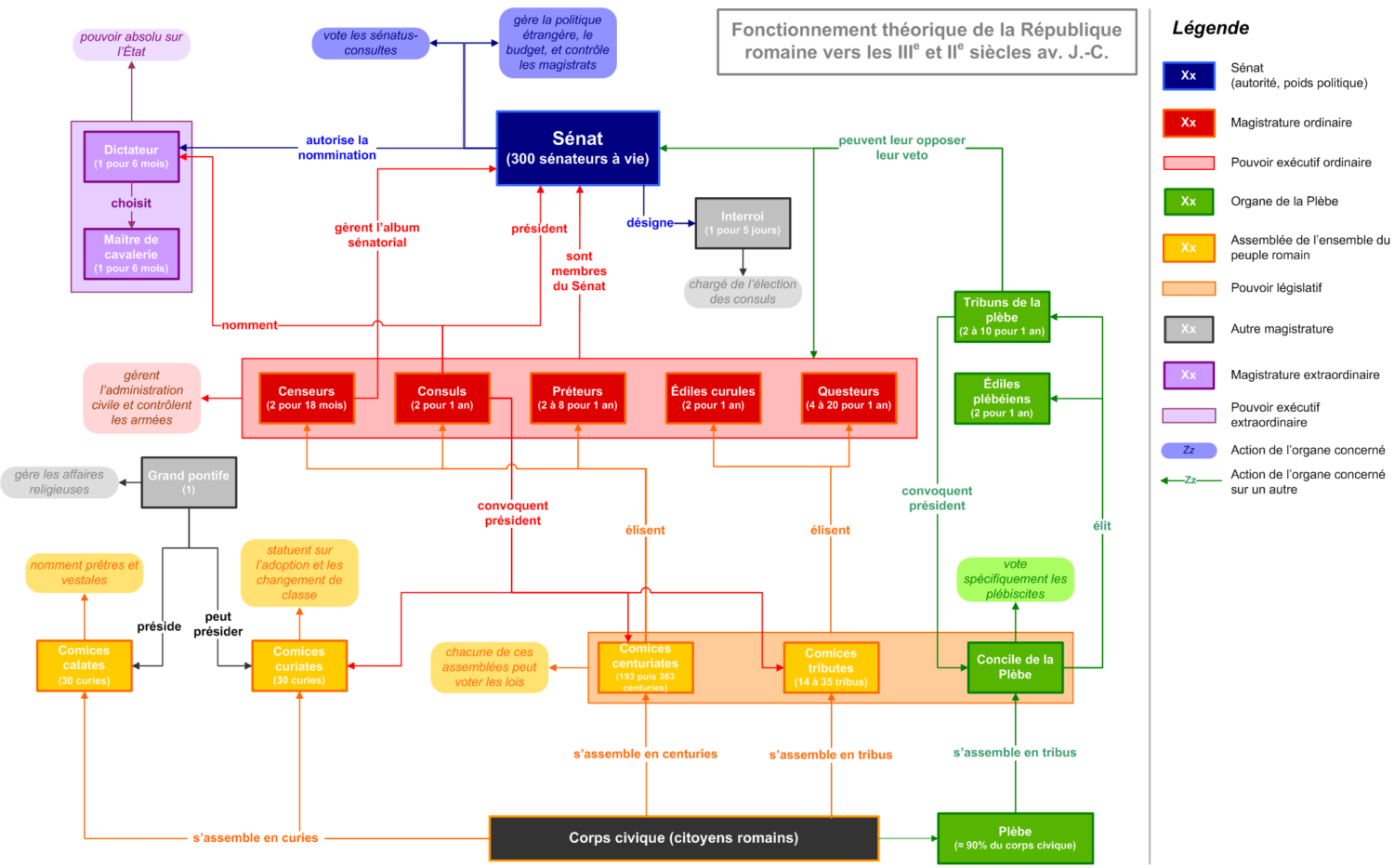
Fonctionnement théorique de la République romaine vers les
.

Le citoyen romain porte une grande attention aux décisions qui concernent la loi agraire (meilleur partage des terres), la loi frumentaire (blé à prix réduit puis gratuit de 40 litres de blé par mois), la suppression des impôts, la loi sur les dettes et sur les taux d’intérêt et les lois garantissant une certaine liberté comme celles du vote secret. En 58 av. J.-C., les lois frumentaires, financées par les conquêtes, coûtent un cinquième du revenu de l’État (250 000 à 300 000 rationnaires de blé gratuit). À la même époque, la première classe censitaire ne peut plus continuer à subir de lourds impôts de sang ; on abaisse probablement la barre censitaire puis on recrute des paysans pauvres qui se portent volontaires, augmentant ainsi leur influence au sein de l’appareil politique.
La classe politique, bien qu’exempte de limitations héréditaires, présente un barrage censitaire. Pour être tribun militaire, il faut un cens équestre ainsi que de l’expérience militaire ; la pratique veut qu’un magistrat ou un sénateur ait un père qui le soit également. Toutefois, l’hérédité redevient nécessaire sous le règne d'Auguste. Les charges politiques d’un individu ou d’une famille ne s’accompagnent pas uniquement de privilèges juridiques, mais aussi d’un statut qui détermine sa dignité et son honneur. 
La plus grande des vertus publiques de la classe politique est l’art oratoire car d'elle dépend le suffrage du peuple. À peu près aucune qualification théorique n’est requise, ce qui donne lieu à une gérontocratie puisque l’expérience prime sur le reste. Seul le tribunat de la plèbe, ouvert aux jeunes hommes, permet une  initiative législative. La haute classe politique se montre peu habile en matière d'administration ou de finances, mais un ensemble d’esclaves, d’apprentis et de clients assure la bonne gouvernance via des formations spécifiques. Les magistrats et anciens sénateurs sont d’abord des officiers qui ne sont pas épargnés par la guerre ni les assassinats politiques, d’où le refus d’ambitions personnelles de la part de plusieurs fils de sénateurs ou de chevaliers.

### Le juriste
Selon Aldo Schiavone, toute l’histoire de Rome est pénétrée par la pratique du droit. Les juristes ne sont pas seulement des spécialistes, des savants ou des connaisseurs. Ils créent le droit, indépendamment du fait qu’ils occupent des charges publiques, et sont les seuls professionnels du droit de l’Antiquité.

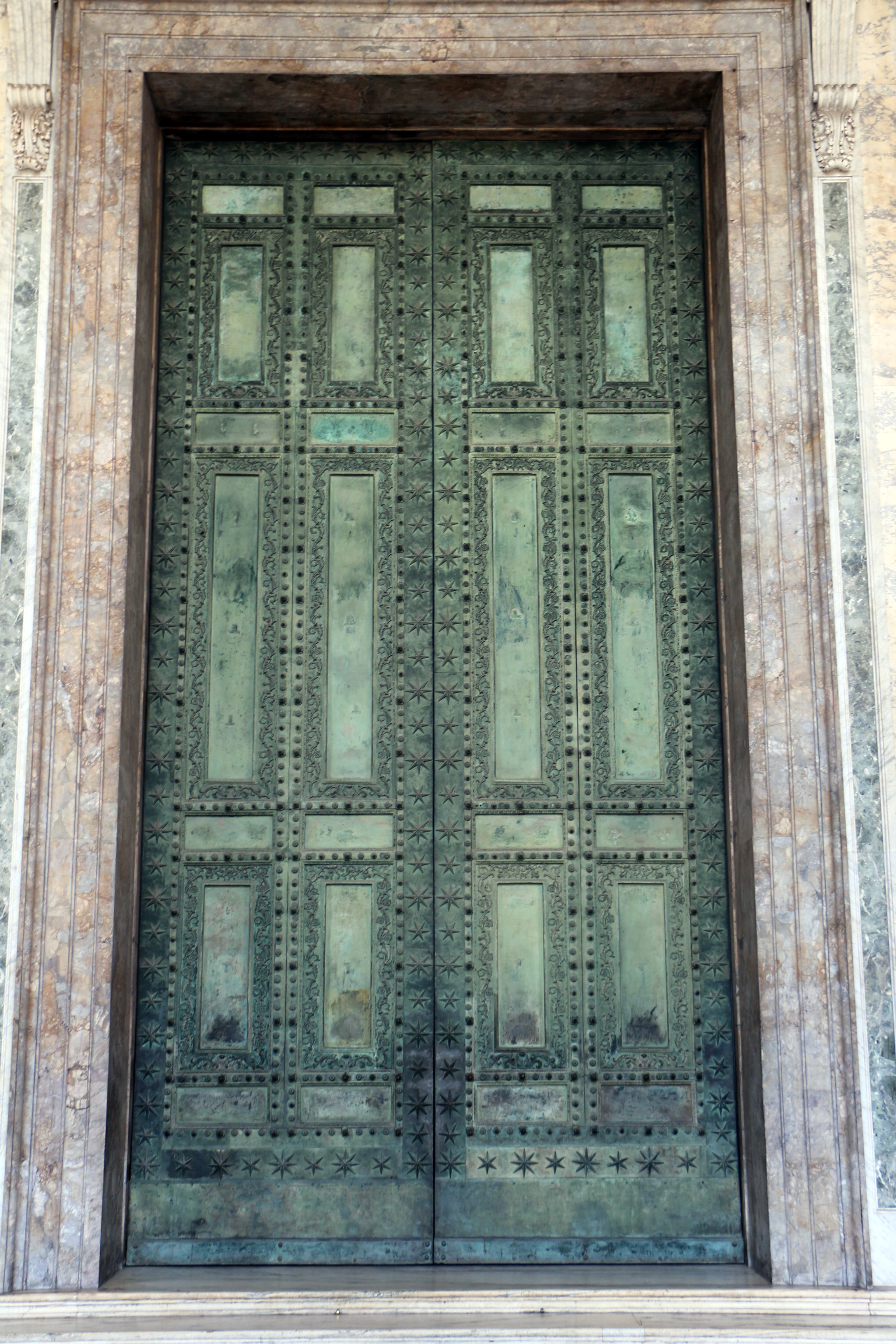
Les portes de bronze de la Curie Julia, siège du Sénat, aujourd'hui à la basilique Saint-Jean-de-Latran.

Deux éléments majeurs de la mentalité romaine structurent son identité et ses pratiques : la connaissance magique, sacrée et religieuse d’une part et le droit de l’autre, cette « construction lente et stratifiée d’un système de règles destiné à couvrir tous les comportements "sociaux" les plus importants des patres ». De la même façon que la religion définit l’acceptable et l’inadmissible, en plus de procurer un sentiment de singularité, le droit indique la conduite gestuelle et verbale à adopter en vue d’atteindre les objectifs déterminés dans les relations avec les autres familles et les dieux. Le ius (droit) répond à des problèmes immédiats et concrets, et cette réponse est au départ fournie par le pontife. La séparation du droit et de la religion est venue graduellement mais décisivement pendant la période républicaine au profit d’une proximité entre le droit et le politique. Le savoir juridique devient quant à lui la « grande et solitaire vocation intellectuelle de Rome » au moment où son développement se fait au détriment du pouvoir magico-religieux. La connaissance du droit se transforme ainsi en une fonction de l’exercice du pouvoir dans la cité.
Créer le droit revient à offrir une responsio, une réponse qui doit s’appuyer sur les avis précédents. Dans ce contexte, l’innovation est pour le moins « un choix traumatisant ». Même de plus en plus détachées de la pratique pontificale, ces responsiones ne sont pas justifiées. Réservée à une élite aristocratique, la connaissance des notions et doctrines du droit garantit la « vérité » des responsiones. D’autre part, le code juridique reste longtemps oral car on assimile les lois écrites à une forme de démagogie populiste.
Le siècle qui précède le passage à l'Empire voit se produire une profonde mutation du droit : un droit rationnel et formel est pensé pour la première fois de façon abstraite, avec des termes juridiques. Est ainsi disloquée la proximité entre le droit et la politique, créant du même coup la classe des juristes professionnels, avec leurs motivations et leurs intérêts. La fin de cette transition coïncide avec Auguste, suivie par deux siècles de perfectionnement et de complexification, ainsi que par une autonomie grandissante qui pousse le prince à conclure des alliances et à établir des compromis avec les juristes. En revanche, ces derniers, malgré le consensus qui entoure les fondements juridiques, se divisent sur des questions relatives à la spécialité technique et à la politique du droit.
Cette autonomie se perd à la fin du IIe siècle apr. J.-C., quand apparaît une machine d’État bureaucratique et centralisatrice. Une classe de hauts fonctionnaires intellectuels-bureaucrates autrefois juristes voit le jour, intégrant dans l’appareil d’État la jurisprudence, qui cesse pour de bon d’être indépendante au profit d’une approche législative de production juridique. Cela offre un pouvoir illimité à l’empereur, mais l’instauration d’un légalisme généralisé vient l’atténuer. Même si cette transition ne se traduit pas par une application effective au sein de la société impériale, « il prépare la voie à toutes les récupérations actualisantes postérieures de la pensée juridique de l’Antiquité, de celle de Justinien à celles des juristes modernes. Sa fortune devait avoir une durée extraordinairement longue, jusqu’à presque s’identifier, sous de nombreux drapeaux, avec le destin de tout droit “rationnel’’. »

### La vie religieuse des Romains

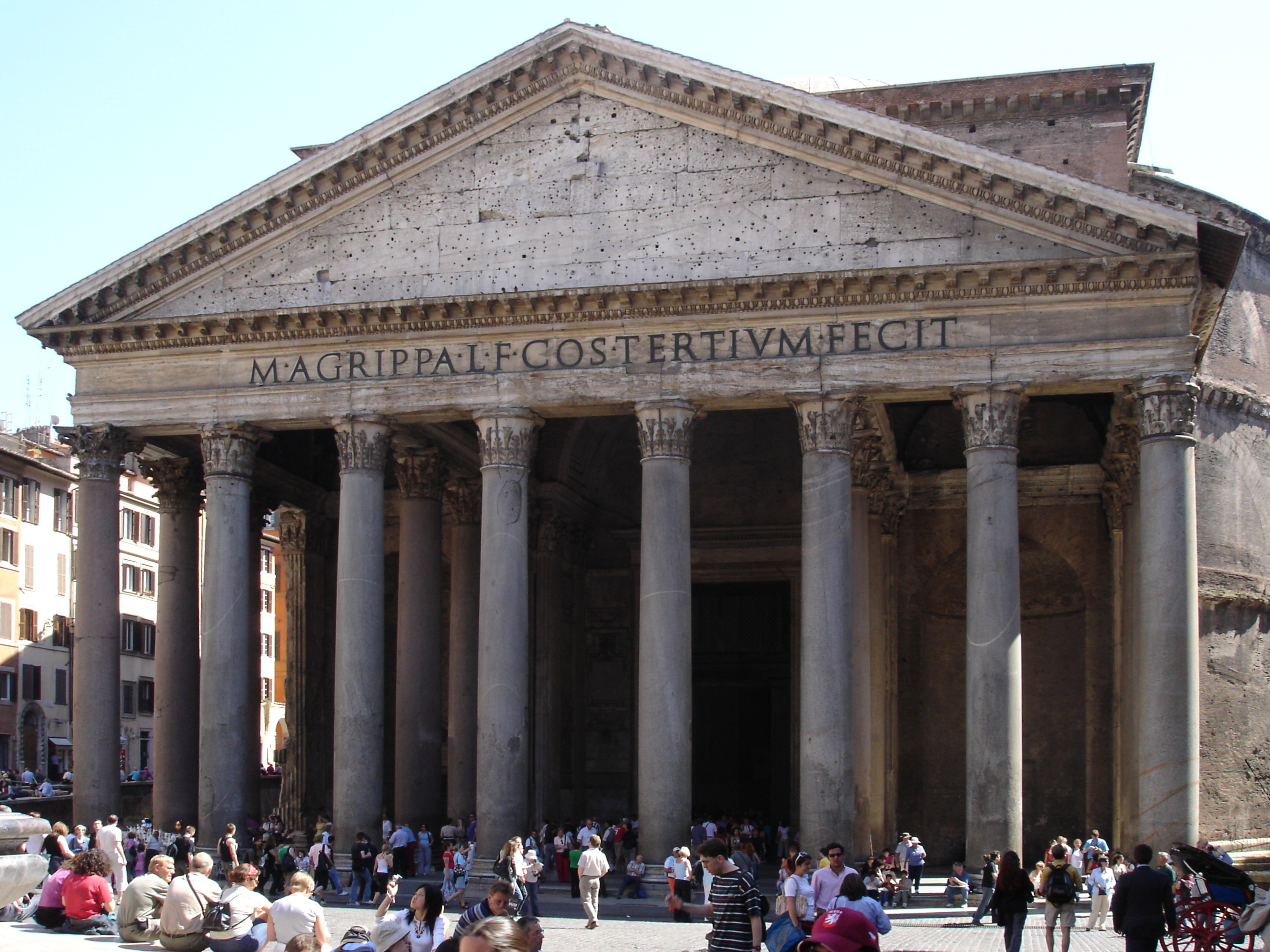
Le Panthéon de Rome, reconstruit par Hadrien sur les ruines du bâtiment édifié sur l'ordre d'Agrippa au Ier siècle av. J.-C., endommagé par plusieurs incendies mais ayant conservé la dédicace sous le fronton.

La cité est née d’un pacte immémorial entre les hommes et les dieux, les derniers comme les premiers participant à la vie communautaire et visant au bien commun. Le dialogue avec les dieux assure leur bienveillance et ce dialogue a lieu au moyen des cultes célébrés par les prêtres et les magistrats, ceux-ci étant les maîtres du droit public, et ceux-là, du droit religieux. Les rites et les auspices  obligent Jupiter à se soumettre aux décisions du magistrat, à l’instar de Numa, successeur légendaire de Romulus. Les auspices donnent un rôle actif à Jupiter, qui dévoile au moyen de signes précis ses mécontentements, qui sont moins nombreux que ses assentiments. Les prêtres interprètent ces signes et, grâce aux prophéties et aux traditions, apportent une solution à la désapprobation divine. On garde une trace écrite des faits importants concernant les actes publics et religieux, dans l’espoir de fonder un corpus de recettes secrètes ou plutôt une solide jurisprudence sacrée. Cette pratique constitue le fondement du droit romain.
Les situations religieuses sont multiformes, de même que les compétences sacerdotales, et le patrimoine sacré s'enrichit sans cesse de dieux étrangers. Ces nouveaux cultes signifient un élargissement du concept de romanité et un ajout à la religion romaine plutôt qu’une transformation des croyances. Les Romains ne possèdent pas de mythologie propre qui explique la généalogie du divin, et leurs dieux sont souvent issus des panthéons grecs ou orientaux. Comme en Grèce, des rituels familiaux encadrent la vie religieuse privée. Les Romains sont aussi connus pour leur superstition, qui voit l’action des dieux dans la nature et surtout dans le destin des familles et de la cité,. 
Bien que les femmes jouent un rôle religieux secondaire mais réel, pour exercer une fonction sacerdotale il faut être un homme. Posséder la citoyenneté est une autre condition nécessaire puisque les cultes publics se pratiquent au nom de la communauté. Par exemple, tous les magistrats doivent exécuter des tâches sacerdotales exigeantes en temps et en moyens : assurer le déroulement de sacrifices ainsi que l’ordonnance du banquet sacrificiel, dédier des sanctuaires aux divinités publiques et interroger les dieux au moyen des auspices. D’autres, les prêtres, sont formés dans des collèges sacerdotaux et se distinguent des magistrats par le fait qu’ils sont les uniques dépositaires du droit sacré. De plus, les magistrats sont élus et soumis à des critères censitaires et d’âge, tandis que les prêtres en sont exempts, alors que les deux classes proviennent de l’élite sénatoriale. Les prêtres sont nommés à vie et, même s’ils ne détiennent pas l’imperium et les autres charges de magistrature, ils peuvent, si des augures négatifs se présentent, ajourner une assemblée, et le consul ne peut s'y opposer, de sorte qu'ils exercent une influence considérable sur la vie publique. Ce n’est qu’à partir du milieu du IIIe siècle av. J.-C. que le Pontifex maximus, autorité suprême du pouvoir religieux, est élu par les tribus – mais cette élection se fait entre trois candidats proposés par le collège pontifical. Ce processus s’appliquera à l’ensemble des prêtres un siècle et demi plus tard. Ces structures vont changer sous l’Empire, le prince étant le grand pontife et s’arrogeant une part écrasante du pouvoir décisionnel.

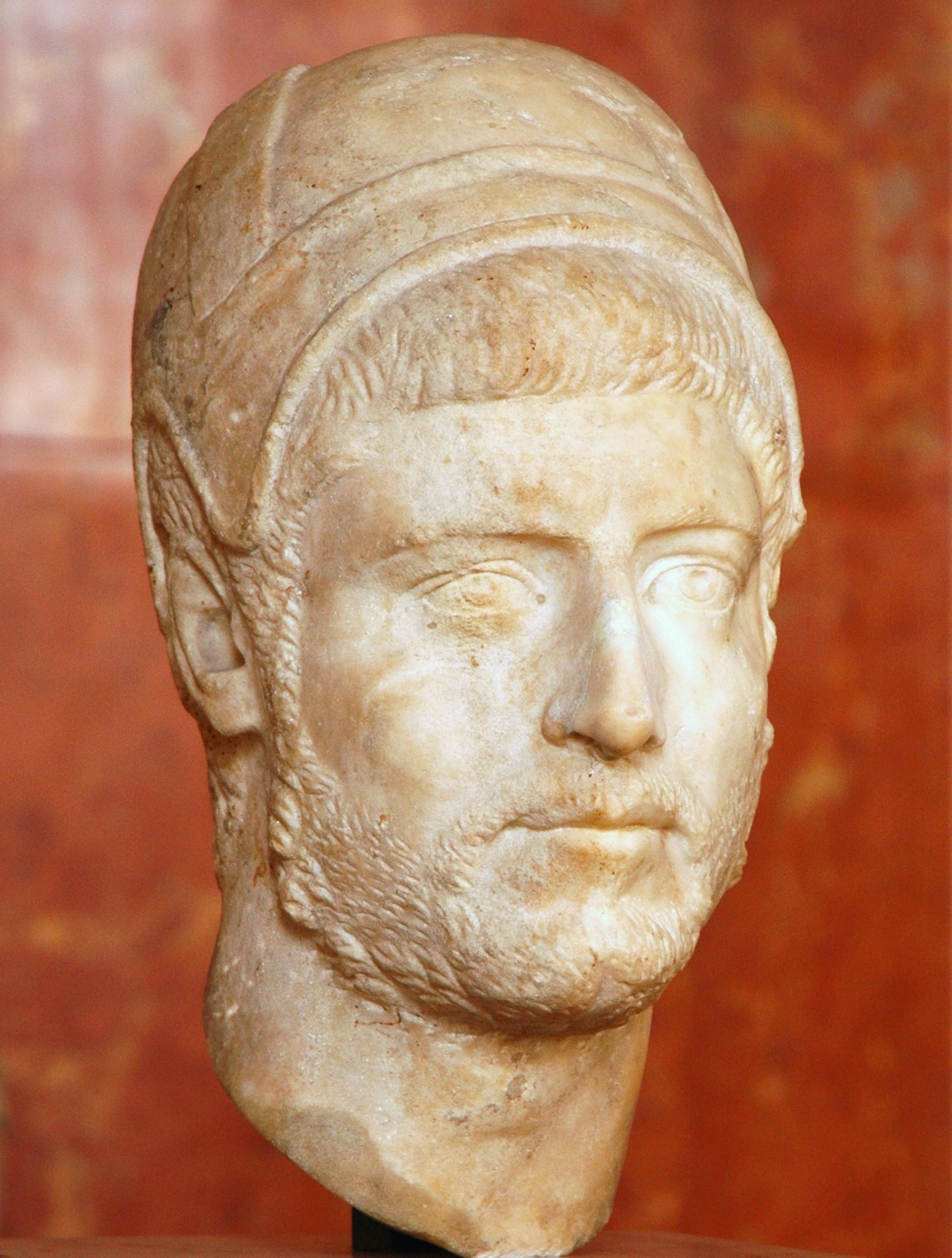
Portrait de flamine, marbre du IIe siècle, musée du Louvre.

Le rôle des prêtres se limite à la religion publique, les rites domestiques restant dévolus au pater familias, le chef de la famille au sens large, la  gens. Il y a au maximum 400 prêtres, qui ne peuvent administrer la vie des 4 millions de citoyens du Ier siècle. Ils se chargent du bon fonctionnement des sacerdoces publics sans se soucier d’une pratique religieuse correcte chez les citoyens. Si une réprimande est nécessaire pour conduite inappropriée, c’est plutôt le magistrat qui intervient.
Le sacerdoce se répartit en deux catégories : la célébration du culte et la représentation du sacré. Dans le premier groupe figure d’abord le sacrifice, accompagné de rituels secondaires. Hommages, paroles, gestes, sacrifices et banquets ponctuent les rites sacrificiels. Ensuite, la prise d’auspice est adressée surtout à Jupiter, avant les décisions politiques, vols d’oiseaux et mouvements de poulets étant observés à cette fin. Ces fonctions se portent garantes d’un rapport non pas de l'individu avec le divin, mais de la communauté tout entière avec les dieux. De même, les rites sont souvent exécutés non pas par les prêtres eux-mêmes mais par d’humbles officiants, car c’est le geste sacré d’autorité qui définit le rôle sacerdotal et non pas sa simple exécution matérielle.
Le deuxième groupe concerne la représentation du sacré. Les prêtres flamines mènent une existence particulière que Plutarque compare à une statue animée. Le flamine de Jupiter, le plus prestigieux, doit vivre selon un code précis. Il est en fonction tant qu’il reste marié, il participe aux sacrifices de son dieu, de même qu’aux cérémonies les plus grandioses, et il est le seul parmi les prêtres à pouvoir siéger au Sénat. Il porte la toge prétexte, se tient sur un siège curule, se déplace en char et tout travail doit cesser sur son chemin. Il n'a pas le droit de toucher de la farine fermentée ni de la viande crue, comme il ne lui est pas permis de dormir en dehors de Rome. Il obéit à nombre d’autres règles, telle l’obligation de se raser avec un rasoir de bronze ou l’interdiction de manger des fèves, de voir un cadavre ou d’entendre de la musique funèbre. « Par ses conduites insolites, contrastant fortement avec la vie ordinaire, le flamine insérait dans l’univers de la cité le signe d’un au-delà que tout opposait au monde des hommes et à celui des morts ». Les flamines ne sont pas les seuls à incarner le divin aux yeux du spectateur. C'est également le cas, par exemple, du triomphateur, entouré de palmes, portant dans la main droite un sceptre surmonté de l’aigle jovien, un esclave public tenant une lourde couronne d’or derrière sa tête et tiré dans un char par des chevaux blancs.

### Le soldat

Évolution historique de l'acmé territoriale de la civilisation romaine.

La Rome antique a inventé ce qui allait devenir les cadres universels de la vie et de l’organisation militaires d'aujourd'hui : « la vie de caserne et le tableau d’avancement, le clairon d’ordonnance et l’infirmerie de camp, le bureau des effectifs et les tours de service, le rapport matinal et le droit à la retraite, les prises d’armes et les permissions d’absence, ‘‘l’armée qui vous donne un métier’’, la commission de réforme, voire le théâtre aux armées. » Plusieurs sources issues des hautes sphères du pouvoir politique romain documentent la vie du soldat, mais celles-ci donnent une représentation idéologique du lien entre statut et prise d’armes plutôt qu’une description fidèle de la réalité guerrière sous l’Empire.
Comme les Grecs, les Romains restent organisés, pendant la République, selon une symétrie quasi parfaite entre leur structure militaire et leur structure politique, le cens et la citoyenneté déterminant les charges militaires et politiques. On mobilise les citoyens en temps de guerre, ce qui leur offre un privilège ainsi qu’une occasion de démontrer leur grandeur. Or l’expansion de Rome, la prolongation des guerres et la nécessité du maintien des troupes dans les provinces conquises rendent impossible cette organisation symétrique. C’est le début de l’armée permanente, vers la fin de la République, où le recrutement s’étend aux plus pauvres, ce qui dissocie peu à peu le port d’armes et le métier de citoyen.
Cette fracture entraîne plusieurs discours d’inspiration néoplatonicienne erronés sur le soldat romain, comme celui d’Horace voulant que le soldat romain soit privé d’otium, le loisir et la paix de l’âme. Un autre discours, celui de Cassius, affirme que le principe de l’utile l’emporte sur l’honnêteté : avec le soldat, l’argent passe avant la gloire. Bref, on dénonce un relâchement moral de la part du citoyen, qui est plus un soldat-citoyen qu'un citoyen-soldat. D’autres, comme Tacite ou Juvénal, montrent un soldat colérique ou soumis à des désirs pervers tels la jouissance, la fortune et le pouvoir qui portent atteinte au bien public.

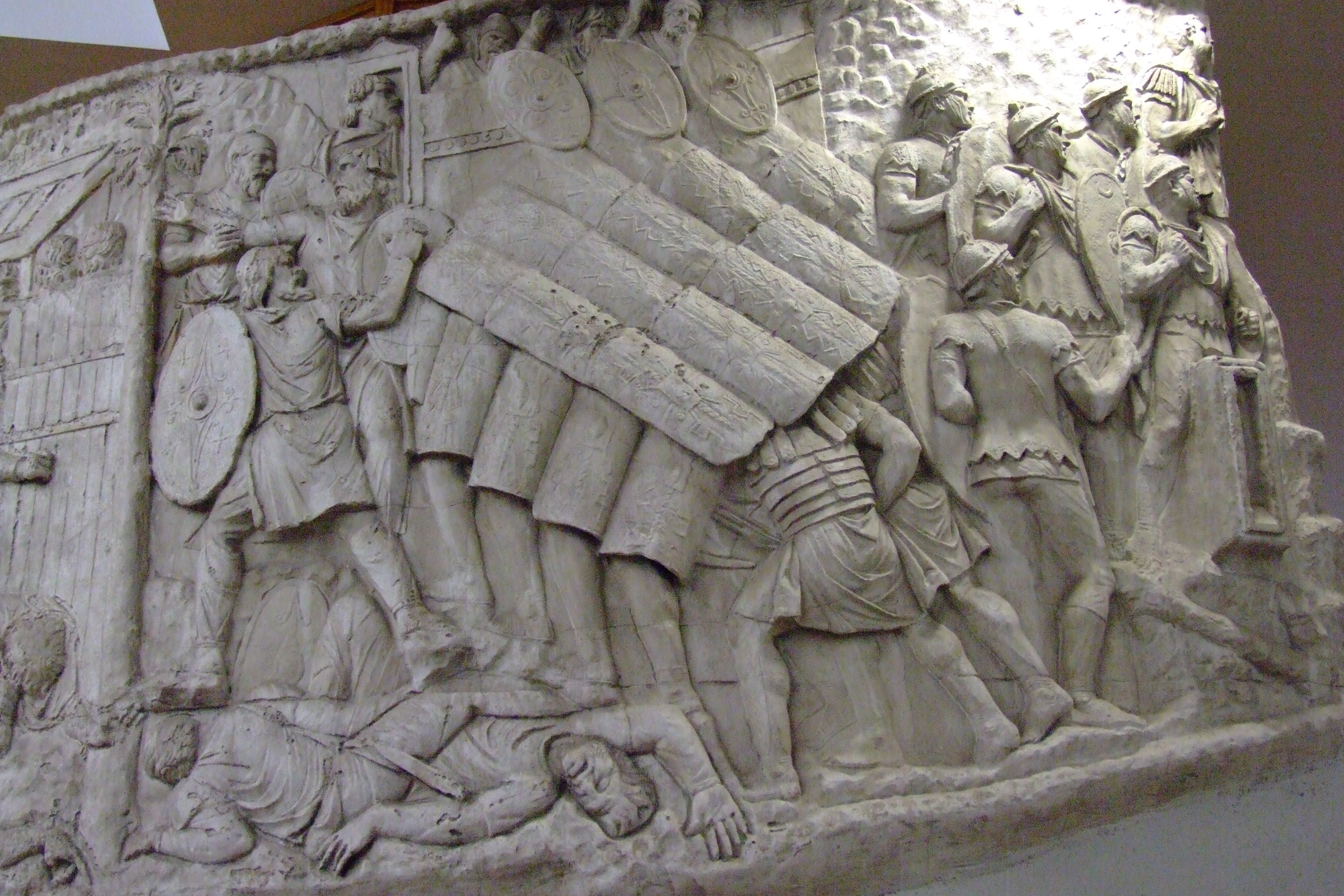
Légionnaires en formation de tortue, représentés sur la colonne Trajane.

L’armée permanente instaurée par Auguste présente l’avantage d’éliminer une conscription devenue trop lourde ainsi qu'un recrutement strictement italien, remplacé par un recrutement recouvrant tout l’Empire. L’enrôlement repose sur le volontariat et même les pérégrins (non-citoyens) les plus éloignés de l’Empire peuvent s’intégrer – les Égyptiens, par exemple. Ceux-ci doivent être hellénisés, citadins et petits ou moyens propriétaires. Le recrutement de cette classe dominante fait officiellement d’eux, au terme de leur service, de nouveaux citoyens romains. L'armée garantit un salaire intéressant en même temps qu'un gain de prestige et de statut. En outre, au moment de leur démobilisation, on offre aux militaires souvent des terres qu’ils s’empressent à faire travailler par des ouvriers ou des esclaves. Si on manque d’hommes, ce n’est pas dû à une désaffection croissante mais à des conditions d’accès plus exigeantes.

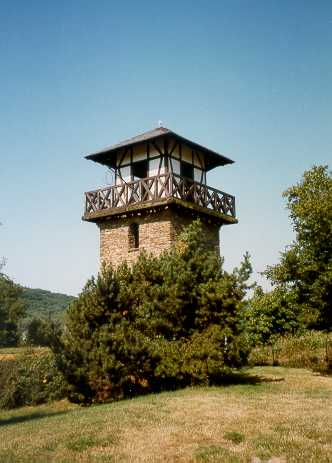
Reconstitution d'une tour de guet. Plus de 900 de ces tours surveillaient la seule frontière avec la Germanie du nord.

Pendant son mandat, le soldat est posté le plus souvent en zone frontalière – le limes. L’armée se mêle aux populations locales et exerce sur elles une grande influence culturelle de la même façon que ces peuples influencent (dans une moindre mesure) les soldats. Ce processus d’assimilation se nomme la romanisation. Même si un certain nombre de ces soldats sont « romanisés », donc d’une origine qualifiée de barbare, et même si ceux-ci sont des professionnels dont la charge militaire est dissociée des charges politiques, ils n'adoptent jamais un comportement de mercenaires. Ils font preuve de responsabilité civique, sans doute en raison de leur distinction sociale et de leur assimilation profonde dans la romanité : l’uniforme, l’usage limité du latin et les règles disciplinaires.
Les soldats célibataires lors de leur enrôlement ne peuvent se marier pendant leur service. En revanche, il arrive qu'ils concubinent avec une femme qu’on appelle une focaria (en principe, « cantinière »). Même pérégrine, à la fin du service militaire et du mariage qui s’ensuit, elle se voit accorder, à elle et à ses enfants, la citoyenneté romaine. Il arrive même que cette femme soit une esclave dont le conjoint prévoit l'affranchissement dans son testament. Le soldat n'est donc pas contraint de recourir aux prostituées.
Les militaires reçoivent un salaire élevé qu'envient ceux qui peinent à subsister. Aux yeux des civils les plus pauvres, cette solde semble immorale en permettant un luxe qui risque d'amollir le guerrier : les thermes, par exemple. Ces civils refusent que le soldat accède à la voluptas et entendent le condamner au sudor, à la sueur. Il est également perçu comme un goinfre et un buveur invétéré, un homme d'impulsion et d’appétit. Bref, ces civils déplorent la prétendue disparition de la discipline et de l'esprit de sacrifice et contestent le budget militaire, jugé excessif.
Il est vrai que le soldat mange à sa faim condiments, salaisons et charcuterie. Toutefois, son salaire n'est pas ajusté en temps de crise monétaire, ce qui le frappe durement. On déduit une part de ses revenus pour la nourriture et pour les dépôts obligatoires dans la caisse de son unité, disponibles à la fin de son service. Finalement, le soldat vit quand même bien : la militia  est « une sorte de plan épargne, avec versement de primes périodiques en cours de contrat et constitution d'une capital économique à terme échu, accru d'intérêts sous forme de prestige social. »
Enfin, ce soldat n'est pas ignare, comme aiment à le prétendre certains civils, mais il n'est pas non plus particulièrement cultivé. Les valeurs et les coutumes romaines sont solidement imbriquées en lui, bien que son savoir soit plus technique et organisationnel que philosophique et humaniste.

### L’esclave et l'économie

Matrone à sa toilette, entourée d'esclaves, mosaïque, Musée national de Carthage.

L'esclave dans la Rome antique se définit comme l'opposé du citoyen. Il ne peut se battre à la guerre, il est privé de loisir et de liberté, ne doit attendre ni gloire ni honneurs et ne participe pas à la vie politique. On l'échange et on le lègue comme un objet. « Comme un animal domestique, il travaille et mange ou dort pour reconstituer sa force de travail. Il s'identifie à sa fonction : il est au maître ce que le bœuf est au pauvre ». Une importante distinction concerne son lieu de travail. Souvent, à la campagne, l'esclave est soumis à des tâches épuisantes, surveillé dans le cadre d'une réglementation stricte et sans merci. L'esclave urbain, quant à lui, peut s'occuper de la gestion d'une boutique ou d'une entreprise artisanale. C'est pourquoi il a moins tendance à fuguer et à se révolter que l'esclave rural. De plus, les esclaves domestiques jouissent de conditions relativement enviables puisqu'une certaine intimité les lie à leur maître.

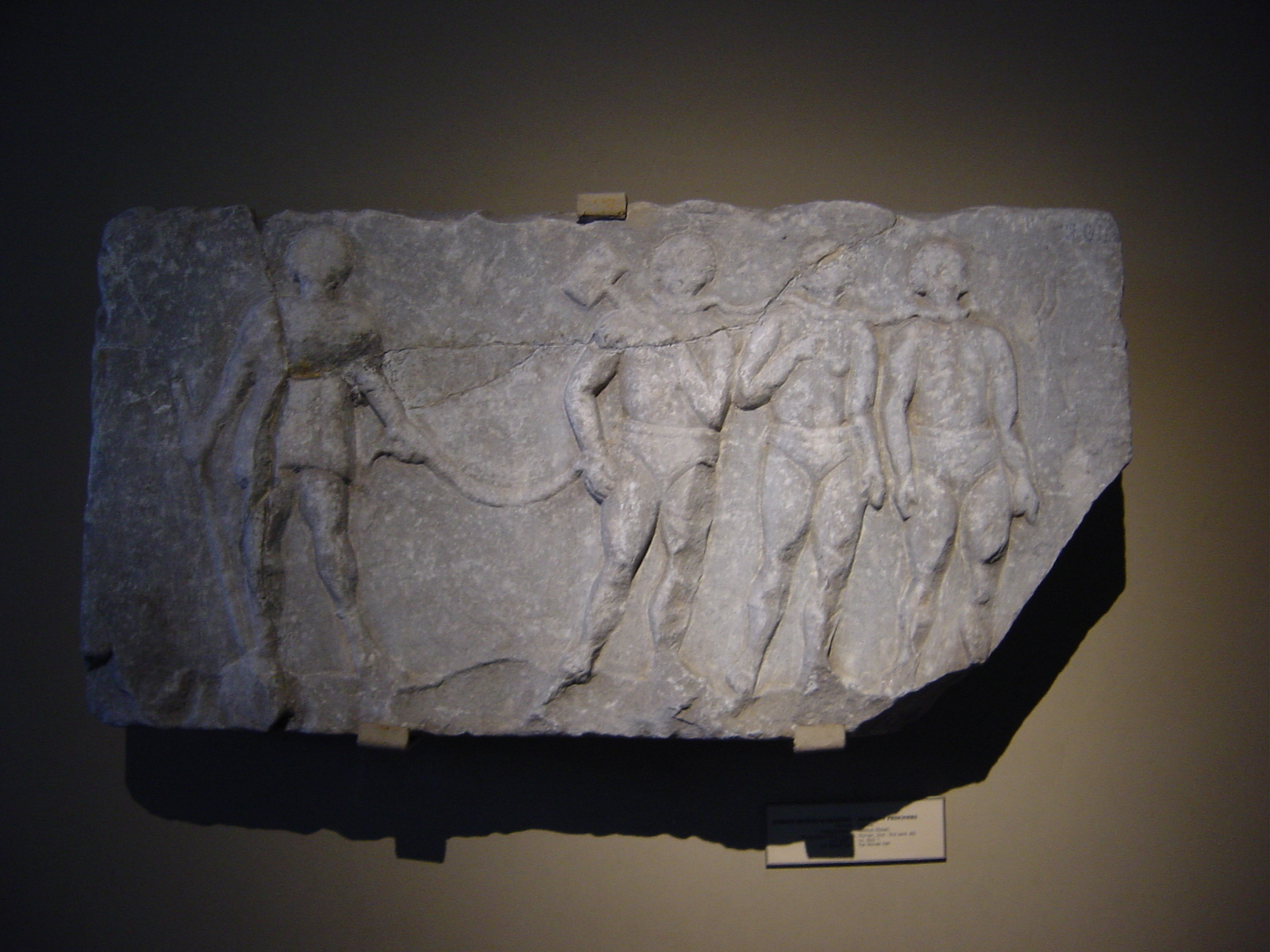
Prisonniers de guerre réduits en esclavage, bas-relief,, Musée archéologique d'Istanbul.

Le passage à l'Empire marque un changement économique et juridique dont les esclaves vont à la fois bénéficier et souffrir. L'augmentation massive de la quantité d'esclaves se traduit par un passage à une économie encore davantage esclavagiste. « Désormais, l'esclave-marchandise est seul face aux libres. Il est ligoté par toute une idéologie, par des mesures juridiques précises, par des attitudes quotidiennes qui l'isolent, le coupent du reste de l'humanité au point même de l'en exclure. Il est vraiment devenu une chose ou un animal, et est traité comme tel par le droit. » Ceux qui souffrent sont ceux que l'on affecte à des tâches comme le travail à la mine, qui leur garantit une mort imminente. Ceux qui en bénéficient sont des esclaves, urbains et ruraux, à qui on commence à accorder des responsabilités et une autonomie surprenantes. Petit à petit, le droit s'adapte à cette réalité en autorisant l'esclave à acquérir un patrimoine qui lui permet d'acheter sa propre liberté. Certains reçoivent même un appui financier de leur maître et achètent à leur tour des esclaves avant leur propre affranchissement.
Les affranchis jouissent d'un statut quasiment identique à celui des autres citoyens et ne sont pas économiquement marginalisés. Ils représentent même le symbole de l'esprit entrepreneurial. Mais, à l'instar des esclaves, ils ne forment pas une classe homogène. Certains réussissent bien, d'autres non. Il existe toutefois une limite à leur acceptation sociale : les nobles et les chevaliers refusent de les fréquenter à table, ce qui ne les empêche pas d'honorer les exploits de plusieurs affranchis.
On a fait de la trop grande dépendance à l'esclavagisme l'une des causes de la chute de Rome. Les conquêtes terminées, il n'y a plus d'importation d'esclaves pour assurer le maintien de la production nécessaire à la défense du limes. Compte tenu de la répugnance des Romains pour le travail, l'économie connaît un effondrement qui entraîne, avec bien d'autres facteurs, la fin de l'Empire.

### Le pain, les jeux et la marginalité

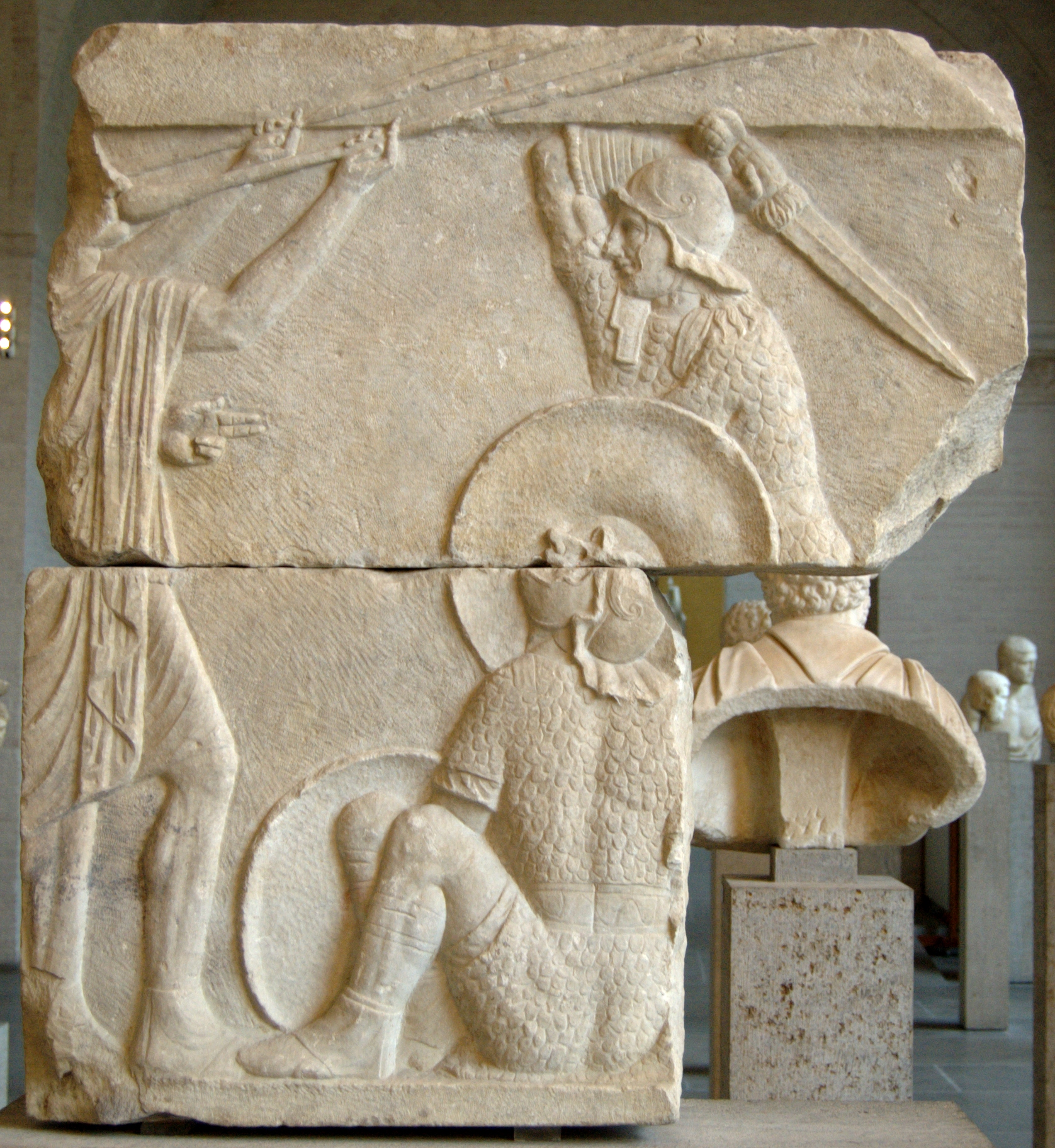
À gauche, deux trompettes annoncent la fin du combat des gladiateurs. À droite, les deux equites, dont l'un, vaincu, gît à terre. Bas-relief du Ier siècle AEC, Glyptothèque de Munich.

L'expression du poète Juvénal « panem et circenses » symbolise la dégénérescence de la vie publique et surtout le populisme. On qualifie la plèbe de otiosa et deses (« indolente et oisive »). Pour les plébéiens, le Circus Maximus est tout : « Ils passent leur temps à parler des performances des conducteurs de char ; puis, lorsque c'est le jour du spectacle, aux premières lueurs de l'aube ils se précipitent en masse au Cirque, plus rapides que les chars qui vont concourir ». 

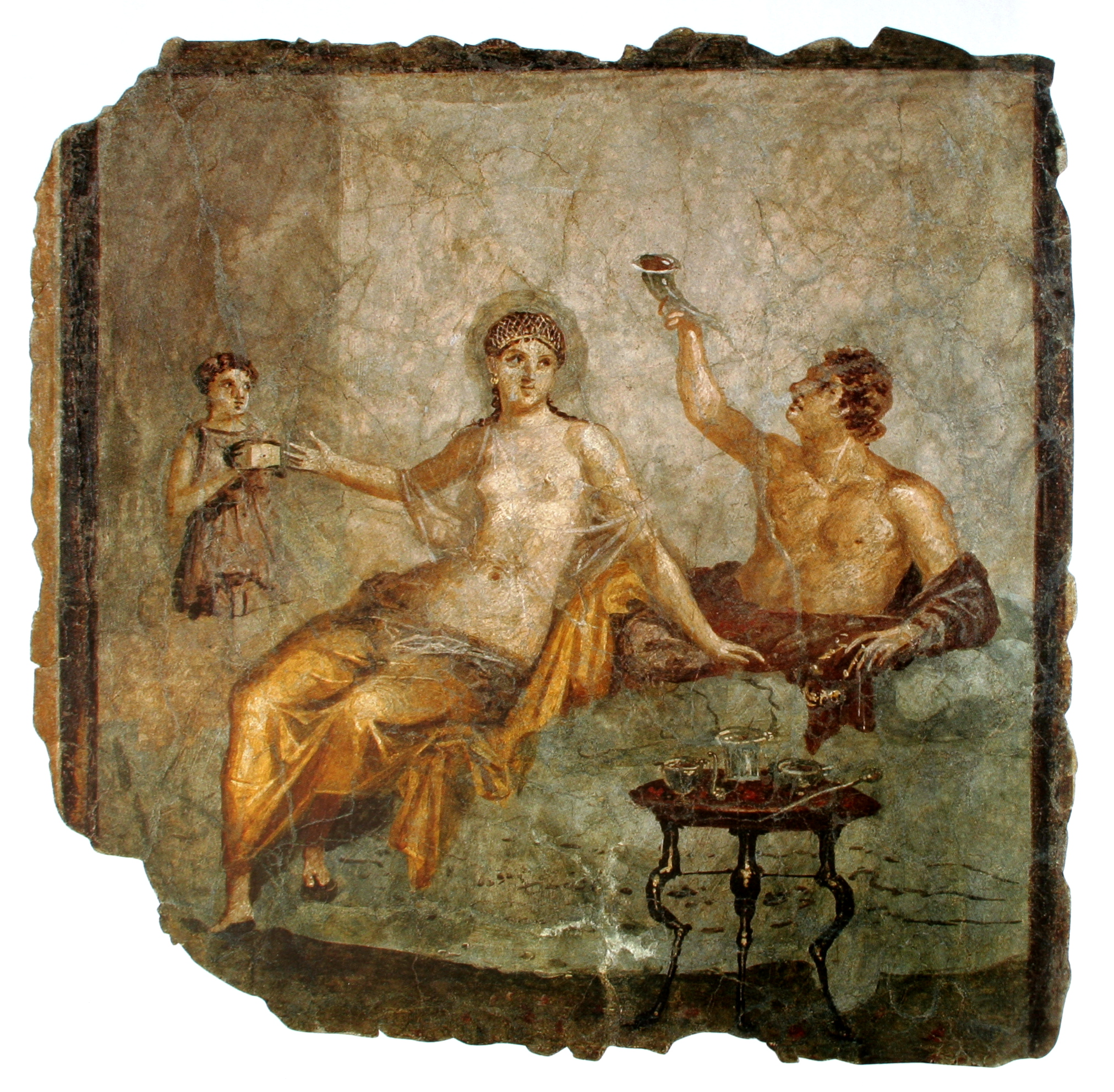
Un banqueteur et une prostituée, fresque d'une maison d'Herculanum.

Ils éprouvent également une obsession alimentaire décrite par Ammien Marcellin  : une foule fixant d'un œil avide un morceau de viande nauséabonde en cours de cuisson. Pauvres, souvent sans emploi, ils dépendent des 40 litres de blé mensuels que l'État leur offre, tout comme le divertissement, en échange de leur appui politique, nécessaire du côté du concile plébéien, et de leur force de manifestation populaire.
Les combats de gladiateurs figurent parmi les « jeux » et montrent une lutte sanguinaire aux spectateurs désinvestis de la vie publique. La plupart des gladiateurs sont des esclaves entraînés à cette fin, bien que certains soient volontaires. Ces combats ont traversé l'histoire de Rome et persisté après l'avènement du christianisme.
Les prostituées sont nombreuses. Elles œuvrent dans des maisons conçues à cette fin, dans des auberges, des loges, et sollicitent leurs clients dans la rue, devant les arcades ou la porte de leur propre domicile. Les esclaves peuvent être soumises à des sévices sexuels, le droit romain ne les protégeant pas.
Un réseau de criminalité puissant vit à Rome. Les bandits, présidés par un chef, se livrent à des activités illicites souvent violentes. Ils s'adonnent à des raids locaux contre les villes, les villages, en montagne ou sur mer.

## Le Haut Moyen Âge

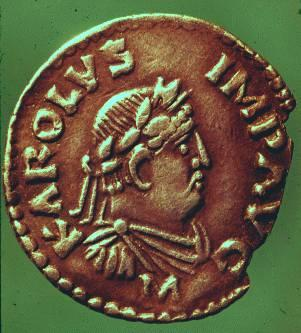
Denier à l'effigie de Charlemagne, frappé à Mayence, Paris, BnF, Cabinet des médailles, vers 812-814.

Après la chute de l’Empire romain d’Occident en 476 à la suite des invasions barbares, la société et l’homme vivent une transition qui va du Ve siècle à l’an mille, époque où se constitue la société féodale. L’héritage des Anciens perdure dans l’Empire d'Orient, mais l’Europe occidentale est en proie à ce que plusieurs historiens ont qualifié d’« âge sombre ». Face à l’instabilité des nouvelles monarchies barbares, l’Église semble la seule institution capable d’assurer un semblant d’unité en Occident.
Il existe cependant, malgré la chute de l’Empire romain, une certaine continuité avec celui-ci. Les élites religieuses et guerrières du Haut Moyen Âge rêvent encore d’une nouvelle Pax Romana, de l’unification des peuples chrétiens d’Europe, pour la préservation de la paix et de la culture classique. Ce rêve est illustré par les tentatives carolingiennes, la plus notable étant celle de Charlemagne, de réunifier l’Europe et de réaliser l’Ecclesia, l’union idéale de la société religieuse et civile. La conception romaine du pouvoir et de la justice subsiste encore pour le dirigeant du Haut Moyen Âge, qui ne se confond pas à l’État, et qui à l’exemple de Charlemagne dispose d’une administration substantielle.

### Le rapport à la richesse
L'une des caractéristiques du Moyen Âge est que la richesse ne représente pas le principal critère d’évaluation de la valeur d’un homme. C’est le prestige qui dicte la condition sociale et hiérarchique. La richesse permet l’ostentation, qui conduit ensuite au prestige. L’homme médiéval, que ce soit du Haut ou du Bas Moyen Âge, ne voit pas comme une fin en soi l’accumulation de biens matériels. La richesse ne se suffit pas à elle-même, elle sert à tenir son rang dans une société où un homme peut ruiner les économies d’une année pour l’organisation d’un somptueux banquet. De plus, ce n’est pas tant la possession de monnaie qui définit la richesse au Moyen Âge que la possession de terres. Les métaux précieux sont devenus rares et la richesse restera surtout foncière pour longtemps.
La culture facilite également le prestige, en particulier au sein du clergé, car elle permet d’accéder à de hautes fonctions dans l’administration. La connaissance du droit romain constitue notamment un atout non négligeable. Cependant, les connaissances culturelles et juridiques sont surtout détenues par les clercs ou les fonctionnaires, le noble moyen s’y intéressant relativement peu et le paysan n’y ayant pas accès.
Les conditions de vie demeurent rudes. On pratique l’agriculture de subsistance. L’espérance de vie chez les peuples germaniques de cette époque est basse. La mortalité infantile est extrêmement élevée et l’espérance de vie d’un enfant qui a franchi le seuil critique des premières années est d’à peine 14 ans, tandis que la majorité (60 % à 75 %) des adultes meurent aux alentours de 36 à 38 ans.
La position sociale représente en quelque sorte une combinaison de richesse, de savoir, et surtout de prestige. La société du Haut Moyen Âge n’est pas encore structurée en ordres comme le sera le monde féodal. Cependant, on établit déjà une distinction entre les potentes (les puissants) et les pauperes (les hommes médiocres).
En général, les paysans libres ne vivent pas dans une pauvreté bien marquée. Les classes sociales étant encore incertaines, l’homme du Haut Moyen Âge semble accepter plus facilement sa condition. La morale chrétienne, qui affirme l’égalité des hommes devant Dieu mais la nécessité de se soumettre au pouvoir temporel, est une alliée de la pérennité des structures.

### Le statut social et l'identité

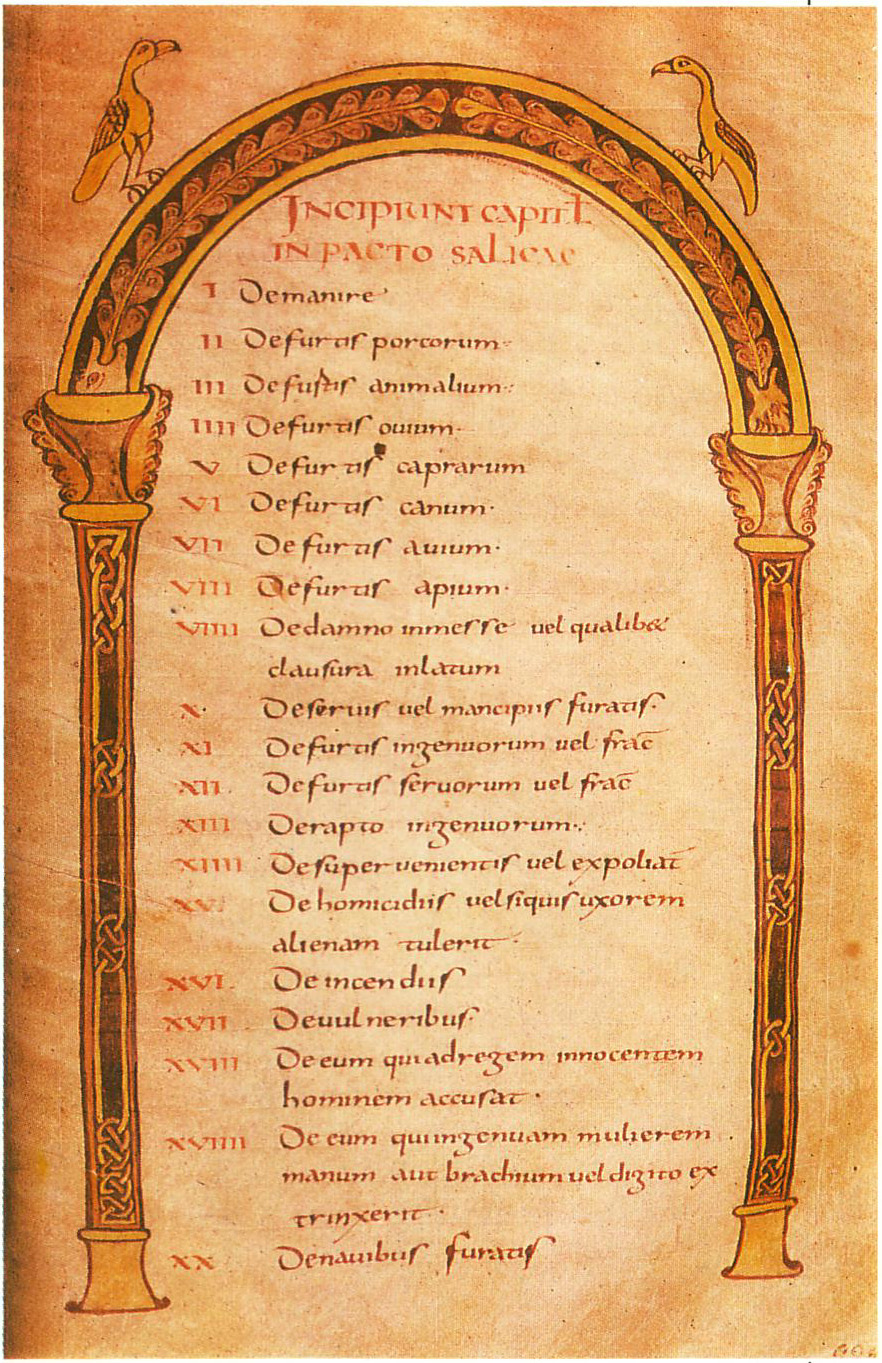
Copie manuscrite sur velin du VIIIe siècle de la loi salique, Bibliothèque nationale de France.

La principale caractéristique, du moins à l’origine, de la stratification sociale dans le monde du Haut Moyen Âge est le statut juridique de la liberté accordée à l’individu. L’homme libre domine la hiérarchie. Il peut accéder à la fonction publique ou devenir clerc, mais en contrepartie il doit se soumettre au service militaire. Ensuite vient le colon, qui est un homme libre, mais attaché à une terre, et ne peut donc se déplacer à sa guise. Il échappe cependant au service militaire. Au bas de la hiérarchie vient l’esclave, position encore commune au Haut Moyen Âge. Les esclaves auront tendance à devenir des serfs. 
Le statut social est habituellement transmis par la mère. Des contrats individuels organisent également les structures, passés d’homme à homme ou de famille à famille dans un but d’entraide ; on parle alors de pacte d'amitié. Il existe aussi des pactes de soumission d’un homme à un autre qui préfigurent la vassalité. Parmi eux, la Gefolgschaft (en), héritée du monde germanique, lie à un personnage puissant des hommes d’armes qui constituent sa suite. Au sommet de la hiérarchie sociale trône le roi, désigné par les grands dans le cadre d’une monarchie élective. Il distribue les charges importantes de l’État, qui se retrouvent de plus en plus concentrées dans les mains des grandes familles avant de devenir héréditaires à la fin de la dynastie carolingienne.
Le concept d’appartenance nationale est problématique au Haut Moyen Âge. Les barbares implantés dans les anciens territoires romains sont fortement minoritaires et ont tendance à se mêler aux populations gallo-romaines. L'identification à un peuple reste donc assez sommaire. Bruno Dumézil remarque à ce sujet : « De plus, leur conscience ethnique paraît avoir été singulièrement faible : un nom générique («Francs», «Goths»…), l’obéissance à un chef unique et un mode de combat standardisé suffisaient à définir intuitivement la notion de peuple ». Une autre distinction entre peuples se forme au niveau de la langue, mais surtout du droit. La loi salique prédomine chez les Francs, et le Code d'Euric chez les Wisigoths.

### Le rapport à la religion
Un phénomène particulier se produit lors de la chute de l'Empire romain et de son démembrement : les populations barbares, païennes ou ariennes, se convertissent à la religion des vaincus, le christianisme, ce qui constitue plus une habituation qu’une réelle révolution. D’authentiques pratiques païennes subsistent jusqu’à l’aube de l’an mille, surtout chez le bas peuple et la haute aristocratie. À la distinction riches/pauvres traditionnelle se juxtapose alors la dichotomie laïcs/religieux. Avec la christianisation imposée par les élites religieuses et politiques, de nouveaux rites se substituent aux coutumes païennes. La religion s’intègre souvent assez bien aux mœurs des barbares et influence leur mode de vie. La polygamie est proscrite et, le mariage n’étant pas encore un sacrement, le divorce est accepté. Aux rites païens se substituent les sacrements chrétiens, qui encadrent l'existence de la naissance à la mort, du baptême à l'extrême-onction : l’entrée dans la vie n’est plus la naissance, mais le baptême, qui signifie la reconnaissance de l’individu au sein de la famille.

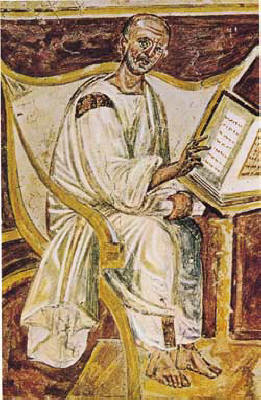
La représentation la plus ancienne d'Augustin d'Hippone : une fresque du VIe siècle, basilique Saint-Jean-de-Latran.

À l’époque carolingienne, le clergé, à l’apogée de son pouvoir, s’engage dans le faste et le luxe. Les orgues, introduites par Charlemagne, rythment les chants sacrés. Durant cette période se développe également le culte des reliques, très populaire du fait de l'héritage païen de la vénération des morts. Ces reliques, souvent d'une authenticité douteuse ou fantaisiste, sont pour la plupart des ossements (réels ou prétendus) de saints et de martyrs, des vêtements ou des objets liés à l'Évangile. Les pèlerinages, les processions et les jours de fête du calendrier se multiplient.

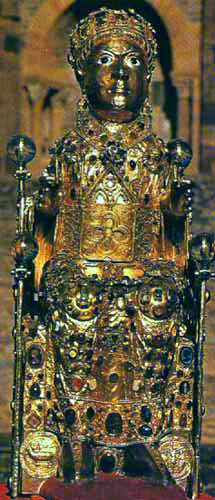
Statue reliquaire de Sainte-Foy (IXe siècle), trésor de l'abbatiale Sainte-Foy de Conques.

Au IXe siècle la structure paroissiale se déploie, qui organise la vie de la population. L’aspect liturgique devient plus complexe, avec la multiplication des ordines qui visent à décrire et à permettre l’accomplissement des rites. La messe est célébrée en latin, et les hymnes en langue vulgaire, apparues au IXe siècle en Angleterre et en Allemagne, ne parviennent pas à s’imposer au clergé, qui s’en tient à la langue sacrée. L’Église ne cherche pas tant à instruire le fidèle qu’à frapper ses émotions et son imagination, en un culte encore teinté de paganisme. Malgré les perspectives qu’ouvre Augustin d'Hippone, les prières sont plus des invocations destinées à être entendues par Dieu qu’un dialogue intérieur permettant de progresser.
Malgré l'importance de la religion chrétienne dans la société, l’univers de l’homme du Haut Moyen Âge reste sous l'influence de l’héritage païen. Ses représentations du monde sont peuplées de démons qui s’inscrivent dans un cadre merveilleux. Il ne vénère plus la nature en tant que telle, mais la divinité en elle. Pour s’approprier son environnement, il doit imposer le sacré. Il peut par exemple planter un bâton dans la terre qu’il veut acquérir, ou marquer les arbres de la forêt pour se protéger des esprits. L’existence en milieu rural hostile est perçue par beaucoup comme un combat entre Dieu et les génies malins. En cas d’épidémie, on fait le tour des terres infectées avec une sainte relique. La religion du Christ s’est substituée aux anciens cultes sans parvenir à modifier le cadre spirituel de l’homme d'avant l'an mille.
Chacun porte une attention accrue à ses vices et à ses vertus, le salut dans la vie future étant plus que jamais lié à ses actes, et non plus au simple respect des rites visant à honorer les dieux. Pour racheter ses fautes, il lui faut passer par la pénitence, procédé par lequel il se repent de ses péchés et qui consiste le plus souvent en un jeûne, une abstinence ou encore une donation charitable. À l’origine, elle s’effectue en public, mais elle prive le fidèle de la participation au culte. La confession, plus intime, se répand à partir du VIe siècle, avec l’avantage d’être discrète et moins brutale dans ses conséquences.

### La famille
L'individu est reconnu d’abord comme membre d’un groupe. Les marginaux sont peu nombreux et chacun s’efface devant la communauté. Bien que le terme de « famille » comme l’usage d’aujourd’hui le conçoit n’apparaisse que tardivement (en allemand, seulement au XVIe siècle)), l’unité de base de la société est la famille nucléaire et patriarcale, formée le plus souvent par le couple et les enfants non mariés, et organisée autour du chef de famille, le pater familias.
Le jeune enfant (l’âge adulte est en général fixé à 14 ans) est soumis, légalement comme dans les faits, à son père. Ce dernier, en contrepartie, a le devoir de lui assurer « pain et bouillie suffisante ». Le moment d’arrivée à l’âge adulte est d’habitude marqué par l’entrée dans la suite d’un seigneur ou par le mariage. La parenté médiévale est constituée par les liens de sang et les liens d’alliance. Dans les classes aisées, surtout, deux options s’offrent pour accroître la puissance familiale : le mariage exogamique, qui permet d'unir deux lignées, ou le mariage endogamique, qui prévient le démembrement de la parenté et maintient son homogénéité. La familia, ensemble d’individus issus d’une même maison, reste également une structure de base. Les différentes unités familiales sont regroupées en Sippe (en), réseaux de parentés formant des entités plus ou moins cohérentes. On assiste durant le Moyen Âge à une valorisation des rapports familiaux, influencée en grande partie par le modèle de la Sainte Famille chrétienne.

### L'éducation et les valeurs
Dans la société préféodale, le travail apparaît comme une occupation inférieure. On lui préfère la guerre ou la contemplation mystique. Le travail est en effet perçu par le corps clérical comme le châtiment du péché originel, et assimilé à la dimension temporelle et imparfaite du monde, par opposition à la nature parfaite de Dieu. L’homme peut admirer malgré tout les prouesses des artisans, mais avec en arrière-fond un profond mépris pour le travail nécessaire aux réalisations techniques.

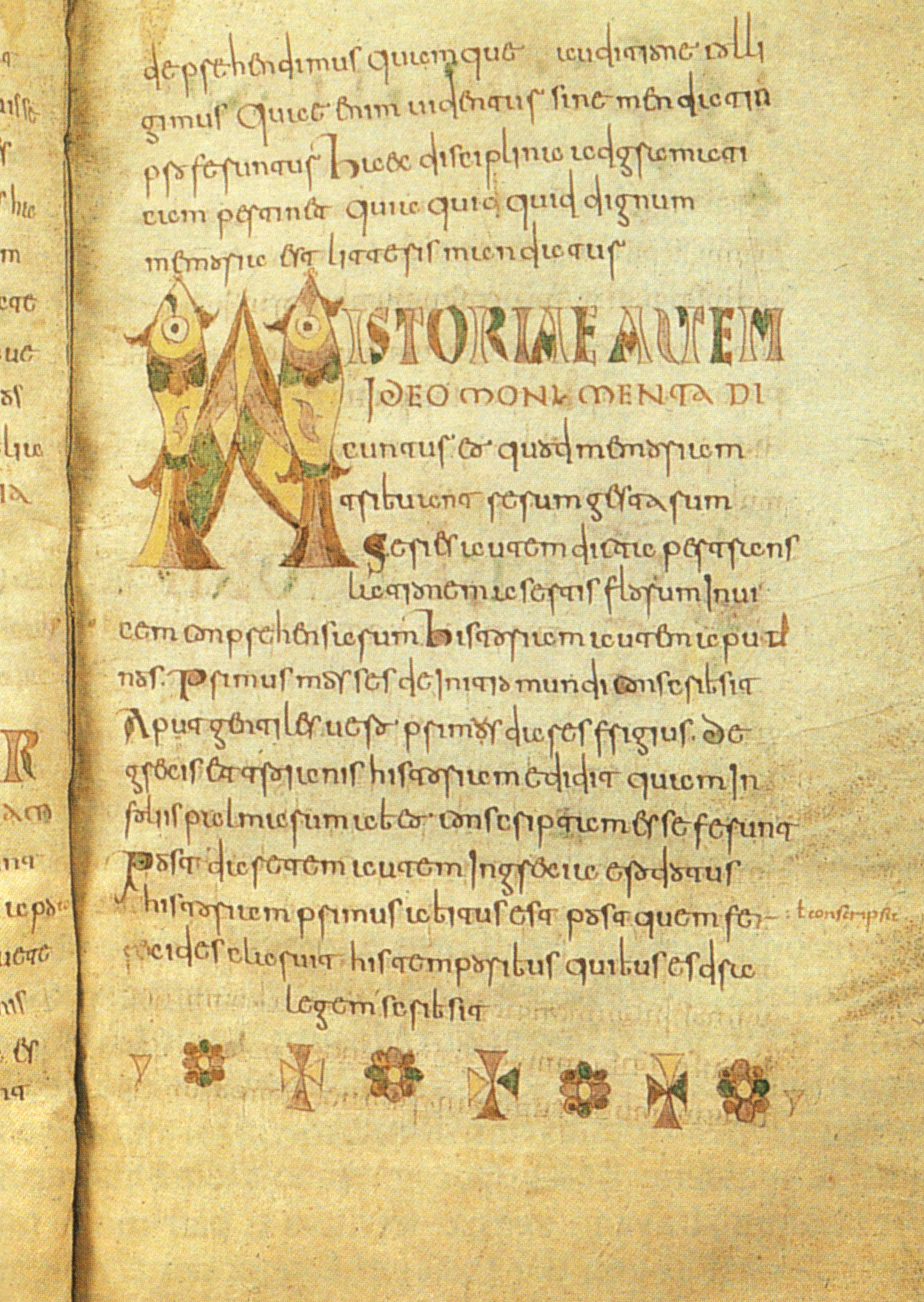
Manuscrit MS4856 des Etymologiae d'Isidore de Séville en écriture onciale (fin du VIIIe siècle, Bibl. royale Albert Ier, Bruxelles).

L’éducation de la fille est assurée par sa mère, et cela jusqu’au mariage. Le jeune garçon est éduqué au sortir de la prime enfance par son père, qui lui apprend les compétences à acquérir pour évoluer dans le monde des hommes, comme le maniement des armes, la maîtrise de soi ou un savoir plus fonctionnel lié à un métier. Le fosterage, qui consiste à placer le jeune homme chez un ami de la famille pour parachever son entrée dans le monde adulte, est une pratique répandue parmi les classes sociales supérieures. L’éducation classique, qui s’est effondrée à la suite des invasions barbares et de la chute de l'Empire romain, ne reprend un peu d’importance que sous les Carolingiens. 
La société est marquée par un analphabétisme généralisé : les laïcs qui savent écrire leur nom sont très rares. Les religieux sont les seuls détenteurs d’un peu de savoir, et, de ce fait, seuls habilités à le transmettre. La diffusion des arts libéraux décroît considérablement après le déclin de l’enseignement classique. Le règne de Charlemagne voit cependant une amélioration : une multitude d’écoles sont construites dans l’Empire carolingien afin de former les clercs. On y étudie des classiques comme Virgile, y apprend à lire, à écrire, à chanter, à calculer, on y enseigne également le latin, un peu de grammaire et des bases de droit. Certains s’efforcent de préserver l’ancienne culture, tel Isidore de Séville, qui rédige les Etymologiae, encyclopédie de 18 titres.
L’honneur, c’est-à-dire la valeur d’un homme aux yeux des autres, concerne d’abord sa famille. Celle-ci détient un capital d’honneur qui peut fluctuer au gré des actes de ses membres. L’honneur consiste à tenir son rang de manière appropriée, sous peine de déprécier le prestige individuel mais surtout familial. Une insulte  faite à la famille, un meurtre ou un viol impunis, sont préjudiciables à l’honneur. En sens inverse, un cadeau offert à un puissant, l’obtention de terres et de charges ou encore une mort héroïque au combat rehaussent le prestige familial. 
La justice du Haut Moyen Âge a un caractère lucratif. Dans les tribus germaniques, pour s’acquitter d’une faute, d’un meurtre par exemple, le coupable doit payer le Wergeld, ou « prix de l’homme ». Le Wergeld varie selon l’âge et le statut social de la victime mais aussi en fonction de la nature du délit. Les meurtres et les blessures sont soigneusement tarifés. Par la faide, ou vengeance privée, la collectivité permet de se faire justice soi-même en cas d’offense envers un individu ou un groupe. À l’époque des Carolingiens, on préfère le Wergeld à la faide en raison du désordre social qu'elle entraîne.

### La femme

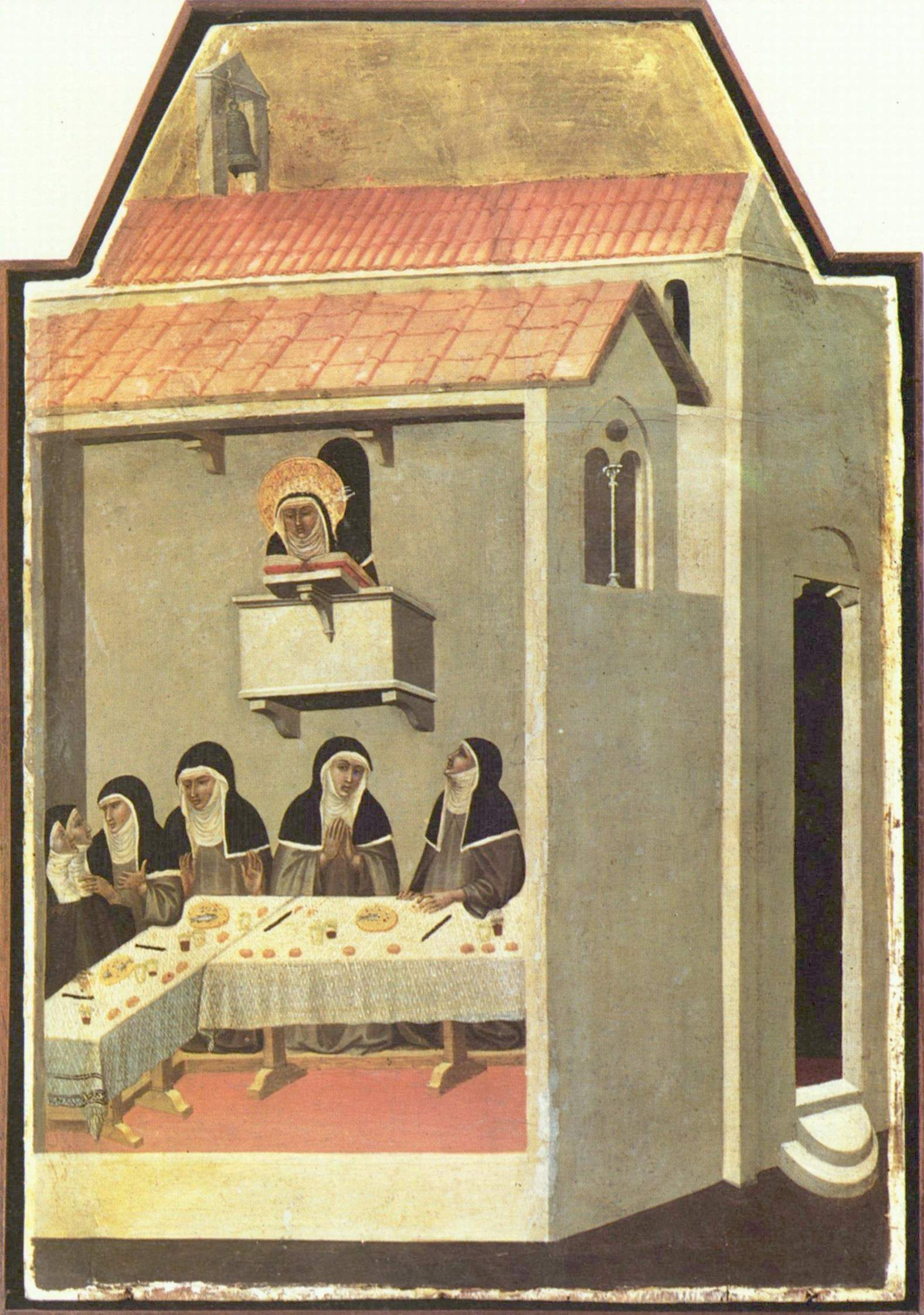
Religieuses dînant en silence pendant la lecture de la Bible (Humilité, Pietro Lorenzetti, 1341).

La condition féminine du Haut Moyen Âge est peu connue en raison de la provenance de la littérature sur le sujet. Les clercs étant pratiquement les seuls dépositaires du savoir, ils sont les principaux producteurs de documents écrits sur les femmes. Ces témoignages traduisent en général une vision négative de la femme, responsable du péché originel et tentatrice de l’homme, dont elle n'est qu'une copie imparfaite. 
Sur le plan juridique, en  revanche, il existe une relative égalité par rapport à l’homme. Le Wergeld de la femme est dans la plupart des codes de lois égal à celui de l’homme, voire supérieur si elle est féconde ou enceinte. L'une des caractéristiques de cette époque est l'institution du mundium, qui fait de la femme la propriété de l’homme dont elle est dépendante, soit le père, le frère ou le mari. Le mundium consiste en la capacité d’autorité sur la femme, en contrepartie d’un devoir d’assistance. Lors du mariage, le mundium de la femme est acheté par le mari à son précédent détenteur, l’union ne pouvant être validée que lors du paiement de la somme.
Autant avant qu’après la christianisation de la société, la morale sexuelle est extrêmement rude envers les femmes, susceptibles d'être punies de mort pour adultère, même si le rôle de l'évêque est de réconcilier les époux ou d'offrir un refuge au couvent,. Grâce à sa capacité de posséder des biens et d’administrer son domaine, la situation de la femme du Haut Moyen Âge est cependant plus favorable que dans l'Antiquité romaine ou au Bas Moyen Âge. Le statut de veuve consacrée et la possibilité d’entrer au monastère peuvent également lui servir de protection et lui assurer le respect. En outre, le couvent permet d'échapper au mariage plus ou moins forcé et à ses conséquences (grossesses répétées, violences conjugales), ce qui peut aussi expliquer l'essor des ordres féminins à cette époque.

## Le Bas Moyen Âge
La société médiévale se transforme après l’ère carolingienne et les structures féodales s’organisent. L’Église, tout comme la civilisation européenne, traverse une crise. L’effondrement des pouvoirs centraux, remplacés par un nouvel ordre, change le rapport des hommes au monde et des hommes entre eux.

### L'organisation de la société

#### Les structures hiérarchiques féodales

Les trois ordres (oratores, bellatores et laboratores) dans la société féodale, enluminure du XIIIe siècle.

L’an mille marque un tournant dans l’organisation de la société. La noblesse accapare de nombreuses prérogatives qui appartenaient auparavant à l’administration de l’Empire carolingien. Au sommet de la hiérarchie trônent les princes, grands du royaume, qui détiennent les pouvoirs de justice et de frappe de monnaie, entre autres. Les seigneurs de moyenne et de petite noblesse suivent ; ils tiennent une terre en fief pour un seigneur plus puissant. Plus bas dans la hiérarchie se trouvent les chevaliers, guerriers sans domaines importants, souvent cadets de familles nobles. Ce corps relativement hétérogène constitue la noblesse, unifiée par le système de vassalité et de transmission du fief. Ce lien d’homme à homme que constitue la vassalité cimente et organise la société. L’hommage rendu au seigneur est peu à peu limité aux aristocrates, alors que sous Charlemagne tout homme libre de plus de 12 ans devait faire hommage.
Le fief, terre tenue par un vassal au nom de son suzerain, est inaliénable et se transmet non plus par le roi, mais par héritage. Sa confiscation est possible, mais seulement en cas d’offense au suzerain. Il ne représente pas pour celui qui le tient un signe de soumission et d’infériorité, bien que cet aspect ne soit pas totalement absent, mais plutôt une garantie de la noblesse et du pouvoir. L’homme féodal est imbriqué dans une chaîne d’hommages et de contrats, toujours servant ou commandant dans la pyramide des liens vassaliques.

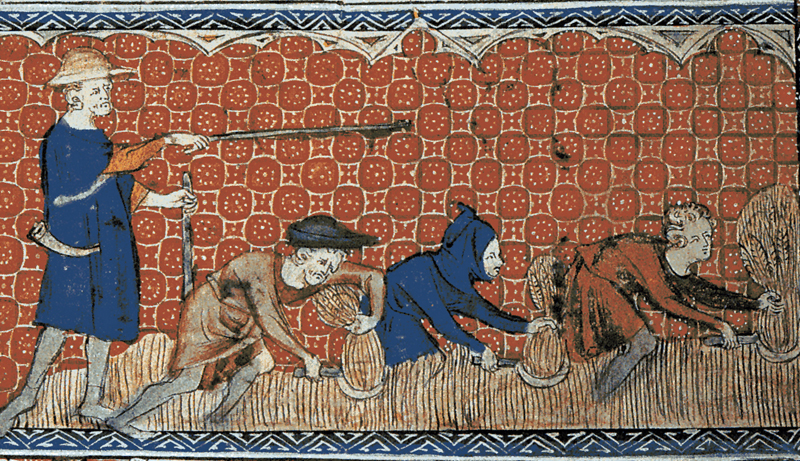
Le socage, forme de tenure en Angleterre, v. 1310.

Au plus bas de l’échelle sociale, se trouve le serf. Ancien esclave ou colon du Haut Moyen Âge, il est lié par le seigneur à sa terre, qu’il doit exploiter et dont il n’est pas propriétaire. 
En relative périphérie mais dans une position de pouvoir non négligeable, les clercs disposent de vastes domaines, d’une grande puissance, tant au niveau spirituel que temporel, et d’une indépendance judiciaire et fiscale. Ils ne paient pas ou peu d’impôts séculiers. Les trois ordres, laboratores, bellatores et oratores (ceux qui travaillent, se battent et prient), cohabitent et se servent l’un l’autre, chacun selon une fonction définie.
La notion d’État organisé étant tombée en désuétude après la dislocation de l’Empire carolingien, l’unité administrative de base devient la seigneurie. Le seigneur possède à l’endroit de ses serfs une multitude de prérogatives, dont le bannum (droit de commander et de punir), le droit de lever des impôts, de percevoir des péages et d’imposer des corvées.

#### Le noble

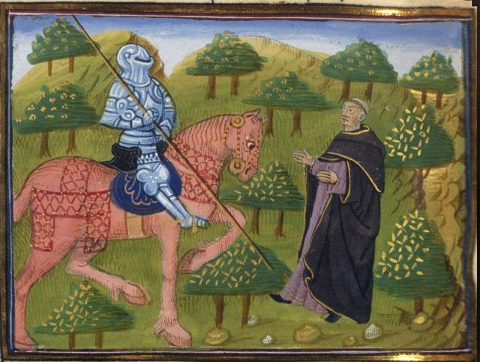
Le chevalier et le moine, enluminure du XVe siècle

La noblesse du Bas Moyen Âge est issue de celle de l’époque carolingienne. La nouveauté est que la noblesse passe désormais aussi par le combat et n’est plus seulement dépendante des offices et des charges conférés par le roi. L’aristocratie médiévale s'attache dorénavant à la fonction guerrière et le noble revendique des qualités d'abnégation et de courage, utiles au combat. Les grandes familles continuent néanmoins d’accéder aux plus hautes charges publiques et à participer ainsi au gouvernement du peuple. En temps de paix, le seigneur s’adonne à la chasse, aux tournois ou aux échecs, trois activités présentant des similitudes avec la guerre. L’arrivée du printemps est synonyme pour le seigneur de reprise éventuelle de l’activité guerrière, où il peut mettre en valeur sa conception de l'honneur. La noblesse privilégie à partir des environs de l’an mille la passation de l’héritage aux enfants plutôt qu’à la fratrie, et la favorisation du fils aîné au détriment des cadets, ce qui permet de limiter la division du patrimoine familial au fil des générations.

#### Le bourgeois et l’artisan

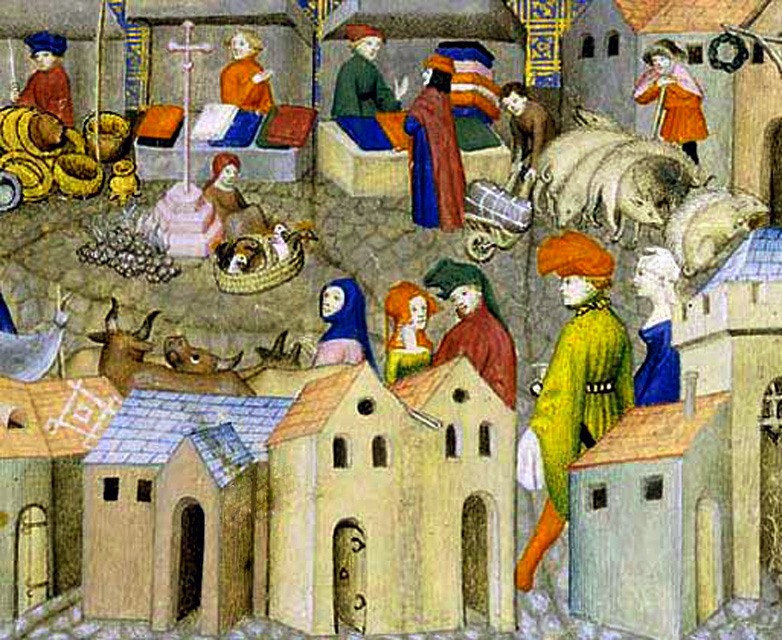
Scène de foire, illustration du Chevalier errant de Thomas III de Saluces, v. 1400, Bibliothèque nationale de France.

L'essor des villes permet à une nouvelle classe sociale, la bourgeoisie, d’émerger. Elle concentre entre ses mains, à partir du XIIe siècle, un fort pouvoir économique. Le mouvement communal l'amène à s'émanciper de la tutelle féodale. La docilité du bourgeois face à l’autorité monarchique, par comparaison avec la noblesse turbulente, incite l’autorité royale, soucieuse d’affirmer son pouvoir, à promouvoir les membres de cette classe à des postes importants dans la hiérarchie publique.
Dans les villes, l’artisanat et le commerce se développent autour des foires où marchands et artisans de l’Europe occidentale échangent leurs produits.  Ils doivent pouvoir gagner de quoi vivre, mais la notion de profit, bien que présente, est connotée de manière négative en raison de l’influence de la religion. Le prêt à intérêt, interdit aux chrétiens, est monopolisé par les juifs.

#### Le paysan

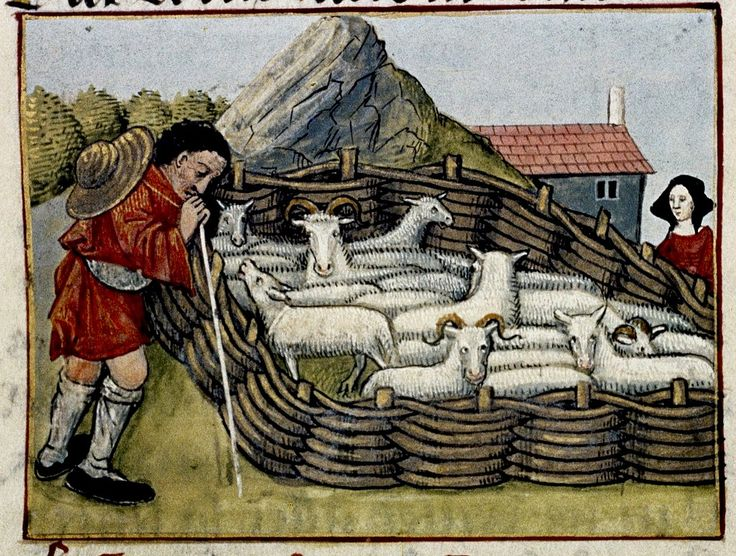
Des paysans et leur troupeau dans un enclos, miniature, v. 1400.

Le paysan du Moyen Âge classique est souvent un ancien esclave agricole ou un ancien colon de l’époque carolingienne. La société nourrit peu d’estime pour cette classe sociale, qui constitue cependant la majorité de la population. Son statut juridique reste flou, mais le paysan se trouve en général dans une position de servage. Attaché à la terre de son seigneur, il lui doit impôts et corvées, mais bénéficie en retour de sa protection. Le statut du serf n’est cependant pas figé. Il peut gagner sa liberté à la suite d'un acte d'affranchissement de la part de son seigneur, mais il s’expose dans ce cas à une relative insécurité puisqu'il se place hors de sa protection.
Malgré la dureté des travaux saisonniers, le paysan jouit d’une certaine sécurité alimentaire alors que la disette se fait rare entre les XIe et XIIIe siècles. Aux XIVe et XVe siècles, la situation se détériore dans les campagnes, accablées par les épidémies, la famine et les chevauchées incessantes de l’ennemi. Les soulèvements paysans se multiplient, car aucune autorité suffisamment puissante ne peut étouffer leurs mouvements de révolte.

### L’Église et la religion

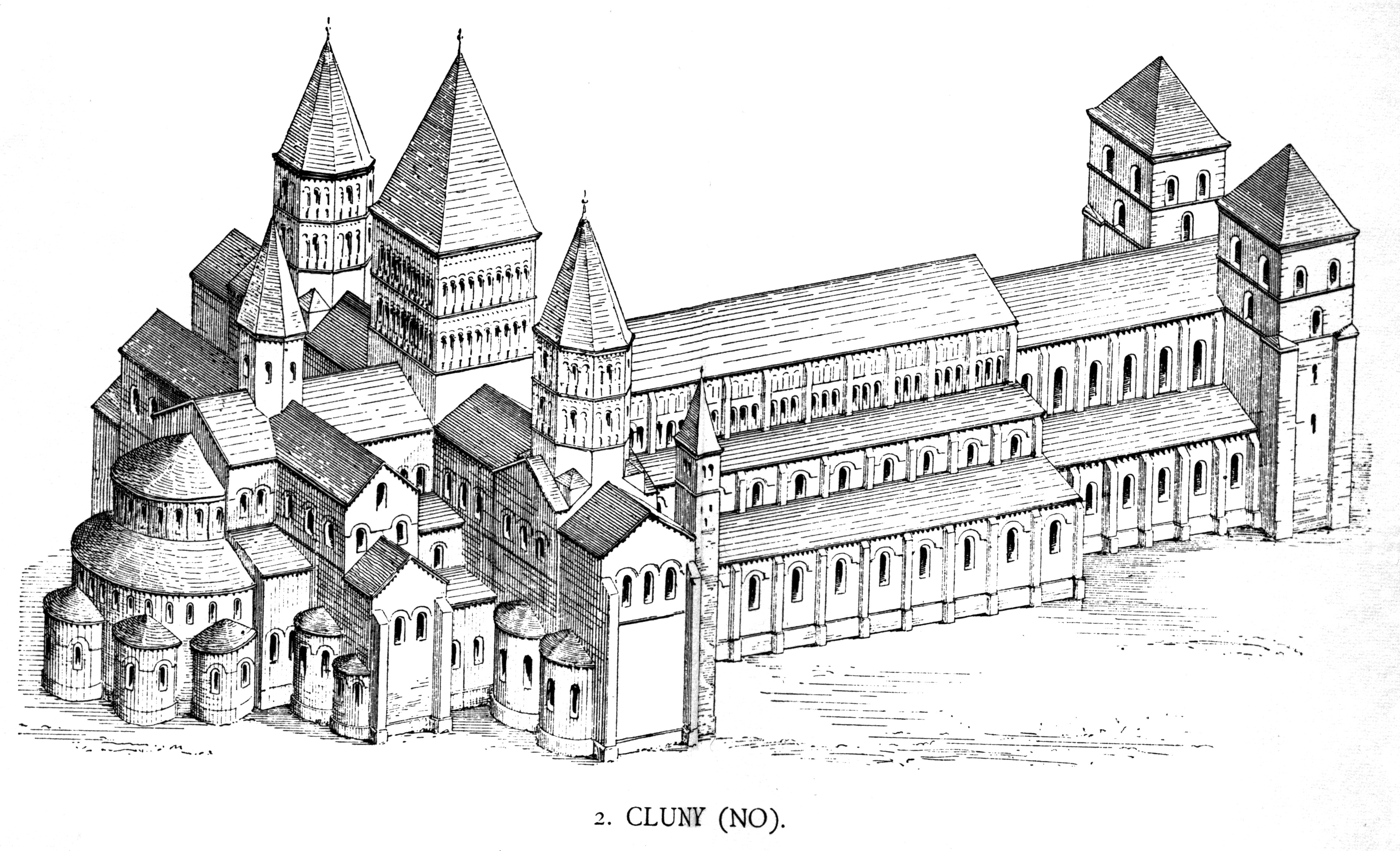
Reconstitution de l'abbatiale Cluny III.

La fin des pouvoirs centraux qu’entraîne l’éclatement de l’Empire carolingien affecte l’Église. L’institution suit sensiblement le même chemin que le reste de la société et se féodalise : elle entre dans une crise de restructuration et d’adaptation au nouveau monde. Le désordre qu’elle traverse se manifeste par la généralisation de la simonie (on commence de plus en plus à vendre les offices et les charges ecclésiastiques, et la violation de plusieurs interdits, dont une plus large pratique du nicolaïsme. Ce déclin moral suscite la désapprobation d’une partie du clergé, qui développe en parallèle des institutions hiérarchisées. L'ordre de Cluny demeure l’emblème de ce renouveau : l’institution se dérobe au système vassalique, ce qui assure son indépendance, et impose à ses membres la règle bénédictine, avec son austérité et son observance des devoirs spirituels. 
L’Église tente de contrôler la classe guerrière. La trêve de Dieu est instaurée en 1030, le mariage devient un sacrement au XIIe siècle et l’adoubement, cérémonie profane jusqu’alors, acquiert une dimension religieuse. Le chevalier se transforme en défenseur très chrétien de la veuve et de l’orphelin. Des ordres de moines-soldats se développent sous l’impulsion des croisades et stabilisent la société en offrant un statut et une occupation aux cadets de familles nobles, souvent sans terres, désœuvrés et violents.

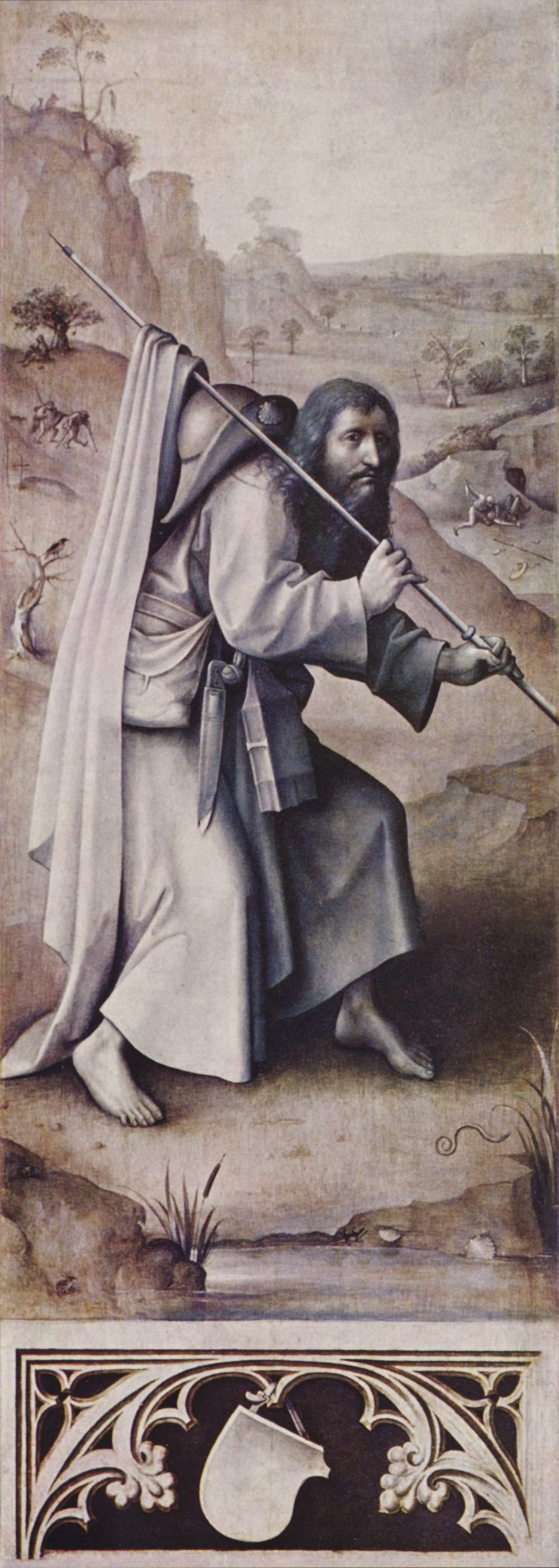
Pèlerin (détail du Jugement dernier), par Jérôme Bosch, Académie des beaux-arts de Vienne.

En raison de l’insertion plus significative de l’Église dans la sphère temporelle, les rivalités se multiplient. En Angleterre, un différend au sujet de l’indépendance du clergé face à la monarchie oppose Henri II d'Angleterre à Thomas Becket, archevêque de Cantorbéry, qui est assassiné sur l'ordre du roi. Le conflit le plus représentatif de cette lutte de pouvoir demeure la querelle des Investitures, qui oppose la papauté à l’autorité politique du Saint-Empire romain germanique, au sujet de la nomination du clergé, que la Réforme grégorienne voulait soustraire au pouvoir des princes.
Malgré la crise qu’elle traverse, l’Église demeure plus que jamais présente dans la société, qui passe à cette époque de la communauté des fidèles du Christ à une véritable unité spatio-temporelle. Guidée par l’utopie universaliste, (catholique= universel en grec) l’Église se voit comme la garante de l’ordre spirituel sur terre et voit dans sa mission la christianisation du monde. Les croisades, au niveau idéologique du moins, furent fortement teintées de ce mode de pensée.
Le rapport au sacré demeure essentiel dans cette phase du Moyen Âge. En tête de liste, le monastère demeure le lieu saint par excellence dans la société. En effet, il abrite souvent la relique d’un saint, encourageant le pèlerinage local au détriment du pèlerinage plus lointain, comme le voyage en terre sainte. Les guerres incessantes qui ravagèrent le Moyen Âge tardif furent la cause de la destruction d’un grand nombre de ces monastères. Pour reconstruire ces derniers, l’Église fait appel à la donation populaire et accorde des réductions de pénitence aux généreux donateurs, ce qui contribue à la banalisation du pardon et au système des indulgences, qui se généralisera par la suite. Les seigneurs de cette époque, comme le reste de la population d’ailleurs, sont très soucieux de leur salut dans la vie future et contribuent de manière massive aux œuvres religieuses. L’apparition du purgatoire, qui se constitue comme lieu d'attente avant l'entrée en paradis entre le Xe et le XIIe siècle(Latran 1215), renforce la charité envers l’Église, car une forte donation pour celle-ci est vue comme le moyen de racheter ses fautes et d’y éviter un séjour prolongé.
L’homme de cette époque, malgré les troubles que traverse l’Église, demeure un être profondément croyant. La multiplicité des bâtiments religieux, qui témoignent du règne de Dieu sur la terre, ainsi que l’intériorisation profonde des normes religieuses et de la morale chrétienne assurent la fondation, pour le paysan comme pour le seigneur du Moyen Âge, d’une ontologie morale qui à bien des égards se veut aussi solide que la réalité matérielle. L’homme de ce temps vit alors dans la crainte du châtiment éternel dû à ses péchés, mais également avec la certitude de la signification morale du monde qui l’entoure.

### L’homme et son corps

#### L'apparence physique
Le corps n’est pas tant une entité physique qu’une projection sociale et culturelle dont disposent les hommes de chaque époque. Cette projection et ce rapport permettent à l’homme d’habiter son corps comme un univers familier et cohérent.
Alors que dans l’Antiquité, une grande importance était accordée à la beauté et à l’esthétique du corps, l’homme du Moyen Âge, et en particulier le religieux, semble accorder une moins grande valeur à l’apparence physique. Pour le clerc de l’époque, la beauté véritable, celle qui importe, est une catégorie dont l’accès n’est disponible que par l’intellect. L’âme est en effet vue comme le siège de la beauté, beauté divine, car la beauté physique est elle considérée comme impure, l’incarnation matérielle étant le châtiment de Dieu envers l’homme. Il existe en contrepartie une fascination pour la beauté corporelle, qui même si elle est considérée comme inférieure à la beauté spirituelle, est néanmoins perçue de manière a priori par tous. Cette beauté représente dans l’imaginaire collectif, mais surtout dans la pensée de l’intellectuel, le péché, et est associée à l’image d’Ève la tentatrice.

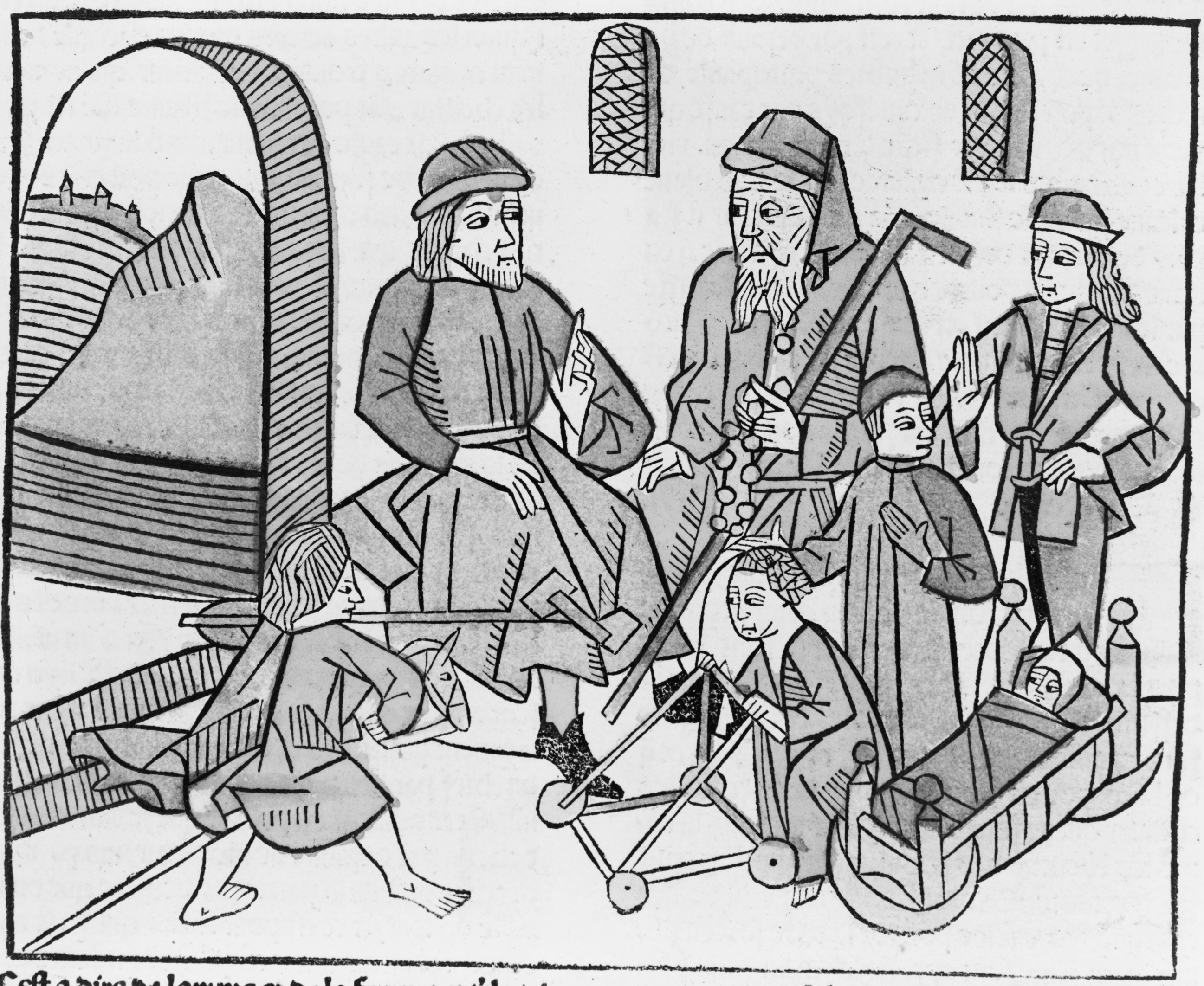
Les Âges de la vie, gravure sur bois illustrant le Livre des propriétés des choses de Barthélemy l'Anglais (1486).

L’homme médiéval ne semble pas accorder une grande importance à l’âge. Les fonctions de conseiller et les hautes charges sont souvent accordées à des aînés, ou encore a des individus très jeunes, la position qu’occupe l’homme dans l’échelle sociale important beaucoup plus que son âge. La vieillesse est cependant crainte et connotée de manière négative, comme en témoigne la multiplicité des mythes de l’éternelle jeunesse comme la fontaine de jouvence ou l’île où on ne vieillit pas. Le respect qu’on accorde à l’aîné varie beaucoup en fonction de sa classe sociale. On respecte le vieux chevalier encore vigoureux, ou le prélat âgé qui fait figure d’homme sage, mais un paysan dont l’âge est avancé se retrouve à la merci de sa famille et souvent voit son autonomie restreinte. La vieillesse est rare dans la société médiévale et l’espérance de vie relativement courte limite le nombre de gens âgés présents dans la population. Après les épidémies de pestes qui ravagent l’Europe au XIVe et XVe siècle, la population de vieillards connaît cependant une forte croissance.
Le geste dans la société médiévale relève d’un code rigoureux qui rend compte des honneurs et de la position sociale de l’individu. Le geste concrétise et atteste la hiérarchie. L’homme médiéval, quelle que soit sa position sociale, est néanmoins encouragé à la sobriété dans ses attitudes et à la retenue dans la manifestation corporelle de ses émotions. Le rire, même s’il est relativement mal vu (le concile de Nantes (1431) demande aux ecclésiastiques de demeurer sobres et contenus lors de la messe) est cependant utilisé par certains prédicateurs, qui y voient une manière efficace de passer le message religieux.
Le vêtement, presque autant que le nom ou le signe (armoiries, emblème, devise) est une manière d’afficher son statut social. «Dans le vêtement médiéval, en effet, tout est signifiant: les tissus, les pièces et les formes, les couleurs, le travail de coupe et d’assemblage, les dimensions, les accessoires et, bien sûr, la façon de porter le vêtement ». Le vêtement dans ce contexte est un véhicule de l’identité sociale. Il est fortement mal vu dans la société médiévale de se vêtir de manière inappropriée à son rang.

#### L’alimentation

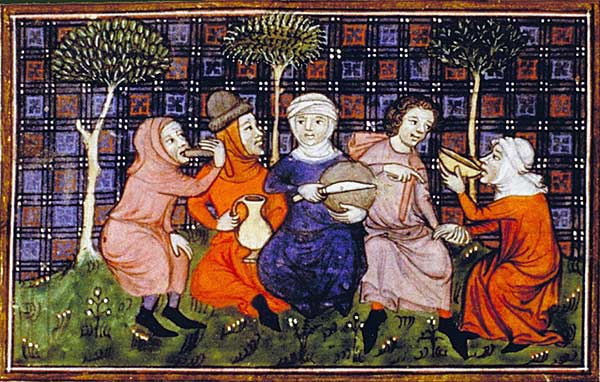
Paysans rompant le pain, Livre du roi Modus et de la reine Ratio, XIVe siècle, BnF.

Pour l’homme médiéval, quelle que soit sa condition, le pain et la nourriture à base de céréales, le panagium, constituent la base de l’alimentation. Des différences existent néanmoins quant au reste du menu. Les plaisirs de la table croissent avec le statut. En Provence, en 1338, nourrir un laboureur coûte du tiers à la moitié moins cher qu’un frère. L’aliment est classé selon qu’il convient mieux à l’aristocrate ou au roturier, mais cette codification varie d’un endroit à  un autre. Par exemple, à Toulouse, la volaille est destinée à la roture, mais à la noblesse à Tours. Avec le mouton, c’est l’inverse : consommé par la roture à Tours, il est l'aliment de la noblesse à Toulouse. Au chapitre de la boisson, le noble dispose du vin, alors que le paysan doit se contenter la majorité du temps de lait, d’eau ou de bière.

#### L’amour

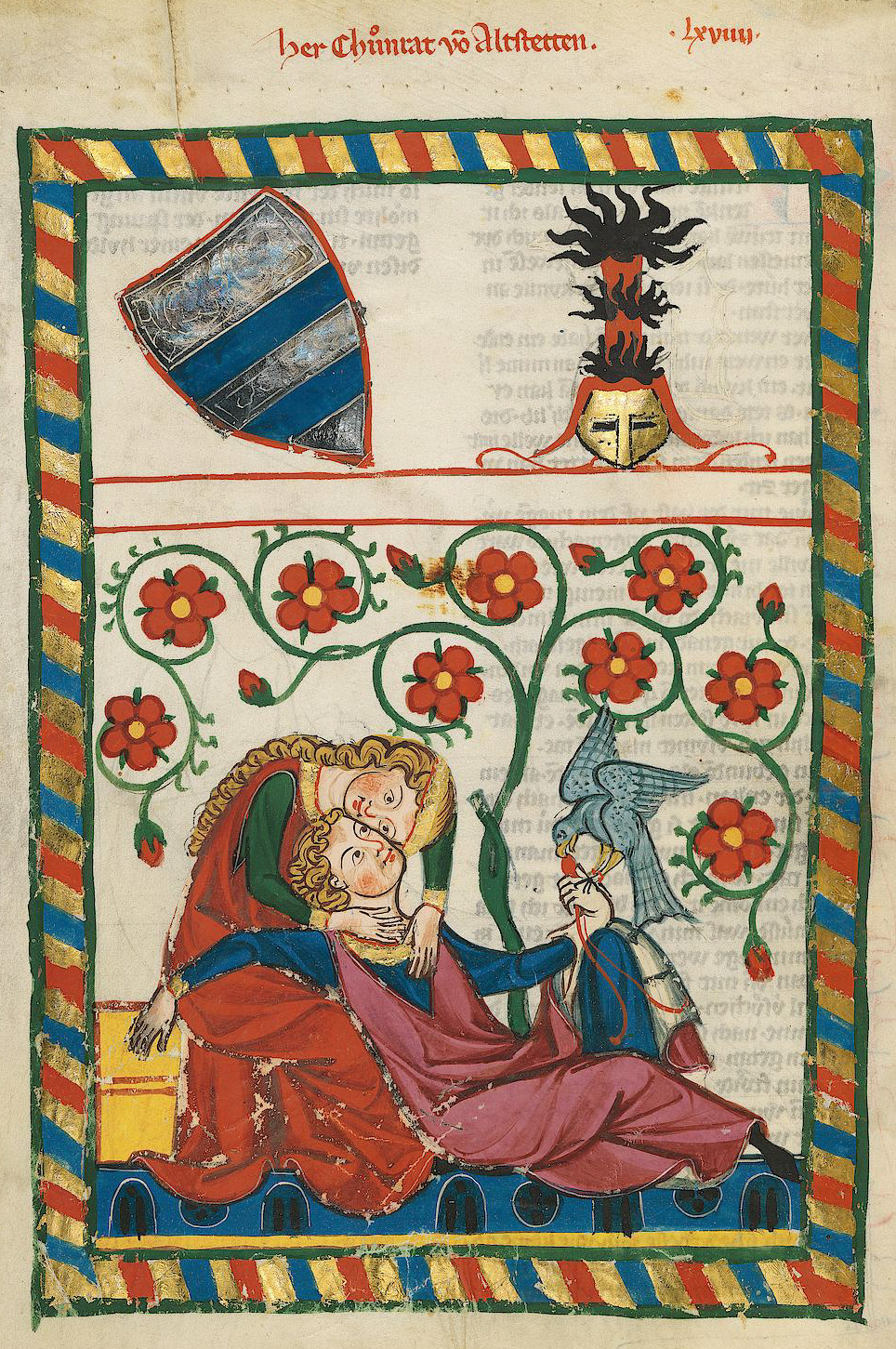
Un couple d'amoureux, Codex Manesse, v. 1310-1340.

L’amour passionnel existe au Moyen Âge, mais les exigences sociales imposent les mariages d’alliance parmi la noblesse et des unions ayant souvent pour but le regroupement des terres dans la classe paysanne. 
L’amour courtois, idéal littéraire de l’époque chanté par les troubadours, n’a de réalité que dans l’imaginaire, alors que les mœurs sexuelles sont souvent rudes. L’homme d’Église, influencé par les idéaux de l'ascèse monastique, traque le sexe jusque dans la confession. Pour le clerc, suivant en cela la Première épître aux Corinthiens (chap. 7), le célibat est préférable au mariage, même si celui-ci demeure nécessaire. Le rapport sexuel hors mariage, la « fornication », est un péché sévèrement réprimé lorsqu’il concerne la femme. Même si on finit par accepter qu'une fille du peuple ait un premier enfant hors mariage avant de trouver un époux, même lorsqu’il a lieu dans le cadre de l’union officielle, l’acte charnel reste suspect et impur aux yeux de la majorité des théologiens chrétiens, qui craignent les rapports « imposés » et le manque de maîtrise de soi. Cependant, certains, dont Thomas d’Aquin, acceptent le plaisir charnel dans le cadre du mariage à condition qu’il ne soit pas recherché systématiquement, mais accompagné de la volonté reproductrice. D'une manière générale, néanmoins, on condamne la recherche du plaisir associé à la chair. 
Des théologiens comme Pierre le Chantre estiment qu'une prostituée fournit un travail en « louant son corps » et doit être rémunérée en conséquence. Mais si elle se prostitue par plaisir, son gain est alors aussi honteux que sa débauche, car elle serait alors payée « doublement ». La prostitution est donc soumise, elle aussi, à des règles « professionnelles » .
Le célibat trouve son utilité pour la société de l’époque, où il est préférable qu’une partie de la population reste sans progéniture, pour des considérations d’héritage ou d’espace.

### Le rapport au travail

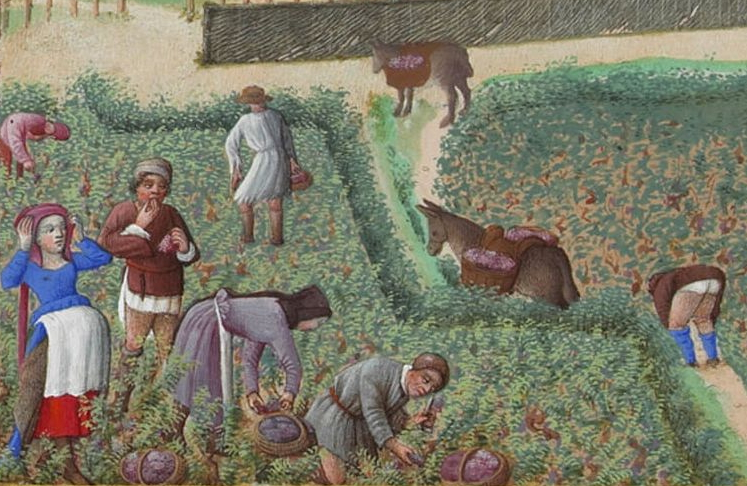
Scène de vendange, Les Très Riches Heures du duc de Berry (Septembre), détail.

Dévalorisé pendant le Haut Moyen Âge, le travail est l’objet d’une relative revalorisation à partir du XIIe siècle. Initialement associé à la chute d'Adam et Ève, il commence à être célébré par les moines du Bas Moyen Âge. À la suite de la réforme monastique, ces derniers sont confrontés à des tâches manuelles plus régulières, ce qui n’est pas étranger à un changement dans la conception cléricale du labor. L’interdépendance que reconnaît la société entre ses trois classes constituantes, bellatores, oratores et laboratores, est un acquis en faveur d’une nouvelle conception du travail. On assiste également à une mise en valeur du travail de l’artisan, qui est vu comme le prolongement de l’étincelle créatrice de Dieu. Les tabous, initialement nombreux au sujet de l’activité laborieuse, sont progressivement levés, mais un grand nombre subsiste, ce qui empêche une promotion complète du monde du travail dans la sphère des activités honorables. Ces tabous renvoient, selon Jacques Le Goff, aux interdits préchrétiens du sang, de l’argent, de la saleté ainsi qu’aux condamnations des activités liées aux sept péchés capitaux.

### L’homme et le pouvoir
L’homme médiéval est encouragé par l’Église et les structures en place à accepter son état. En effet, la société terrestre se réclame de l’ordre voulu par Dieu. Dans la conception chrétienne, même si toutes les âmes humaines ont le même poids devant le Seigneur, les individus sont tenus d’obéir dans le monde temporel à l’autorité. De plus, la promesse d’une récompense céleste promise par la religion aide à détourner l’homme de possibles contestations pour améliorer sa situation terrestre et mortelle. La société médiévale offre de plus à l’homme un monde représentationnel confortable où il peut exactement se situer dans la pyramide sociale et connaître à la perfection le rôle qu’on attend de lui.
Les représentations sociales et politiques du bas Moyen Âge s’articulent autour de la figure du roi et de l’autorité monarchique. Chaque monarchie doit, si elle veut se légitimer, se distinguer par l’emploi d’un sacré qui lui est propre (sacre du roi de France à Reims par exemple) et adopter ses propres institutions et sa propre propagande, véhiculée par la valorisation de la dynastie, sa représentation en images et en monument ainsi que le rappel de ses devoirs d’obéissance à la population. Le roi, qui trône au sommet du système, se présente comme le chef spirituel et temporel de son royaume, le lieutenant de dieu sur terre, le garant de l’ordre et des coutumes, le détenteur de la justice suprême, le chef des pouvoirs militaires ainsi que le bon père du peuple, qui peut se montrer ferme, mais toujours dans un souci de justice.

### L’homme face à la mort

Carte de diffusion de la peste noire.

Dans un monde où la mort peut survenir à tout moment en raison des guerres, de la famine ou des épidémies, l’Église conforte l’homme médiéval face à son destin inéluctable. Les rituels religieux, du baptême à l’extrême onction, donnent à l’individu de cette époque un cadre de sécurité où la mort, même si elle garde son aura inquiétante, est relativement apprivoisée.
Les rites funèbres restent à peu près les mêmes pour tous jusqu’au XIIIe siècle. Par la suite, une disparité plus accentuée s’affiche. Les pauvres sont pris en charge par les confréries de piété alors que les notables bénéficient de grands enterrements et de gisants. La mort est peu discutée jusqu’au Moyen Âge tardif, mais les épidémies de peste, vues comme un châtiment de Dieu, qui emportent le tiers de la population de l’Europe (25 millions de morts) et l’état de guerre incessant dans lequel la population du XIVe et du XVe siècle est plongée ramènent la mort au-devant de la scène. L’homme éprouve alors une vive terreur devant les cavaliers de l’apocalypse et la mort par la faim ou la peste qui s’abattent sur lui plus que jamais. Une réflexion plus intense sur la mort s’effectue. C’est l’époque de la danse macabre, qui fauche toute la population sans distinction de rang.

### L’art et la littérature
Après la renaissance culturelle carolingienne, l’art du bas Moyen Âge se développe dans une relation étroite avec l’Église. Les clercs étant les principaux dépositaires de la culture, c’est d’eux que nous vient la majorité des documents littéraires. Les travaux de nature artistique sont surtout entrepris à la gloire de Dieu, le plus illustre exemple de ce paradigme étant la cathédrale. L’art médiéval de cette époque constitue une synthèse entre la tradition romaine, chrétienne primitive et barbare.
L’homme médiéval n’entretient pas le même rapport aux œuvres artistiques que le moderne. La conception médiévale de l’art se rapproche en effet plus de l’idée platonicienne des formes. Il n’est donc pas anormal de voir la vierge Marie vêtue sur certaines gravures à la manière d’une aristocrate du Moyen Âge. Les représentations de cette époque rendent compte en effet de vérités intemporelles, qui s’inscrivent dans le logos.

### La guerre
La guerre au Moyen Âge est essentiellement vue comme une activité noble. La pratique guerrière est pour l’homme et surtout l’aristocrate du Moyen Âge le lieu par excellence pour démontrer sa bravoure et son honneur. Le combat constitue alors une épreuve de force et de courage, reléguant au second plan la stratégie militaire.

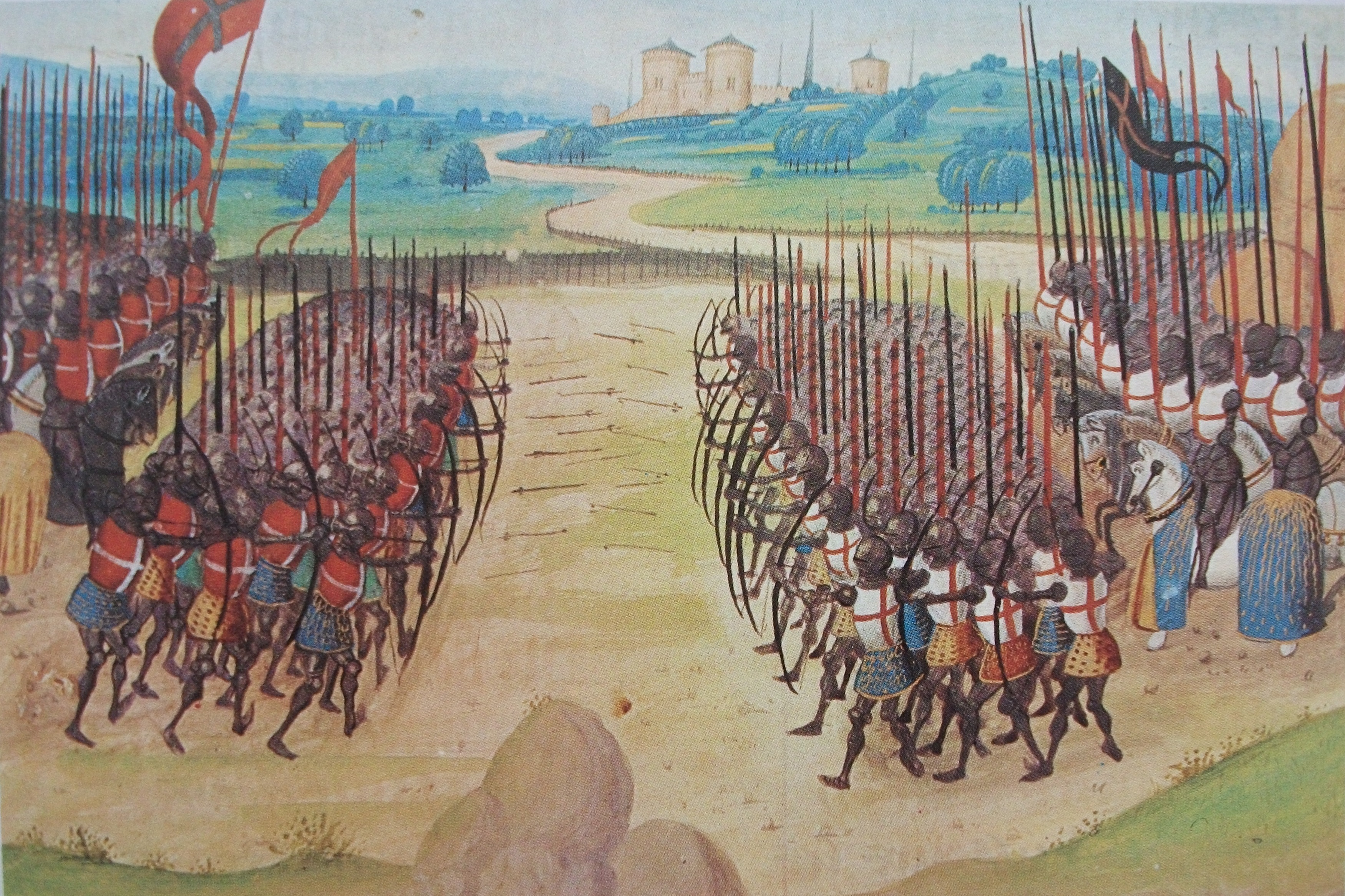
La bataille d'Azincourt, illustration de la Chronique d'Enguerrand de Monstrelet.

On ne se bat pas pour son pays, mais pour son seigneur ou son roi. Le sentiment national à cette époque est peu développé. C’est la structure vassalique qui dicte les camps, et non pas les enjeux nationaux. Les batailles sont violentes, mais on y meurt peu. La pratique du rançonnage des prisonniers, qui rend la guerre lucrative est alors préférée à l’exécution de l’ennemi. Le seigneur du champ de bataille médiéval est à cette période le chevalier, mais l’introduction d’armes de jet plus puissantes et d’arcs plus efficaces oblige l’armure à évoluer. Elle devient alors plus lourde et plus coûteuse. Le développement de la tactique militaire et l’introduction d’armes améliorées coûteront au chevalier médiéval sa place de guerrier invincible. De plus, les échecs répétés de la chevalerie française lors de la guerre de Cent Ans face aux archers anglais à Crécy, Poitiers et Azincourt annonceront le déclin de la chevalerie en Occident. La professionnalisation des armées et le recours massif aux mercenaires par les États contribueront également au déclin du mode d’organisation militaire féodal.

## Renaissance et époque moderne
L’évolution de la pensée au cours de la Renaissance et de l’époque moderne se caractérise par un renversement majeur du rapport de l’homme à la morale. C’est désormais l’homme qui est au centre du monde et qui donne sa substance morale à ce dernier. L’ordre éthique n’est plus inscrit dans l’univers lui-même, mais dans la dimension intérieure de l’homme. On passe alors d’une conception ancienne de l’existence et la morale au sein de l’univers à une conception moderne et désenchantée du monde.

### Désenchantement du monde et valorisation de la rationalité

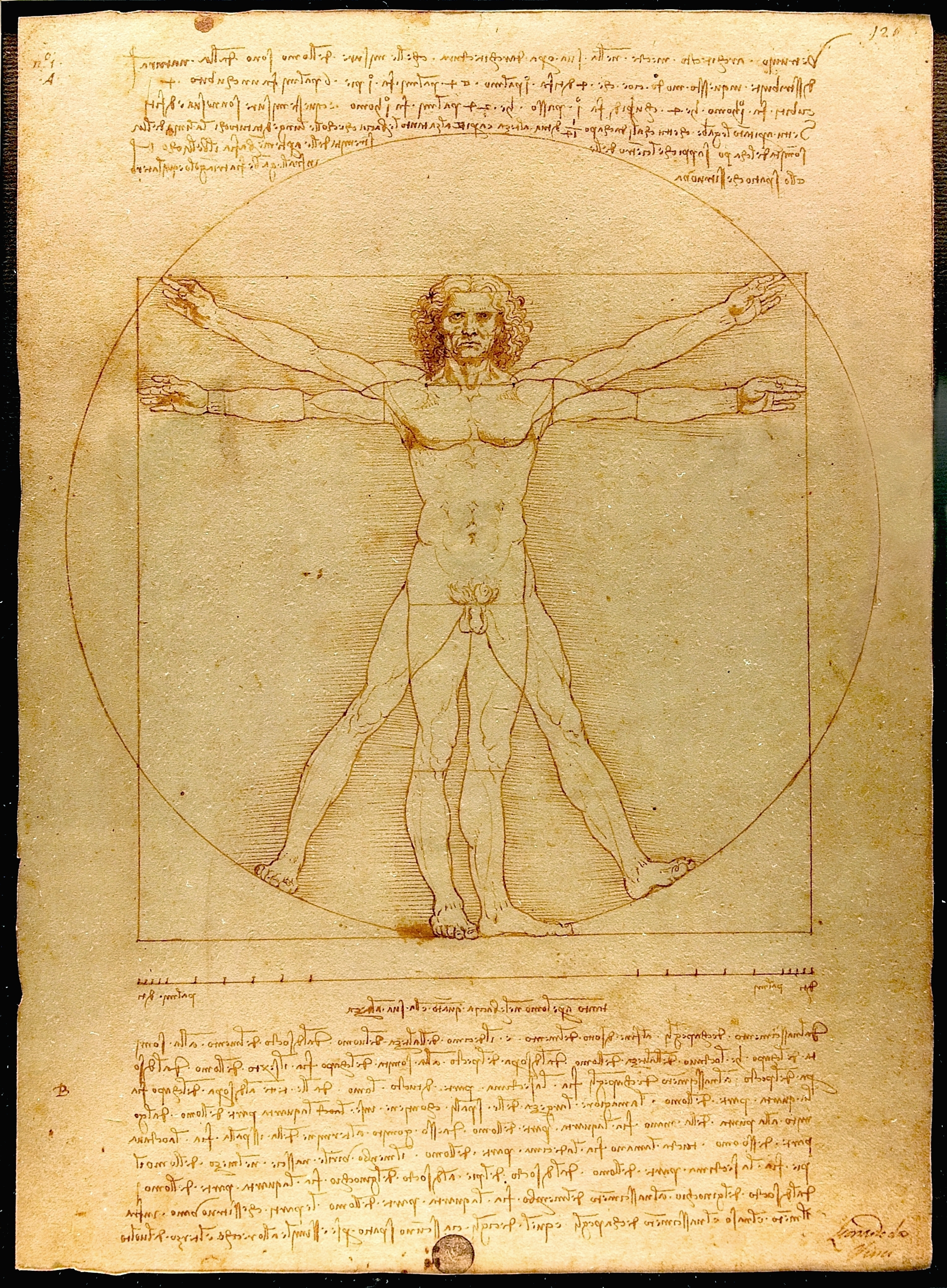
LHomme de Vitruve, par Léonard de Vinci.

Lors de la Renaissance, un changement significatif dans la perception du monde et de la relation de l’homme avec le cosmos et Dieu s’amorce. Le siège de l’ordre et de la signification du monde passe de l’extérieur à l’intérieur. Le cogito cartésien pose un nouveau paradigme quant à la relation de l’homme avec le monde. Le lieu d’émanation de la signification morale de l’univers n’est plus le monde lui-même, mais l'homme. C’est en effet l’homme qui donne à présent au cosmos son sens, qui ordonne sa signification et qui est responsable de la disposition de son logos. Ce changement dans la perception générale de la nature ontologique de la morale est influencé notamment par les travaux sur la mécanique de Galilée et de Newton, qui expliquent les événements du monde dans une perspective mécanique et causale dépourvue de sens intrinsèque. Le XVIIe siècle effectue la transition entre une image de la rationalité ancienne et platonicienne qui se définit comme la contemplation juste de l’ordre des choses et une rationalité moderne et procédurale qui devient l’instrument de la vie bonne. C’est à cette époque qu’on commence à introduire la notion de rationalité de l’homme comme source fondamentale de sa dignité, concept amené par Descartes et repris par Kant.
On assiste dans la pensée occidentale du XVIIIe siècle à une valorisation accrue de la raison par rapport à la foi. Dans le milieu intellectuel, on privilégie le développement rationnel de la pensée à la tradition. Pour les penseurs de cette époque, avec comme figure de proue John Locke, l’individu rationnel dispose de la possibilité de se dégager de son héritage culturel qui est jugé subjectif pour embrasser une vision rationnelle du monde et ainsi analyser et juger ses comportements de manière impartiale et objective. La conscience rationnelle est maintenant vue comme la principale caractéristique de la nature humaine. Cette conscience peut, dans une perspective lockéenne, se détacher de son incarnation pour entrer dans un mode de jugement rationnel et objectif de ses comportements. L’homme est alors vu comme ayant la possibilité de critiquer grâce à sa raison autonome les pratiques sociales de sa société de manière impartiale et désengagée.
Ces nouvelles perspectives en science et en philosophie contribuent au processus de désenchantement du monde, qui est dépouillé de son aspect normatif, la morale n’étant plus inscrite dans l’ordre cosmique, mais projetée par l’homme. Cette nouvelle vision qui tend à s’installer n’est cependant pas synonyme alors de subjectivisme moral, le concept de nature rationnelle objective étant sauvegardé. À cette vision universaliste de la raison humaine s’oppose un autre courant incarné par Montaigne, qui prône contrairement aux cartésiens affirmant la possibilité d’une connaissance objective par l’introspection rationnelle, une connaissance particulière du soi et de sa nature spécifique. L’introspection ne joue plus alors le rôle de véhicule vers l’universel et l’objectif, mais constitue la voie de découverte vers un univers de significations intimes propres à l’individu, préfigurant le courant expressiviste qui se développera au XIXe siècle.

### Crise de légitimité du pouvoir
La chute de la signification morale intrinsèque au monde (logos ontique) engendre une perte de légitimité et de repères sur lesquels se fondaient les sociétés occidentales pré-modernes pour fonctionner. En effet, à l’époque médiévale, la structure de la société constituée des bellatores, oratores et laboratores était justifiée par la correspondance à l’ordre divin. Il était alors tout à fait légitime que le roi et la noblesse exercent le pouvoir, car ce dernier émanait de l’ordre même du cosmos. Le désenchantement du monde qui a lieu de manière progressive du XVIe au XVIIIe siècle entraîne une fragilisation considérable de ce rapport entre la structure de la société et l’ordre moral. De plus, la structure sociale subit des changements majeurs lors de la fin du Moyen Âge. La structure féodale se désagrège au profit d’un régime monarchique et un renforcement du pouvoir royal. La guerre de Cent Ans en France et la guerre des Deux Roses en Angleterre transforment profondément le paysage politique des deux royaumes avec l’affaiblissement considérable de l’ancienne noblesse et le renforcement significatif de la monarchie, qui avec les règnes de François Ier et d’Henri VIII tend à se diriger vers l’absolutisme.
La réforme qui se propage à travers l’Europe à partir du XVIe siècle met ensuite à mal l’autorité de l’Église et de la nouvelle monarchie fortifiée, qui est perçue par les réformés comme illégitime ou au mieux intolérante. Les guerres de Religion en France, civiles en Angleterre et les guerres de 80 ans (1568-1648) et de 30 ans (1618-1648) dans l’Empire des Habsbourg ont toutes des motifs en partie religieux et sont livrées contre un pouvoir jugé oppresseur. La structure de gouvernance doit donc dans ce contexte être justifiée à l’aide de nouvelles théories politiques. L'alternative qui apparaît pour faire face à cette problématique est :
- La monarchie absolue de droit divin : qui se fonde sur le pouvoir absolu de Dieu ou sur la raison d’État et donne au monarque tous les pouvoirs, que ce soit exécutifs, judiciaires ou législatifs[218]. Le roi ne doit se justifier que devant Dieu et a autorité sur tous les aspects du royaume. Ce type de monarchie fut surtout développé en France et connut son apogée sous Louis XIV. Des tentatives eurent lieu sous les Tudors et les Stuarts en Angleterre.
- La monarchie constitutionnelle : la monarchie constitutionnelle, à la britannique, est inspirée des théories du contrat social, qui prônent la libre adhésion de l’individu à la société. Très influencée par Locke, l’idée de contrat social pose les bases d’une société libérale et atomistique, qui est vue plus comme un instrument visant à optimiser les intérêts de la population qu’un lieu de réalisation humain[217](conception grecque).

Ces théories tentent de se substituer à l’ancienne vision de la société ordonnée. Le roi, dans la perspective absolutiste ne tient plus son pouvoir de l’ordre du monde, mais d’un décret divin, qui vient ordonner celui-ci. La théorie du contrat social, incitée par John Locke, pose les bases quant à elle d’un gouvernement non plus fondé sur l’obéissance stricte à l’autorité, mais sur le libre consentement des individus.

### Transformation des valeurs et Réforme
À partir du XVIIe siècle, les anciennes valeurs de l’éthique de l’honneur et de la participation à la vie publique comme sphère de réalisation et de la contemplation de l’ordre ontologique moral se perdent au profit de la valorisation de la vie ordinaire, de la science utile et de la famille. Le commerce se substitue à la guerre, le premier étant vu comme utile, le deuxième comme vain. L’introduction de la réforme au XVIe siècle contribue également à la propagation de cette valorisation de la vie ordinaire. En niant un certain sacré, la foi réformée consacre de manière plus évidente la présence de Dieu en toutes choses, et donc en toute activité. Dans cette perspective, la vie simple est revalorisée. Le travail, la famille et la simple production, dévalorisée durant le Moyen Âge et la période antique, sont réintroduits dans la dimension des activités signifiantes et désirables.

### Décadence de l’Église
L’Église de la Renaissance, même si elle est au sommet de son influence artistique et de sa magnificence, est plus que jamais décadente moralement. Les papes de cette époque sont alors plus des hommes d’États soucieux de la puissance temporelle de Rome et de leur richesse personnelle que de la gloire de Dieu et des affaires spirituelles. 

Le pape Alexandre VI Borgia tableau de Pinturicchio.

Le pape Paul III, par exemple, dit sa première messe 26 ans après avoir été créé cardinal. Rome est alors vue comme la nouvelle Babylone. Près de 5 assassinats y ont lieu chaque nuit et la richesse ainsi que la luxure sont la norme plutôt que l’exception parmi les hauts dignitaires de l’Église. Le népotisme est de plus très présent dans les hautes sphères de l’Église. On nomme souvent ses parents à des postes clés dans la hiérarchie ecclésiastique, comme le pape Alexandre VI, qui nomma son fils César Borgia, alors âgé de 17 ans, cardinal de Valence.
L’ostentation des richesses de l’Église est très grande, et de multiples œuvres artistiques et architecturales, comme la chapelle Sixtine ou la basilique Saint-Pierre de Rome sont entreprises. La cour papale est l’un des principaux, sinon le principal centre de mécénat en Italie et en Europe. Le cardinal de cette époque doit, pour maintenir le train de vie propre à son rang, faire face à des dépenses considérables. Le revenu annuel d’un cardinal, au début du XVIe siècle est de minimalement de 4000 ducats par année, alors que celui d’un artisan ne dépasse pas quelques dizaines de ducats.
La décadence des mœurs du clergé provoque alors un malaise croissant dans la population chrétienne, soucieuse de gagner son paradis. Pour certains, dont Martin Luther, l’Église catholique, par sa dépravation, n’est plus en mesure d’assumer son rôle de guide spirituel pour l’humanité. La Réforme protestante trouve alors une grande réceptivité auprès de la population désabusée.

### La révolution scientifique

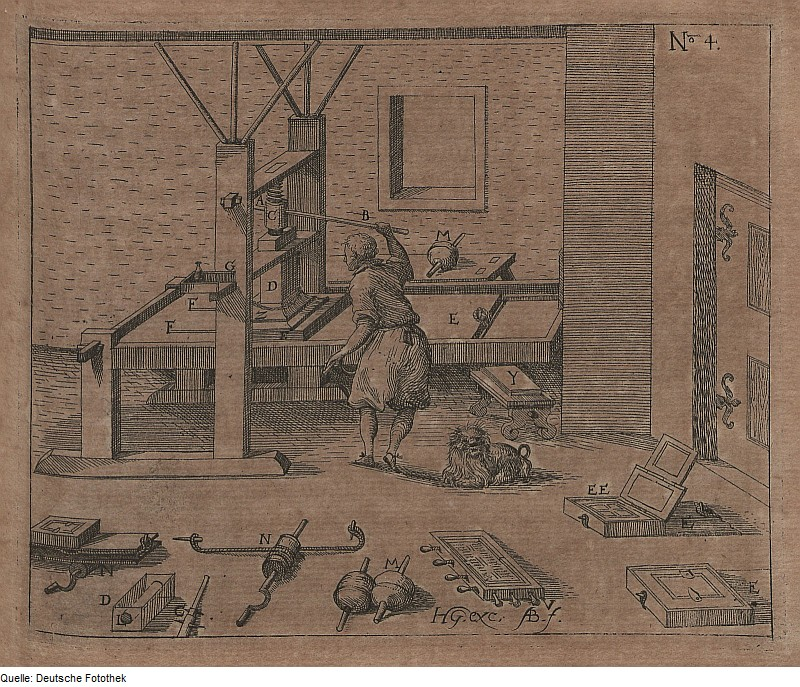
L'atelier de l'imprimeur et la presse mécanique, gravure, 1613.

La Renaissance est une époque d’avancées scientifiques considérables. La révolution copernicienne ainsi que la découverte du Nouveau Monde bouleversent la manière dont on perçoit le monde ainsi que la place de l’homme, jusqu'alors au sein de celui-ci. On passe en effet d’une représentation géocentrique de l’univers à un modèle héliocentrique, où la Terre n’occupe plus le centre de l’univers. Les avancées sont considérables en mathématiques, en astronomie, en médecine et dans le domaine des sciences expérimentales. 
L’invention de l’imprimerie au XVe siècle permet la diffusion des livres, ce qui engendre un engouement général pour la connaissance et l’accroissement de la communauté intellectuelle en Europe. Les lettrés abandonnent progressivement le latin au profit de la langue populaire afin de transmettre leur savoir. En raison de l'opposition de l'Église aux progrès scientifiques qui ébranlent ses dogmes (l’affaire Galilée a de grandes répercussions dans le milieu intellectuel), le savant est tiraillé entre la foi et la volonté de rester dans les bonnes grâces de l’Église, d'une part, et d'autre part la quête de la connaissance. L’incapacité de l’autorité religieuse à s’adapter à cette vague de savoir et sa fermeture aux nouvelles percées de la connaissance discréditera par la suite l’Église catholique dans le monde intellectuel.

### Le renouveau des arts

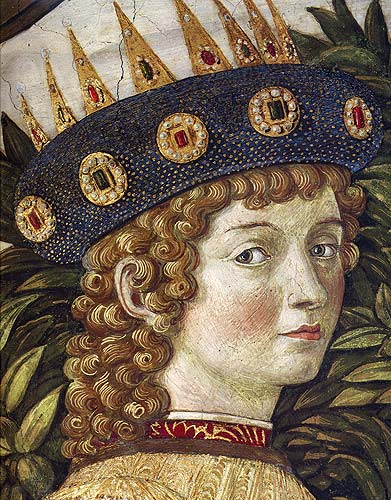
Laurent le Magnifique, l'un des premiers mécènes. Détail d'une fresque de Benozzo Gozzoli.

La Renaissance est une période d’effervescence pour l’art. Apparu en Italie et encouragé par l’Église, le mécénat se généralise à l’ensemble de l’Europe au XVIe siècle. Le renouveau de l’art à cette époque est paradoxalement associé à un néoplatonisme qui prend ses racines à Florence. L’artiste de cette époque voit en effet ses œuvres comme les représentations des formes divines. Les genres se multiplient et le roman côtoie le conte héroïque au XVIe siècle. L’art, qui avait été au Moyen Âge l’apanage du religieux, s’en détache progressivement et commence à s’intéresser, surtout dans le domaine de la peinture, à la vie quotidienne même s’il faut attendre les mouvements réaliste et naturaliste du XIXe siècle avant que les représentations artistiques de ce type soient courantes. 
Au XVIIe siècle, l’art est surtout associé au classicisme plus rigide initié par la monarchie absolue. L’expression artistique comme le reste de la société est subordonnée à la volonté royale et devient le véhicule de la morale absolutiste, qui représente ce qui doit être et non pas la réalité des mœurs de l’époque. La France rayonne sur le monde, ainsi que ses artistes. Des codes rigides d’unité se développent, mais sont mis de côté à la mort de louis XIV pour laisser place à des manifestations artistiques plus frivoles. On assiste à un retour vers la simplicité, la nature et les valeurs civiques de l’Antiquité grecque.

### La campagne et la ville

La Moisson, par Pieter Brueghel l'Ancien, Metropolitan Museum of Art.

La vie à la campagne comme à la ville de l’homme du XVIe siècle au XVIIIe siècle est marquée par l’omniprésence de la puanteur et de la saleté. Les bains à cette époque sont rares, car on croit que l’eau est le véhicule des maladies. À la campagne, le manque d’hygiène est généralisé, et les paysans sont vus par les élites comme des bêtes sauvages.
Depuis près de mille ans, la condition de vie du paysan dans la campagne, à l’exception de la diminution de la disette et de la famine, a peu évolué, et les rares avancées techniques dans le domaine agricole sont trop dispersées dans le temps pour que l’espoir du progrès pénètre dans les mentalités. Dans les villages ruraux, les points de rencontre où s’articulent la vie communautaire de la population sont la taverne et l’église. Ces deux établissements antagonistes, figures du vice et de la vertu, rythment la vie paysanne de l’époque. En ville, à partir de la seconde moitié du XVIIe siècle, les cafés se multiplient. Les élites y discutent alors d’art et de philosophie. En campagne, la situation de la femme se dégrade à la suite de la popularisation de la chasse aux sorcières au XVIe siècle.

### La famille
La famille nucléaire à la Renaissance et lors des siècles subséquents est traditionnellement vue comme l’unité de base de la société. Au fil du temps, le rôle du père comme chef de famille prend de l’importance, et le rôle de la mère, surtout dans la haute société, se limite à la reproduction ainsi qu’à l’éducation des jeunes enfants et des filles. La femme de la haute société donne généralement naissance à plus d’enfants en raison de l’impératif de la descendance masculine pour la transmission du patrimoine familial. Le rôle du père reste limité malgré l’accroissement de son autorité lors du XVIIe siècle. Ce dernier ne s’occupe dans l’éducation des enfants que de l’encadrement des mœurs sexuelles de ses filles. Le jeune garçon reçoit lui son éducation d’homme en majorité de la collectivité dans laquelle il vit. Son apprentissage se déroule dans la sphère publique plutôt que dans le privé. La durée du célibat s’allongeant sous l’impulsion de l’Église soucieuse d’épurer les mœurs de la population, la période de l’adolescence, âge entre l’enfance et l’age adulte où l’individu est marié, apparaît.

### La stratification sociale
Au XVIIe siècle, la volonté de la monarchie absolue de tout ordonner dans la société entraîne une définition plus nette des classes sociales. La noblesse, qui était au Moyen Âge un état de fait, devient un véritable état juridique. Cependant, les frontières entre les classes de la société de d'Ancien Régime sont plus perméables que l’image de l’époque ne renvoie traditionnellement. À l’époque de Louis XIV, comme Le Bourgeois gentilhomme de Molière, le caricature, le noble désargenté, recherche souvent l’alliance du riche bourgeois. La descendance commune des deux parties peut alors bénéficier de la fortune de l’un et du nom de l’autre. Le clivage est plus marqué entre les membres de la haute société (riche bourgeoisie et noblesse) et le peuple. Les premiers ont en effet développé des conceptions morales différentes des seconds du fait de la purification des mœurs qui a lieu dans la haute société à partir du XVIIe siècle. Cette différence de comportements et d’attitudes, autrefois moins marquée, engendre un fossé culturel plus grand entre les deux sphères de la société. L’image du paysan barbare et le concept de masse populaire se voient renforcés dans les représentations collectives.

### Le rapport à la justice
Au début du XVIe siècle, la violence, répandue de manière générale dans toutes les classes de la société, est vue comme un élément banal. L’homicide est alors perçu comme un crime parmi tant d’autres, et le roi accorde même souvent son pardon aux affaires de vengeance. Ces dernières sont cependant soumises à une codification implicite stricte. Il est en effet très mal vu de se venger de manière inappropriée. Il règne alors un équilibre parfois fragile entre la justice du plus fort et la justice des institutions. La situation change au XVIIe siècle, en particulier sous le règne de Louis XIII en France. L’État français doit à l’époque trouver des moyens de financer ses dépenses militaires croissantes. Un contrôle des populations plus étroit est alors développé, et ce dans un but majoritairement fiscal. Le développement de l’administration publique et de la police assure un encadrement plus efficace de l’homme de cette période, qui est sommé de se soumettre à l’autorité du roi et de l’État absolutiste. L’édit contre les duels promulgué par le cardinal de Richelieu en 1626 s’inscrit dans le projet de la domestication de l’aristocratie frondeuse et de sa soumission à l’autorité royale, soumission qui atteindra son paroxysme sous le règne de Louis XIV. La justice alors se développe et se codifie de plus en plus. À Lille, en 1713, cracher à la figure d’un homme de loi vaut automatiquement un passage devant le tribunal criminel. Tout acte de contestation est vu comme une opposition directe au roi et comme crime de lèse-majesté.

### La civilisation des mœurs
À la fin du XVe siècle, et même durant le XVIe, les mœurs autant de la noblesse que du peuple sont extrêmement rudes. La violence est omniprésente dans la vie de la population, l’hygiène est presque absente et les pratiques sexuelles sont beaucoup plus libres qu’elles ne le deviendront lors du XVIIe siècle. À titre d’exemple, vers la fin du Moyen Âge, 50 % des Dijonnais ont participé au moins une fois à un viol. 

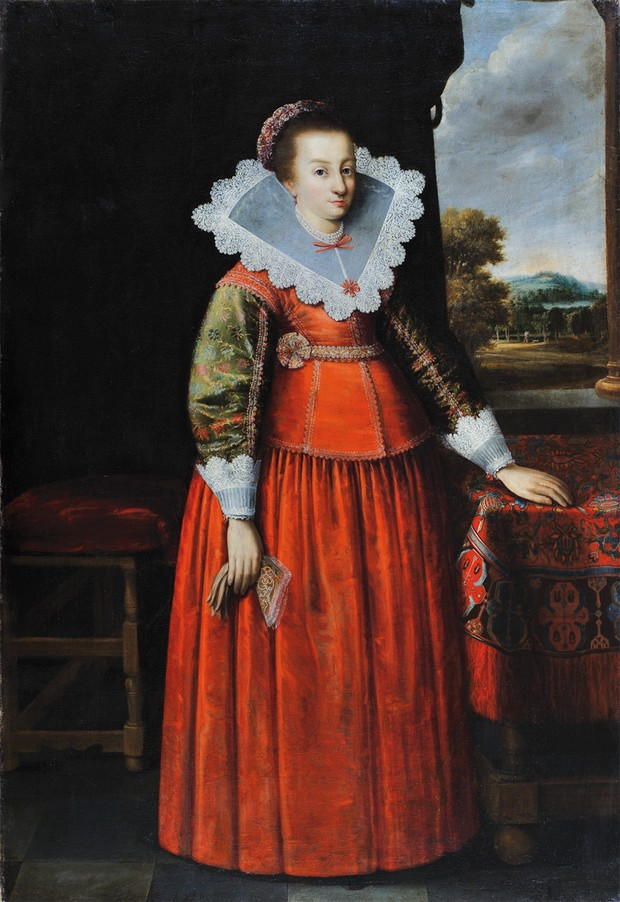
Portrait d'une dame, par Peter Danckerts de Rij, v. 1640.

La pudeur, particulièrement en ce qui a trait à l’hygiène intime, est ignorée. On n’éprouve alors aucune honte à déféquer ou à uriner en public. La gêne, autant à la campagne qu’à la cour du roi, est absente, au point même d’incommoder certains membres de la haute aristocratie dont Henri III qui se plaint de la promiscuité de la vie à la cour. C’est au sein de celle-ci que s’opérera en premier le raffinement des mœurs. Elle servira d’exemple à la population du XVIe au XVIIIe siècle comme idéal et modèle des comportements à adopter.
L’Église, à partir du XVIIe siècle, lance un mouvement de redressement des mœurs en étant plus sévère au sujet notamment de l’ivrognerie et des comportements sexuels. Cette purification des mœurs a surtout une résonance dans les milieux bourgeois aisés et dans l’aristocratie, mais ne peut pénétrer de manière efficace les couches populaires. Un clivage se forme alors entre les mœurs de la haute société et celles du peuple, clivage qui était de moindre importance dans les siècles précédents où la majorité de la société partageait les mêmes mœurs. Le changement d’attitude de la part de la haute société est particulièrement présent dans la codification des comportements qui se développent à la cour, avec comme exemple type l’étiquette de Versailles sous Louis XIV. 
La mode également se transforme sous l’influence de la volonté d’élégance dans les mœurs. Les bijoux se multiplient dans le vêtement et les parfums sont désormais l’objet d’un usage généralisé. Le mouchoir et le gant, popularisés à partir de la seconde moitie du XVIIe siècle, expriment le nouveau tabou du contact corporel absent jusqu’alors. L’introduction du corset témoigne également d’une volonté de maîtrise du soi exprimée par le maintien rigide du corps, vu comme l’objet par excellence de dépravation. La chevelure n’échappe pas à la tendance, surtout chez les femmes. Le chapeau, dans toutes les classes sociales devient primordial, l’échevelée étant considérée comme une sorcière ou une prostituée. Cette rigidité dans la mode rejoint la volonté de sobriété dans les émotions, qui sont à partir de l’époque du Roi-Soleil de plus en plus intériorisées. L’élégance devient la norme principale à respecter. L’image du courtisan raffiné supplante alors chez la noblesse la figure virile du guerrier en armure.

### L'homme et le pouvoir

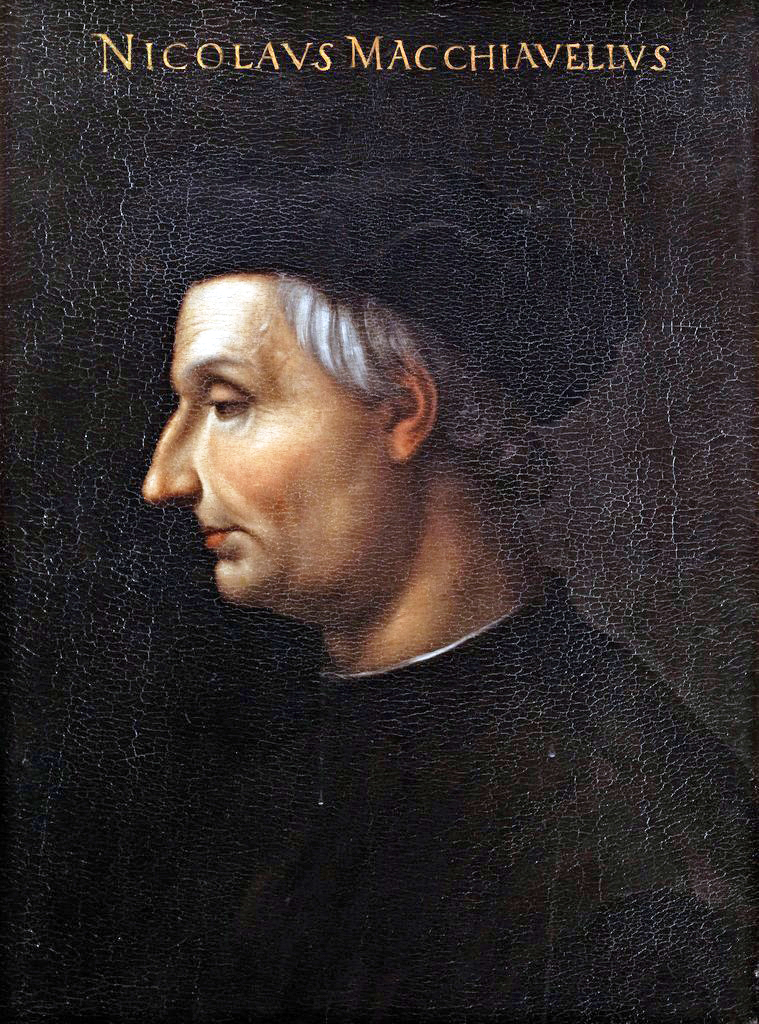
Portrait de Nicolas Machiavel par Cristofano dell'Altissimo (entre 1552 et 1568), galerie des Offices.

Le prince de la Renaissance quitte progressivement le système vassalique caractéristique du Moyen Âge pour entrer dans l’époque moderne. Les relations de pouvoir qui marquent la Renaissance et l’époque moderne se transforment. Le prince de cette époque n’en est plus un lié par des liens de fidélités envers son seigneur, mais est mû par la raison d’État et la recherche du pouvoir. L’homme politique est alors perçu comme un être cruel, sans pitié, froid, calculateur et égoïste. Représentatif du tournant qui s’effectue à cette époque, l’ouvrage de Machiavel, Le Prince, annonce la naissance de la science politique comme étude du pouvoir seul, et non plus comme volonté d’organiser une société juste, à la manière de la République de Platon. Le XVIe siècle marque également un tournant dans l’évolution de la structure de l’État et de sa conception en Europe occidentale. Les grandes monarchies comme l’Angleterre, la France et l’Espagne se définissent. Le sentiment national, presque absent jusqu’alors, se développe. En raison de l’escalade des dépenses militaires dues à la nécessite pour les monarques d’entretenir des armées permanentes, l’administration et la structure bureaucratique de l’État prennent également de l’expansion. La notion de royaume et d’État passe progressivement de propriété du prince comme c’était le cas au Moyen Âge à une entité distincte du souverain.

### Le rapport avec la guerre
À partir du XVe siècle, la guerre prend un nouveau visage. L’introduction de l’arme à feu, d’abord peu performante, la popularisation de l’arc et le perfectionnement de l’art de la fortification (structures en bastion) changent le rapport de l’homme à la guerre. Le mode de combat chevaleresque et féodal décline au profit de la professionnalisation de la guerre et du mercenariat, encouragé par la volonté des États de constituer des armées permanentes. 

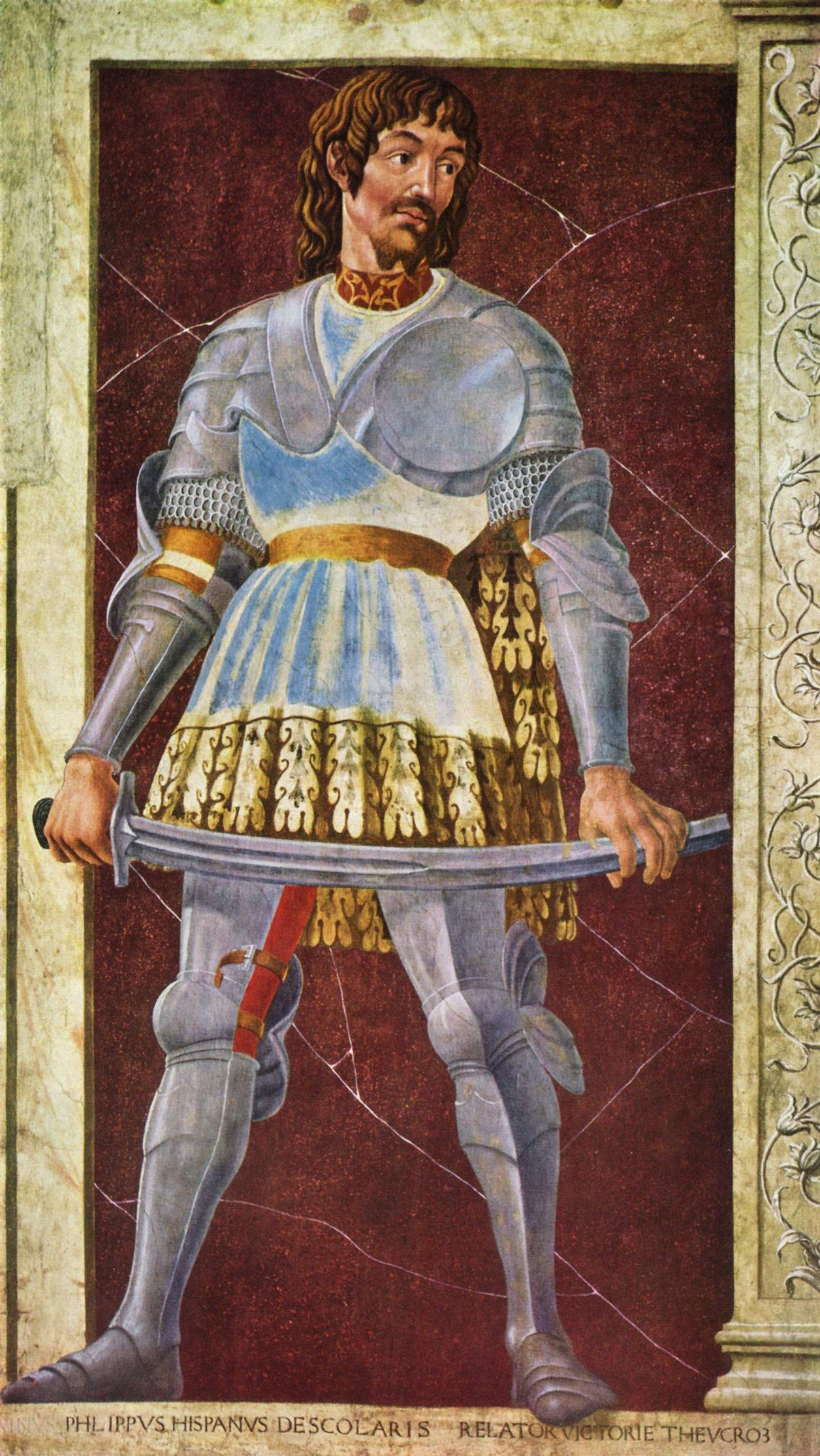
Portrait du condottiere Pippo Spano par Andrea del Castagno, galerie des Offices.

La tactique se substitue à la volonté d’exprimer son courage sur le champ de bataille. L’infanterie devient au détriment de la cavalerie la principale unité tactique de l’armée. L’introduction de l’artillerie révolutionne également l’art de la guerre. Le condottiere, chef de compagnies mercenaires italiennes, qui voit dans la guerre une possibilité d’ascension sociale et d’accumulation de richesses plus qu’une occasion de prouver sa valeur au combat, reste une figure marquante de cette époque.
Les luttes, essentiellement de nature territoriale lors du Moyen Âge se transforment durant la Renaissance en querelles dynastiques pour l’hégémonie en Europe. Le duel entre Valois-Bourbons et Habsbourg pour la prédominance sur le continent marquera le XVIe et le XVIIe siècle. On assiste également à la multiplication des guerres civiles, principalement en raison de l’introduction de la Réforme, qui divise les classes dirigeantes en Europe, et du duel entre la monarchie et la noblesse en France et la monarchie et le parlement en Angleterre. Les guerres de Religion en France (1562-1598), de 80 ans aux Pays-Bas (1568-1648), de 30 ans dans l’Empire germanique (1618-1648) ainsi que les tensions politiques et religieuses constantes dans l’Angleterre des Tudors et des Stuarts témoignent de la polarisation de la société entre catholiques et protestants. Ces guerres ont un caractère particulièrement sauvage du fait de leur division religieuse. Les saccages des campagnes et les pillages, relativement moins nombreux avant le XIVe siècle, se développent sur le modèle des chevauchées effectuées par l’armée anglaise en sol français lors de la guerre de Cent Ans.
La période qui va du traité de Westphalie à la Révolution française inaugure une nouvelle ère dans la pratique guerrière. Le concept d’armée nationale se répand à travers l’Europe. Les forces militaires sont alors constituées majoritairement de professionnels et non plus de troupes mercenaires. La guerre est alors plus que jamais assujettie aux objectifs politiques des différents États. C’est l’époque de la guerre de cabinet.
La guerre, même si elle n’est plus l’apanage de la chevalerie et de la noblesse, ne perd pas son pouvoir d’attrait. Les monarques et l’aristocratie la considèrent encore comme un lieu de réalisation et de prouesses ainsi que la voie royale d’acquisition d’honneur et de prestige. L’ardeur d’un monarque comme Louis XIV à accumuler les victoires militaires démontre bien la place encore centrale que la lutte armée occupe dans les valeurs de l’homme de l’époque.

### La sensibilité des Lumières

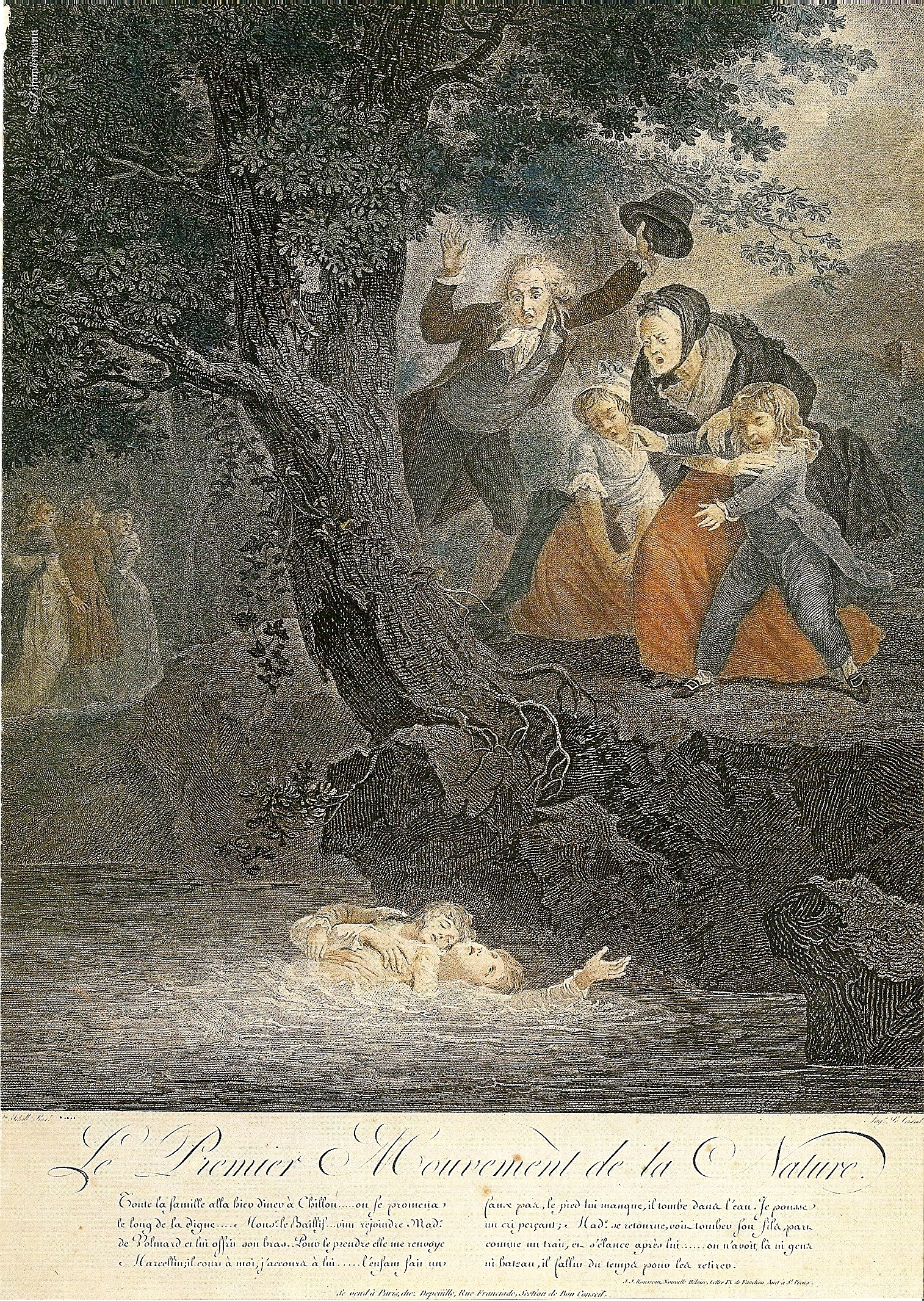
Le Premier Mouvement de la Nature, gravure illustrant La Nouvelle Héloïse.

Le mouvement des Lumières est marqué d’une part par une valorisation accrue de la raison au détriment de la coutume et par la volonté de l’homme à retourner vers la nature ainsi qu’une mise en avant de l’émotivité. L’amour de l’enfant et la vie familiale comme sphère de réalisation sont mis en avant. Le mariage d’amour, même s’il n’est toujours pas la norme, devient plus populaire. L’exaltation des émotions devient plus présente dans les représentations culturelles de la société. Les romans La Nouvelle Héloïse ou Clarissa, qui mettent de l’avant l’émotivité et la mélancolie, obtiennent un grand succès. Un retour à la nature (le jardin anglais gagne en popularité) et aux valeurs de bonté primitive (Jean-Jacques Rousseau) marque également l’époque.
On assiste au cours du XVIIIe siècle à un recul de la pratique du christianisme, même si la dimension religieuse reste encore très présente dans la vie en société. Le milieu intellectuel lui se détourne progressivement de conceptions chrétiennes traditionnelles pour embrasser le déisme (Shaftesbury, Hutcheson, Locke) ou l’athéisme (David Hume). Les sources morales dans cette perspective sont progressivement détournées de Dieu pour situer leur fondation en l’homme. Pour les penseurs de ce temps, honorer Dieu n’est plus la priorité, c’est le bonheur de l’homme qui suffit. Cette conception de l’homme comme le centre du monde moral représente un déplacement significatif des sources morales, qui se situent maintenant dans la personne humaine.

### Ouvrages généraux
- Georges Langlois et Gilles Villemure, Histoire de la civilisation occidentale, Montréal, Beauchemin, 2005, rééd. 2016
- Philippe Poirrier, Les Enjeux de l'histoire culturelle, Seuil, 2004
- Philippe Poirrier (dir.), L'Histoire culturelle : un «tournant mondial» dans l’historiographie?, Dijon, Éditions universitaires de Dijon, 2008
- Gérard Simon (coll.), « L'âme du monde », in Le Temps de la réflexion, Gallimard, 1989
- (de) Heinrich August Winkler, Geschichte des Westens (Histoire de l'Occident), tome 1, 2009  (ISBN 3-406-59235-X)

### Antiquité gréco-romaine
- Rémi Brague, Europe, la voie romaine, Folio/Essais, 1999  (ISBN 978-2070408771)
- Andrea Giardina (it) (dir.) et al. (Jerzy Kolendo, Claude Nicolet, John Scheid, Paul Veyne...), L'Homme romain, Points/Histoire, 2002
- Maurice Sartre, Empires et cités dans la Méditerranée antique, Texto, 2017  (ISBN 979-10-210-2358-1)
- Jean-Pierre Vernant, L'Individu, la Mort, l'Amour. Soi-même et l’autre en Grèce ancienne, Gallimard, 1989
- Jean-Pierre Vernant (dir.) et al. (Luciano Canfora, Yvon Garlan, Claude Mossé...), L'Homme grec, Seuil, 2000
- Paul Veyne, Les Grecs ont-ils cru à leurs mythes ?, Points/Essais, 2014  (ISBN 978-2-7578-4114-3)
- Pierre Vidal-Naquet, Le Chasseur noir. Formes de pensée et formes de société dans le monde grec, Maspero ; 1981, La Découverte, 2005

### Antiquité tardive et Moyen Âge
- Marie-Françoise Baslez, Comment notre monde est devenu chrétien, CLD, 2008  (ISBN 978-2-85443-529-0)
- Alain Corbin (dir.), Histoire du christianisme, Points/Histoire, 2007  (ISBN 978-2-7578-6112-7)
- Georges Duby, Henri Bresc, La Famille occidentale au Moyen Âge, Complexe, Paris, 2005
- Bruno Dumézil, La Société médiévale en Occident, Ellipses, Paris, 2006
- Michel Kaplan, Christophe Picard, Michel Zimmermann, Le Moyen Âge, IVe – Xe siècle, Boréal, Paris, 1994
- Michel Kaplan, Patrick Boucheron, Le Moyen Âge, XIe – XVe siècle, Boréal, Paris, 1994
- Jacques Le Goff, L'Imaginaire médiéval, Gallimard, 1985
- Hervé Martin, Mentalités médiévales II, Presses universitaires de France, 2001
- Georges Provost, La Fête et le Sacré, Cerf, 1998
- Pierre Riché, Guy Lobrichon, Le Moyen Âge et la Bible, Beauchesne, Paris, 1984
- Michel Rouche, Histoire du Moyen Âge : VIIe – Xe siècle, Complexe, Bruxelles, 2005
- Jean-Claude Schmitt, Gerhard Otto Oexle, Les Tendances actuelles de l'histoire du Moyen Âge en France et en Allemagne, Publications de la Sorbonne, Paris, 2003
- Paul Veyne, Quand notre monde est devenu chrétien (312-394), Livre de poche, 2007  (ISBN 978-2-253-12999-8)

### Renaissance et époque moderne
- Eugenio Garin (dir.) et al. (André Chastel, Massimo Firpo...), L'Homme de la Renaissance, Points/Histoire, Seuil, 1990
- Robert Muchembled, L'Invention de l’homme moderne, Fayard, 1994
- Charles Taylor, Les Sources du moi : la formation de l’identité moderne, Seuil/Boréal, 1998